# Lista palatelor din Veneția
Acest articol prezintă principalele palate din Veneția. 

## Liste de palate pe sestiere

### Cannaregio

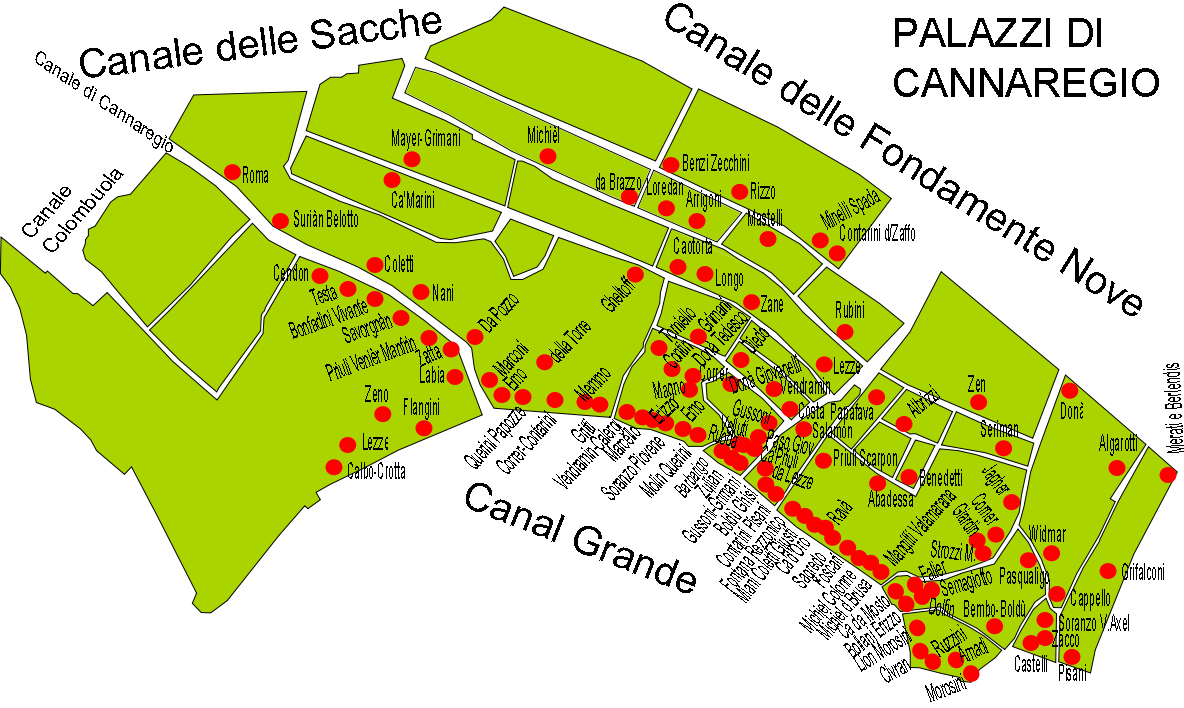

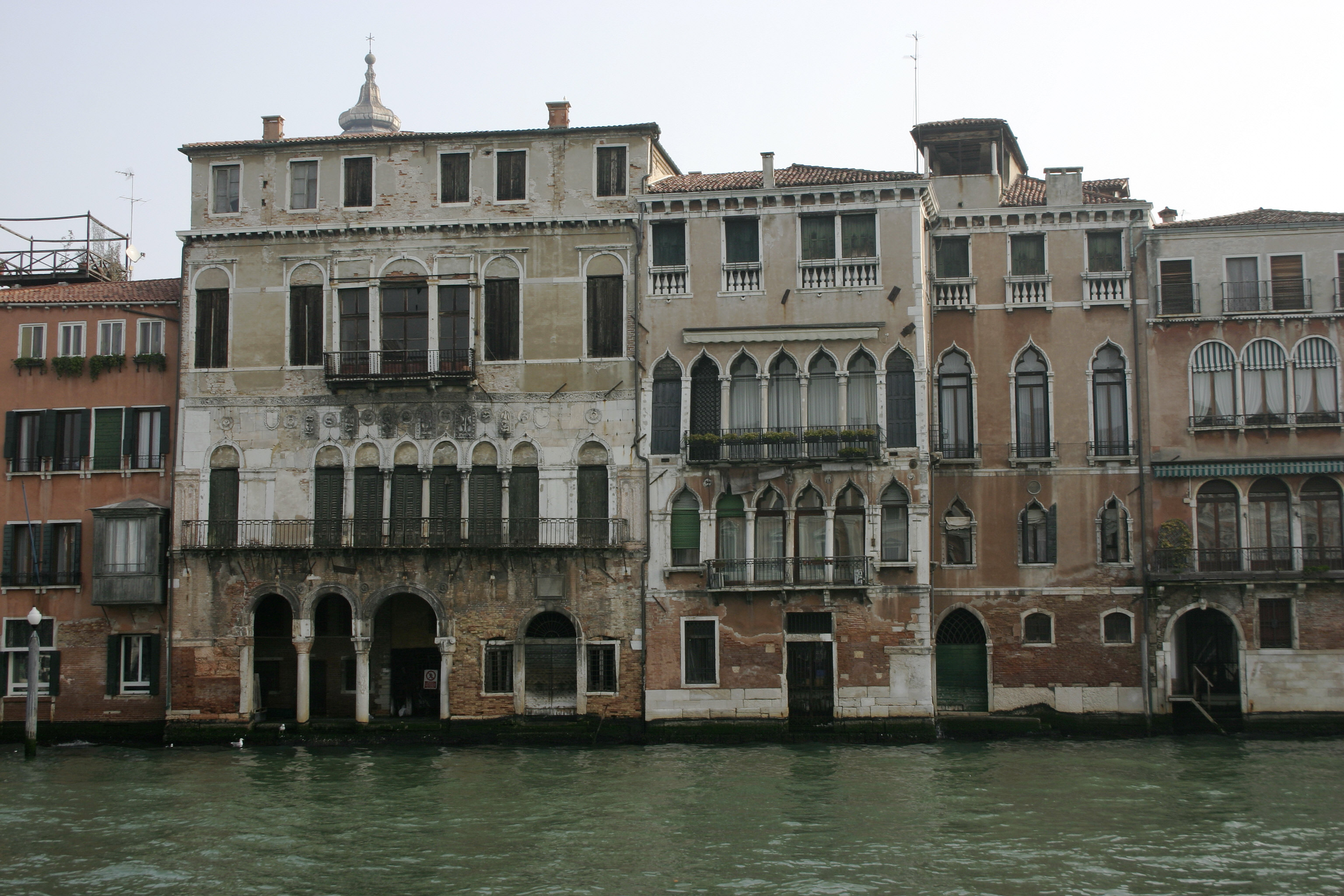
Ca' da Mosto

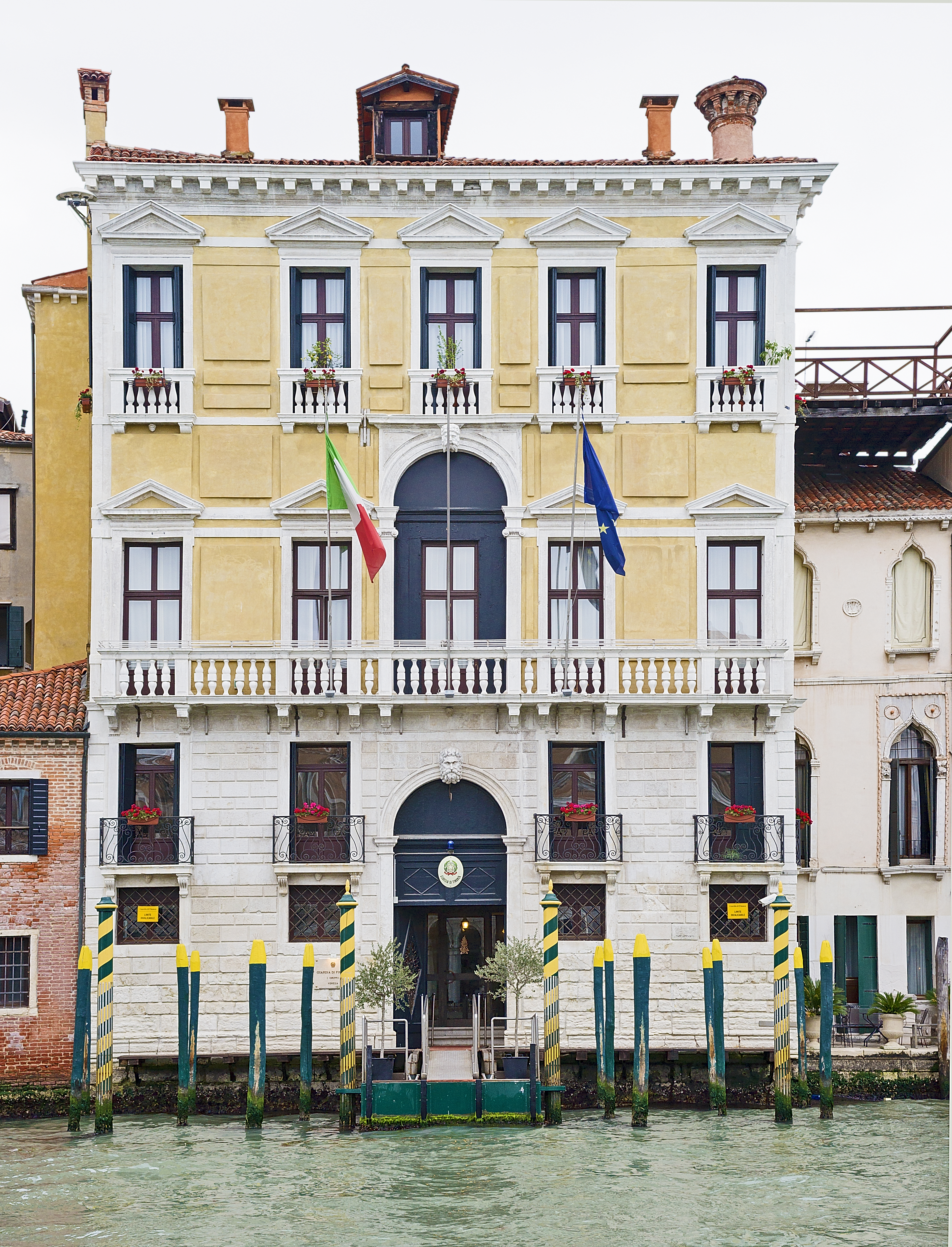
Palatul Civran

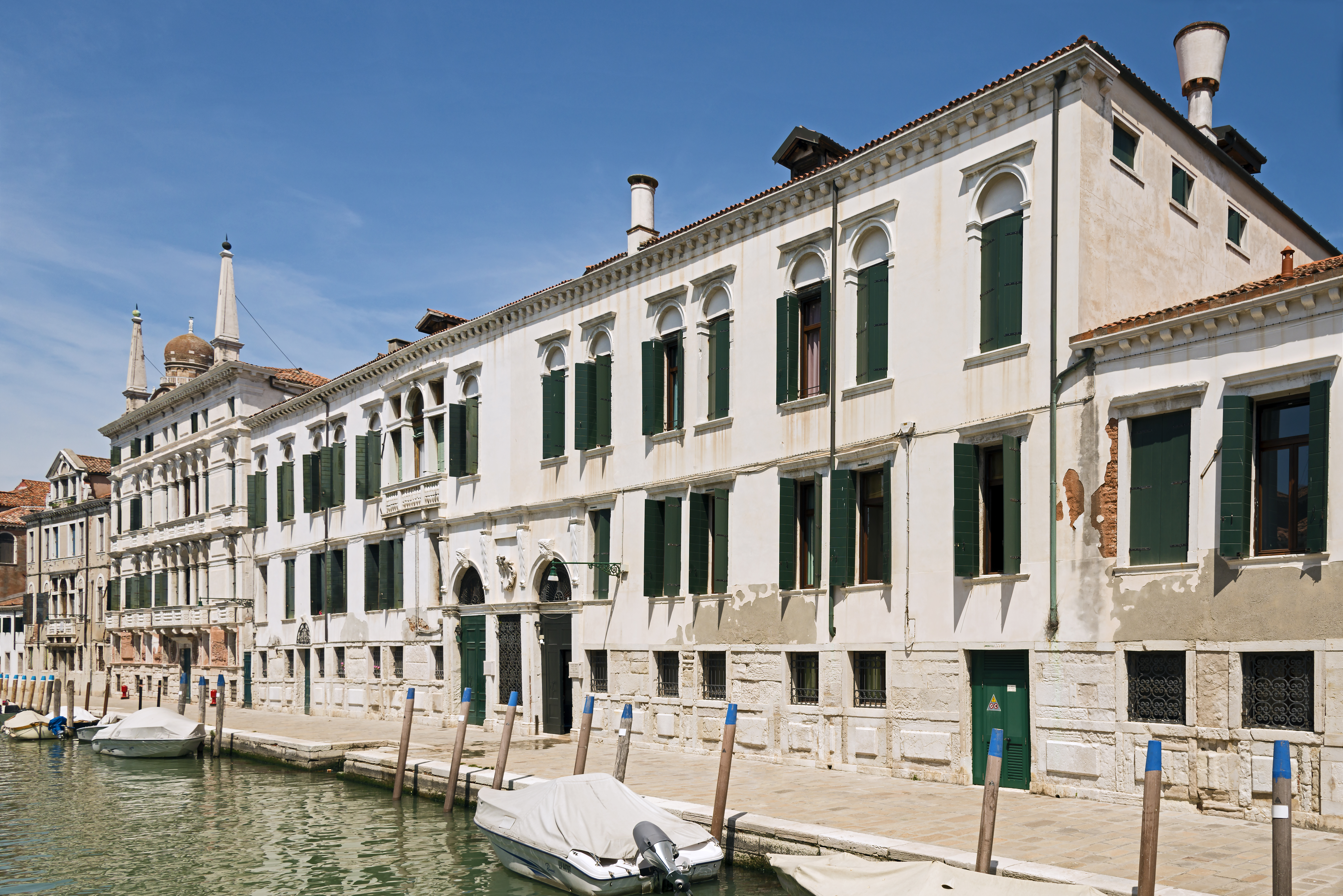
Palatul Contarini dal Zaffo

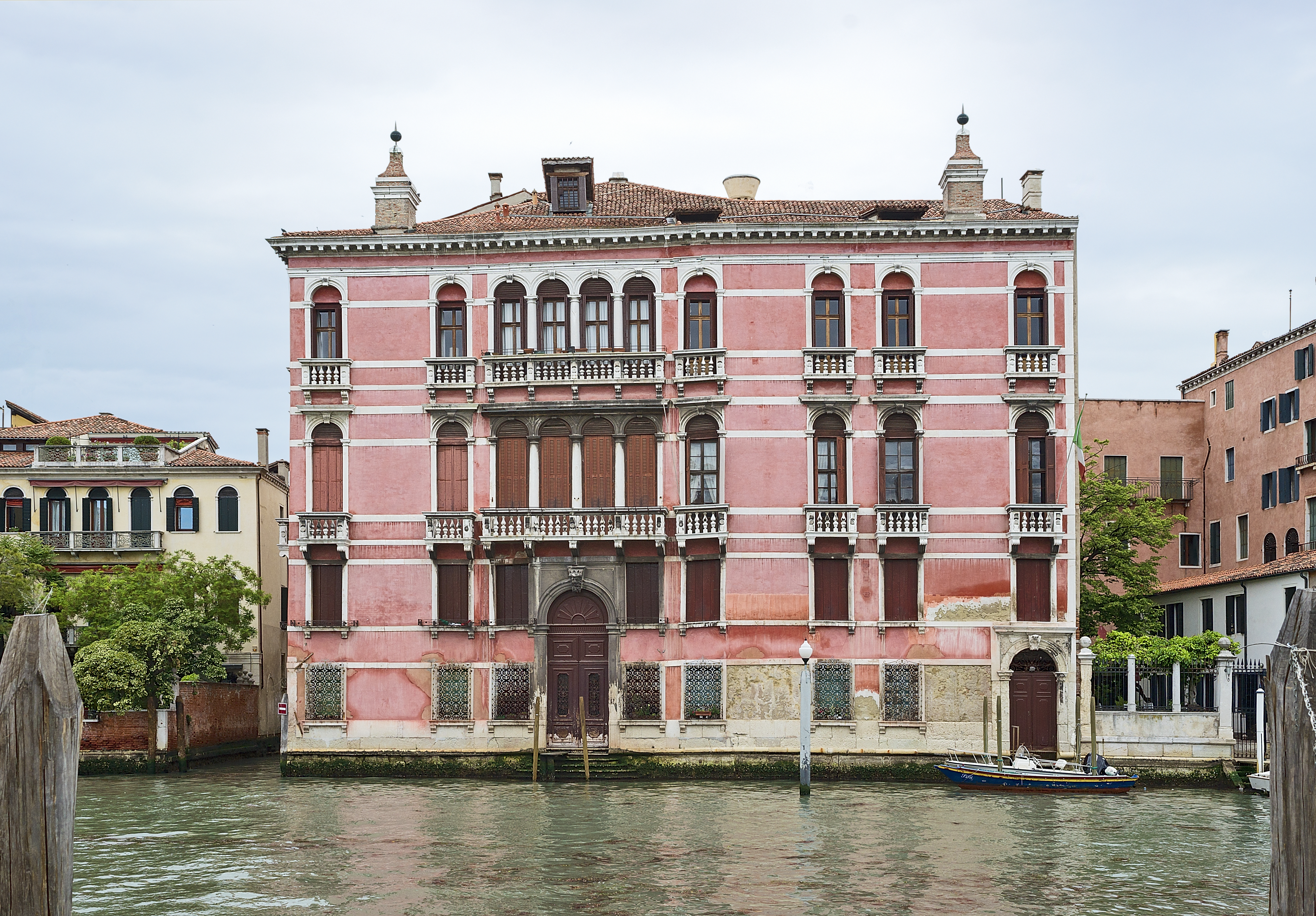
Palatul Fontana Rezzonico

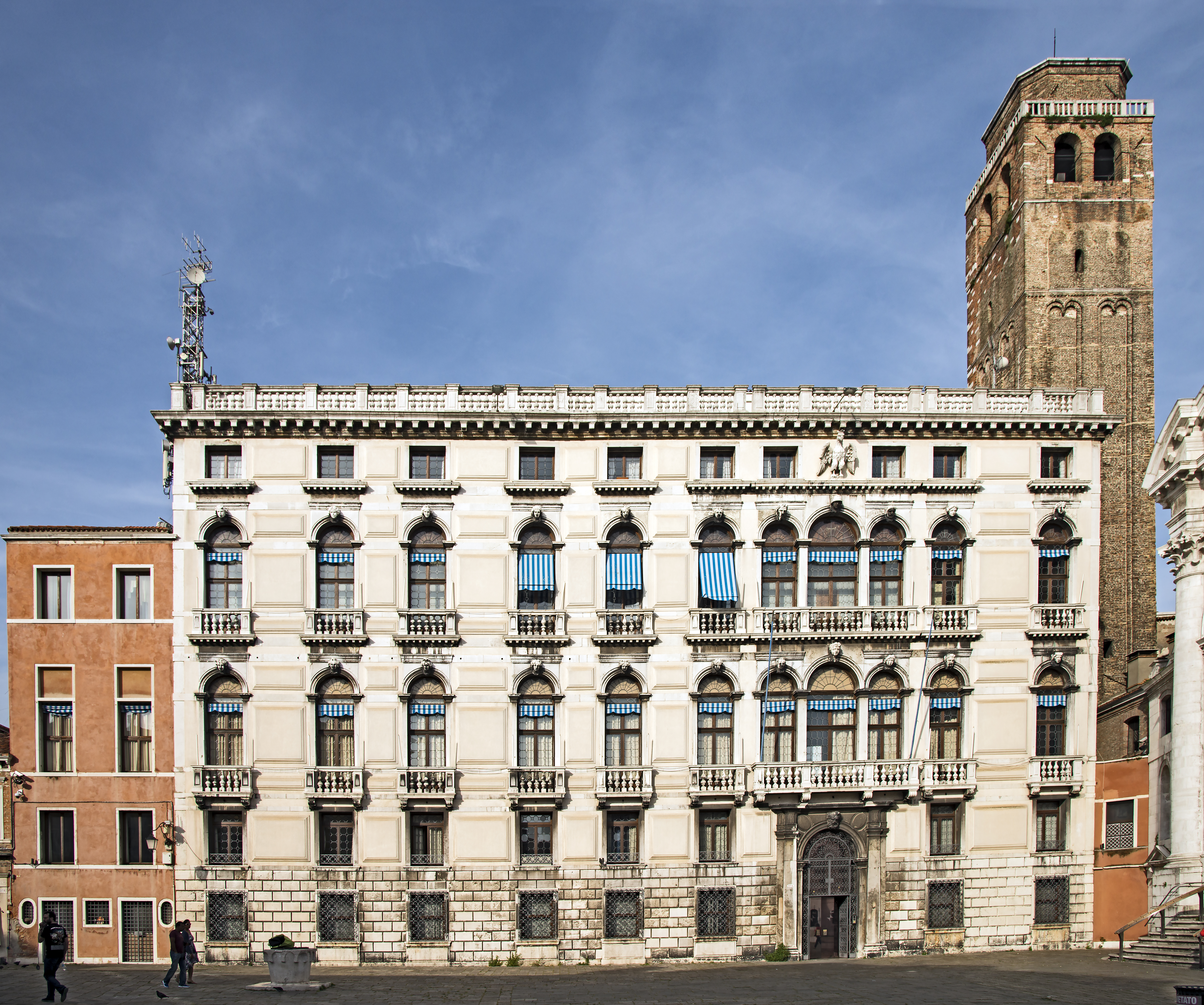
Palatul Labia

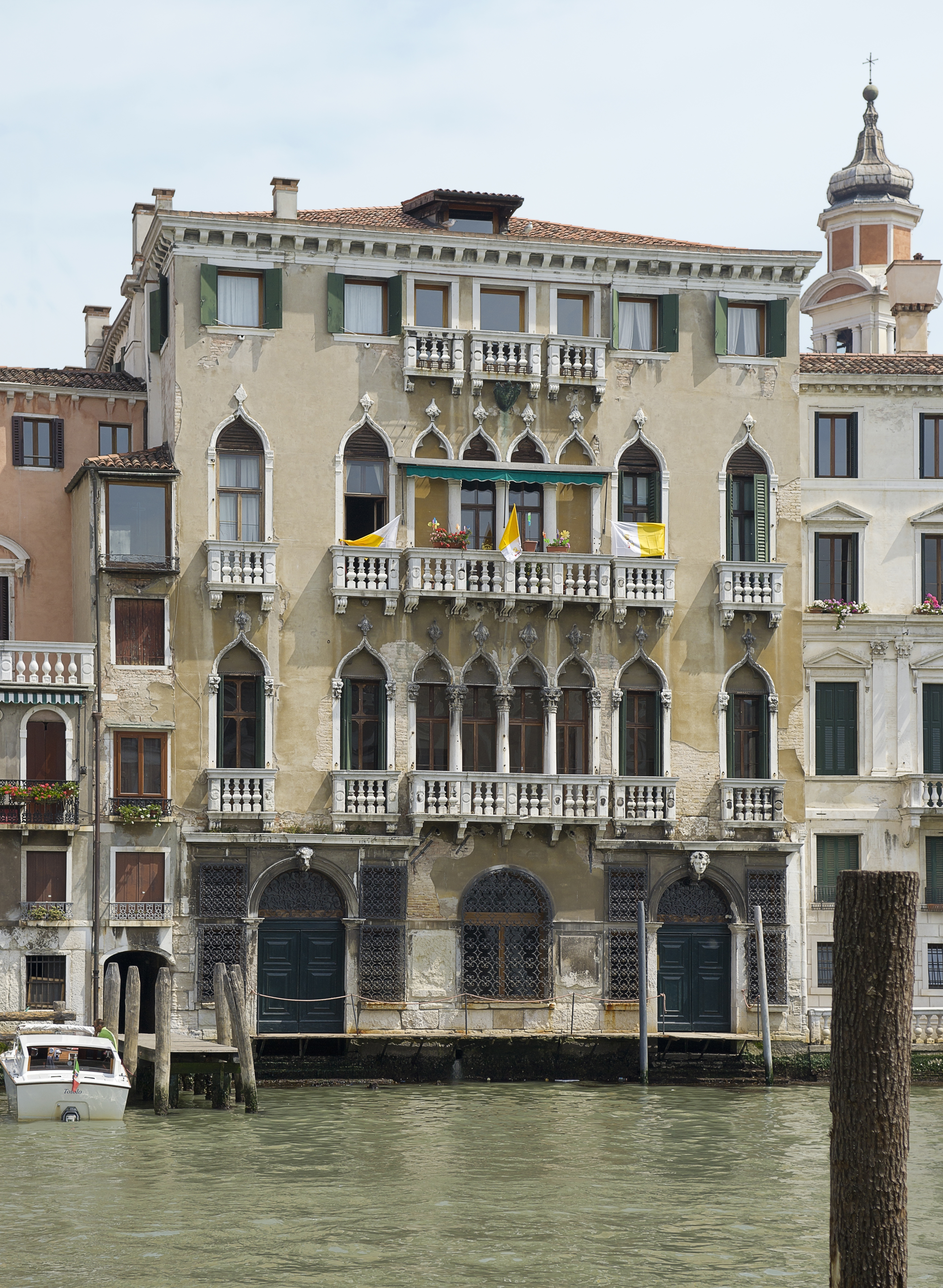
Palatul Michiel del Brusà

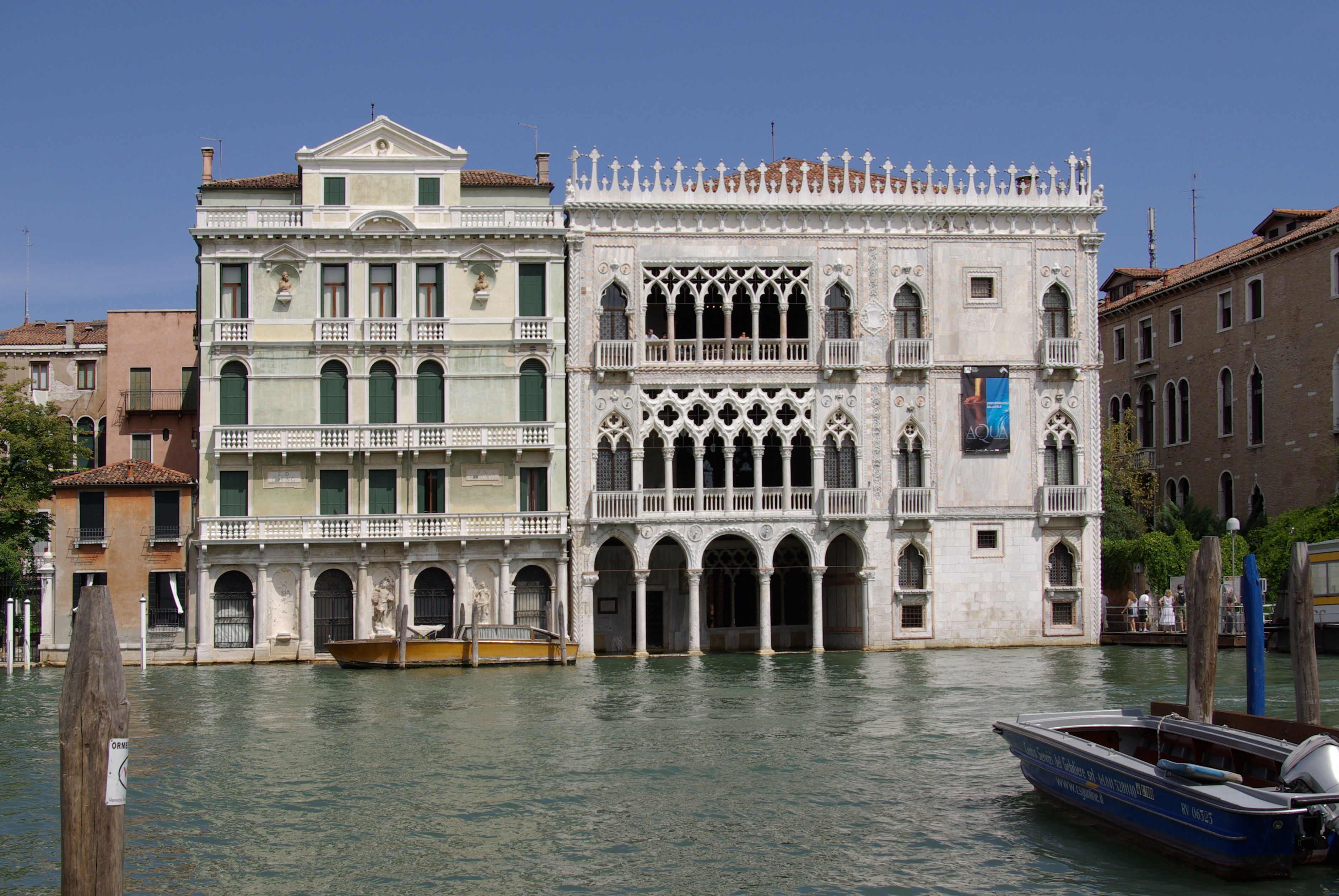
Le Palatul Giusti et le Ca' d'Oro

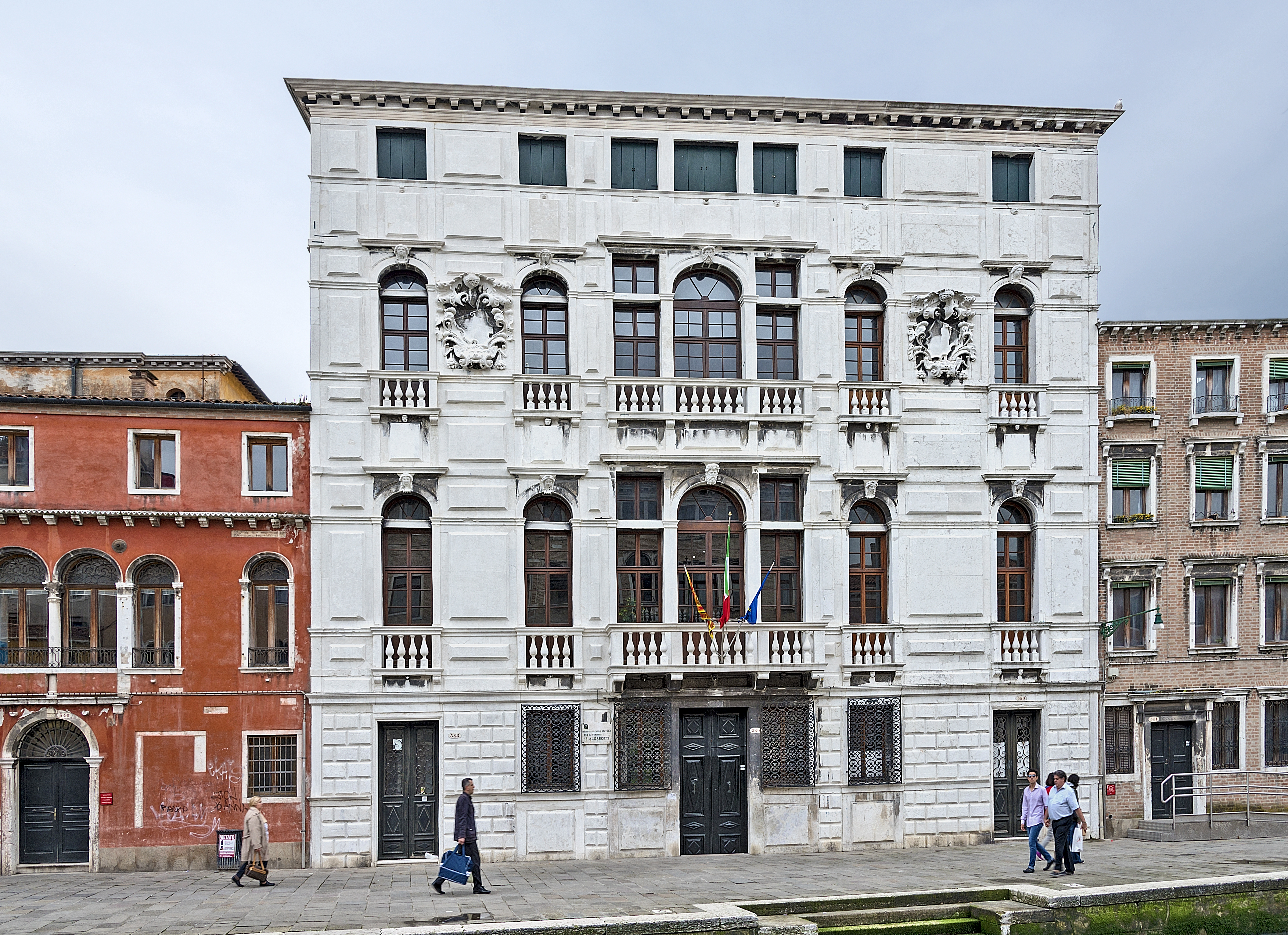
Palatul Savorgnan

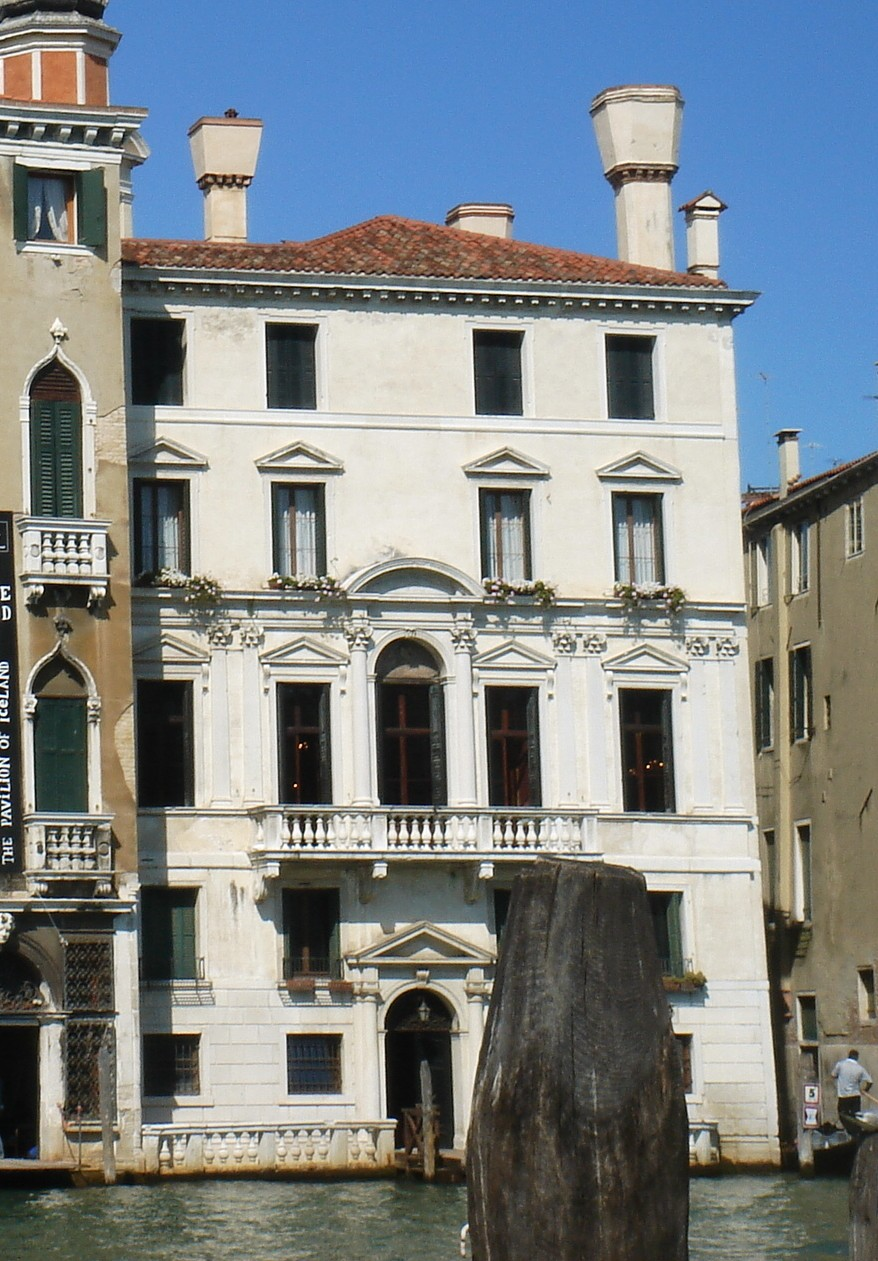
Palatul Smith Mangilli Valmarana

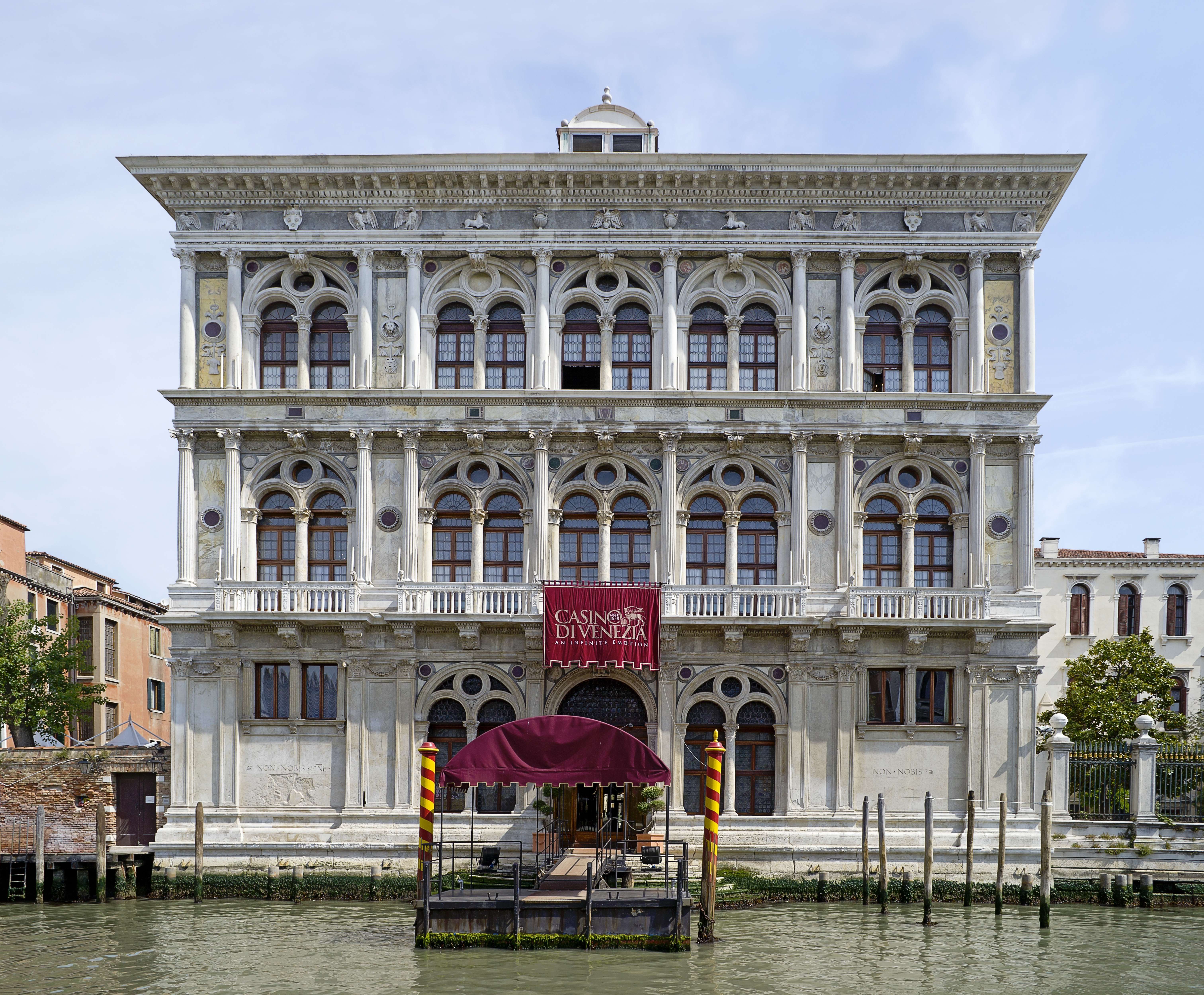
Palatul Vendramin Calergi

| Numele palatului                         | Nume alternativ                           | Secol             | N.A.      | Stradă                                           |
| ---------------------------------------- | ----------------------------------------- | ----------------- | --------- | ------------------------------------------------ |
| Palatul Albrizzi                         |                                           | sec. al XVI-lea   | 4118      | fondamenta S. Andrea                             |
| Palatul Algarotti-Corniani               | Palazzo Algarotti                         | sec. al XVI-lea   | 5356      | calle Stella                                     |
| Palatul Amadi                            | Palazzetto Amadi                          | sec. al XV-lea    | 5816      | corte Amadi                                      |
| Palatul Arrigoni Caragiani               | Palazzo Arrigoni                          | sec. al XV-lea    | 3335-3336 | fondamenta de la Sensa                           |
| Palatul Barbarigo alla Maddalena         | Palazzo Barberigo                         | sec. al XVI-lea   | 2252      | corte Barbaro                                    |
| Palatul Benci Zecchini                   | Palazzo Benzi Zecchin                     | sec. al XV-lea    | 3458      | fondamenta de la Madona de l'Orto                |
| Palatul Benedetti                        | Palazzetto Benedetti                      | sec. al XV-lea    | 4173      | ruga Do Pozi                                     |
| Palatul Merati et Berlendis              | Palazzo Berlendis                         | sec. al XVII-lea  | 6296      | sotoportego Berlendis                            |
| Palatul Bollani Erizzo                   | Palazzo Bollani                           | sec. al XIII-lea  | 5662      | sotoportego Dolfin                               |
| Palatul Bonfadini Vivante                | '                                         | sec. al XVI-lea   | 462       | fondamenta S. Giobbe                             |
| Palatul Bragadin Velluti                 | Casa Velluti                              |                   | 2268      | corte Zulian                                     |
| Palatul Calbo Crotta                     | Palazzo Soranzo Calbo Crotta              | sec. XIV-XVII     | 122       | rio terá Lista de Spagna                         |
| Ca' Caotorta                             |                                           |                   | 2625      | fondamenta de la Misericordia                    |
| Palatul Capello                          | Palazzo Cappellis a Santa Maria Nova)     | sec. al XV-lea    | 5400      | ponte de la Panada                               |
| Palatul Castelli                         |                                           | sec. al XVII-lea  | 6093      | corte dei Miracoli                               |
| Palatul Cendon                           | Palazzetti Cendon                         | sec. al XIV-lea   | 534-535   | calle Cendon                                     |
| Palatul Civran                           | ou Ca' Civran                             | sec. al XVIII-lea | 5745      | calle Gustavo Modena                             |
| Palatul Coletti                          |                                           | sec. XVI-XVII     |           |                                                  |
| Palatul Contarini dal Zaffo              | Palazzo Contarini del Zaffo               | sec. al XVI-lea   | 3539      | fondamenta Gaspare Contarini                     |
| Palatul Contarini Pisani                 |                                           |                   | 3694-3696 | sotoportego del Tragheto                         |
| Palatul Contarini Seriman                | Palazzo S(c)eriman                        |                   | 4851      | calle Venier                                     |
| Palatul Contin                           |                                           | sec. al XV-lea    | 2347      | rio terá ponte S. Antonio                        |
| Palatul Corner                           |                                           |                   | 4501      | sotoportego del Tragheto                         |
| Palatul Correr Contarini                 |                                           | sec. al XVII-lea  | 2214      | salizada S. Fosca                                |
| Palatul Correr Contarini Zorzi           | Palazzo Correr Contarini                  |                   | 1633      | calle Soranzo detta Correr                       |
| Palatul Costa                            |                                           | sec. XVI-XVII     | 2394      | fondamenta Vendramin                             |
| Palatul Da Brazzo                        |                                           |                   | 3355      | fondamenta de la Sensa                           |
| Palatul Da Lezze                         |                                           |                   | 3597      | fondamenta de la Misericordia                    |
| Micul Palat Da Lezze                     |                                           | sec. al XVII-lea  | 3681      | calle del Becher                                 |
| Ca' Da Lezze                             |                                           |                   | 2651      | fondamenta dei Ormesini                          |
| Palatul Da Pozzo                         | Ca' Da Pozzo                              | sec. al XIV-lea   | 1291      | fondamenta de Cannaregio                         |
| Palatul Della Torre                      |                                           |                   | 1373      | rio terá S. Leonardo                             |
| Palatul Diedo                            |                                           | sec. al XVII-lea  | 2386      | fondamenta Diedo                                 |
| Palatul Dolfin                           | Casa Dolfin                               |                   | 5655      | calle de la Posta                                |
| Palatul Donà Giovanelli                  | Palazzo Giovannelli                       | sec. al XV-lea    | 2292      | campiello de la Chiesa                           |
| Palatul Donà Tedesco                     | Donà delle Rose alla Maddalena            | sec. al XVII-lea  | 2343      | rio terá ponte S. Antonio                        |
| Palatul Donato                           | Donà delle Rose sulle Fondamente Nove     | sec. XVI-XVII     | 5038      | Fondamente Nove                                  |
| Palatul Emo a San Leonardo               |                                           |                   | 1558      | calle Emo                                        |
| Palatul Emo alla Maddalena               |                                           |                   | 2177      | calle del Tragheto                               |
| Palatul Falier                           | Palazzo Falier ai Santi Apostoli          | sec. al XIV-lea   | 5643      | sotoportego Falier                               |
| Palatul Flangini                         |                                           | sec. al XVIII-lea | 252       | calle Flangini                                   |
| Palatul Fontana Rezzonico                | Palazzo Fontana                           | sec. al XVII-lea  | 3829      | calle Fontana                                    |
| Palatul Foscari del Prà                  | Palazzo Foscari a Santa Sofia             | sec. al XIV-lea   | 4201      | campo S. Sofia                                   |
| Palatul Ghisi Boldù                      | Palazzo Boldù a San Felice                | sec. al XVII-lea  | 3685      | calle Boldù                                      |
| Palatul Miani Coletti Giusti             | Palazzo Giusti                            |                   | 3838      | calle Pali detta Testori                         |
| Palatul Giustinian Jäger                 | Palazzi Jagher sul Rio dei Santi Apostoli | sec. al XVI-lea   | 4760A     | rio terá Barba Frutarol                          |
| Palatul Giustinian Pesaro                | Palazzo Pesaro Ravà Ca'Giustinian         | sec. al XIV-lea   | 3935      | calle de la Ca' d'Oro                            |
| Palatul Grifalconi Loredan               | Palazzo Grifalconi                        | sec. al XV-lea    | 6359      | calle de la Testa                                |
| Palatul Grimani Mayer                    | Palazzo Grimani                           | sec. al XVI-lea   | 3024      | fondamenta de le Capucine                        |
| Palatul Gritti                           | Palazzo Gritti Dandolo                    |                   | 1759      | fondamenta Gritti e Martinengo                   |
| Palatul Gussoni Grimani                  | Palazzo Gussoni Grimani Della Vida        | sec. al XVI-lea   | 2277      | calle Minio                                      |
| Palatul Labia                            |                                           | sec. XVII-XVIII   | 275       | campo S. Geremia                                 |
| Palatul Lezze                            |                                           |                   | 134       | rio terá Lista de Spagna                         |
| Palatul Lion                             | Palazzo Lion Morosini                     |                   | 5701-5711 | campo del Remer                                  |
| Palatul Longo                            | Ca' Longo                                 | sec. al XV-lea    | 2591      | fondamenta de la Misericordia                    |
| Palatul Loredan a San Canciano           |                                           |                   | 6059      | calle longa Widmann                              |
| Palatul Loredan Gheltoff                 | Palazzo Gheltoff                          | sec. al XIV-lea   | 1864      | calle de l'Aseo                                  |
| Palatul Loredan Griman Calergi Vendramin | Ca' Vendramin Calergi                     | sec. XVI-XVII     | 2040      | campiello Vendramin                              |
| Palatul Magno (Cannaregio)               |                                           |                   | 2143      | calle de la Madalena                             |
| Palatul Marcello                         | Palazzo Marcello del Majno                | sec. al XVI-lea   | 2139      | corte Erizzo                                     |
| Palatul Marconi                          | Ca'Manzoni                                |                   | 1554      | calle Emo                                        |
| Ca' Marini                               |                                           |                   | 2967      | fondamenta Chiovere S. Girolamo                  |
| Palatul Mastelli del Cammello            | Palazzo Mastelli                          |                   | 3381      | calle dei Mori                                   |
| Palatul Memmo Martinengo Mandelli        | Palazzo Martinengo Mandelli               | sec. al XVIII-lea | 1756-1757 | campo S. Marcuola fondamenta Gritti e Martinengo |
| Palatul Merati                           | Palazzo Merati e Berlendis                | sec. al XVII-lea  | 6293      | corte Berlendis                                  |
| Palatul Michiel                          |                                           | sec. al XVI-lea   | 3218      | fondamenta de la Sensa                           |
| Palatul Michiel dalle Colonne            | Palazzo Michiel delle Colonne             | sec. al XVII-lea  | 4314      | calle del Duca                                   |
| Palatul Michiel del Brusà                | Palazzo Michiel dal Brusà                 |                   | 4391b     | Strada Nova                                      |
| Palatul Minelli Spada                    |                                           | sec. al XVII-lea  | 3536      | fondamenta Gaspare Contarini                     |
| Palatul Molin Erizzo                     | Ca'Erizzo (alla Maddalena)                | sec. al XV-lea    | 2138      | corte Erizzo                                     |
| Palatul Molin Gaspari                    | Palazzo Molin Querini                     | sec. al XVII-lea  | 2179      | calle del Tragheto                               |
| Ca' Morosini del Giardin                 |                                           |                   | 4629b     | calle Valmarana                                  |
| Palatul Morosini Sagredo                 | Ca'Sagredo                                | sec. XIV-XV       | 4199      | campo S. Sofia                                   |
| Palatul Morosini                         | Case Morosini a San Giovanni Grisostomo   | sec. XIV-XV       | 5825-5826 | corte Amadi                                      |
| Ca' da Mosto                             | Palazzo Da Mosto                          | sec. al XIII-lea  | 5628      | corte del Lion Bianco                            |
| Palatul Nani                             |                                           | sec. al XVI-lea   | 1105      | fondamenta de Cannaregio                         |
| Ca' d'Oro                                |                                           | sec. al XV-lea    | 3933      | calle de la Ca' d'Oro                            |
| Palatul Pasqualigo                       |                                           | sec. XVI-XVII     |           |                                                  |
| Palatul Pasqualigo Giovannelli           |                                           |                   | 2290      | salizada S. Fosca                                |
| Palatul Pesaro Papafava                  |                                           | sec. al XV-lea    | 3764      | calle de la Racheta                              |
| Palatul Pisani                           | Palazzo Pisani a Santa Marina             | sec. al XV-lea    | 2814      | corte Zappa                                      |
| Ca' Priuli                               |                                           |                   | 2279      | calle Minio                                      |
| Palatul Priuli Venier Manfrin            | Palazzo Manfrin Venier                    | sec. al XVIII-lea | 342-343   | fondamenta Venier                                |
| Palatul Priuli Scarpon                   |                                           | sec. al XVII-lea  | 3729-3730 | calle larga del Dose Priuli                      |
| Palatul Priuli Stazio                    | Palatul Abadessa                          | sec. al XVI-lea   | 4013      | campiello Priuli                                 |
| Palatul Querini                          | Palazzo Querini Papozze                   |                   | 1574      | campiello del Remer                              |
| Palatul Rizzo                            | Palazzo Rizzo Patarol                     |                   | 3500      | fondamenta de la Madona de l'Orto                |
| Palatul Roma                             |                                           |                   | 923       | fondamenta de Cannaregio                         |
| Palatul Rubini                           |                                           | sec. al XVII-lea  | 3554      | fondamenta de l'Abazia                           |
| Palatul Ruoda                            | Palazzo Ruoda-Boldù                       | sec. al XVII-lea  | 2256      | corte Bragadin                                   |
| Palatul Ruzzini                          |                                           |                   | 5783-5784 | salizada S. Giovanni Grisostomo                  |
| Palatul Salamon                          |                                           | sec. al XV-lea    | 3611      | calle Salamon                                    |
| Palatul Savorgnan                        |                                           | sec. al XVII-lea  | 349       | fondamenta Savorgnan                             |
| Palatul Sceriman ou Manin-Sceriman       | Palazzo Zeno Ca' Frizier                  | sec. al XV-lea    | 168       | rio terá Lista de Spagna                         |
| Palatul Sernagiotto                      | Casa Sernagiotto                          |                   | 5722      | calle Semagiotto                                 |
| Palatul Smith Mangilli Valmarana         | Palazzo Mangilli Valmarana                | sec. al XVIII-lea | 4392      | Strada Nova                                      |
| Palatul Soranzo Piovene                  | Palazzo Soranzo                           |                   | 2176      | calle Piovene                                    |
| Palatul Soranzo Van Axel                 | Palazzo Sanudo Van Axel                   | sec. al XV-lea    | 6099      | fondamenta Sanudo                                |
| Palatul Strozzi Morosini                 |                                           |                   | 4503      | sotoportego del Tragheto                         |
| Palatul Surian Bellotto                  | Palazzo Surian                            | sec. al XVII-lea  | 967       | fondamenta de Cannaregio                         |
| Palatul Testa                            |                                           | sec. al XV-lea    | 468       | fondamenta S. Giobbe                             |
| Palatul Torniello                        | Palazo Torniello ai Servi                 | sec. al XVI-lea   | 2370      | calle Tornielli                                  |
| Palatul Vendramin                        | Ca'Vedramin                               | sec. al XVII-lea  | 2400      | fondamenta Vendramin                             |
| Palatul Widmann                          | Palazzo Widmann-Rezzonico                 | sec. al XVII-lea  | 5403      | fondamenta Widmann                               |
| Palatul Zacco                            |                                           | sec. al XV-lea    | 6097      | calle Caselli                                    |
| Ca' Zanardi                              |                                           | sec. al XVI-lea   | 4132      | calle Zanardi                                    |
| Palatul Zane                             | (parte din Palatul Michiel)               | sec. al XVI-lea   | 2536      | fondamenta de la Misericordia                    |
| Palatul Zatta                            |                                           |                   | 328-330   | fondamenta Labia                                 |
| Palatul Zen                              |                                           | sec. al XVI-lea   | 4922      | fondamenta Zen                                   |
| Palatul Zulian                           | Palazzo Zulian Priuli                     |                   | 2253      | corte Barbaro                                    |

### Castello

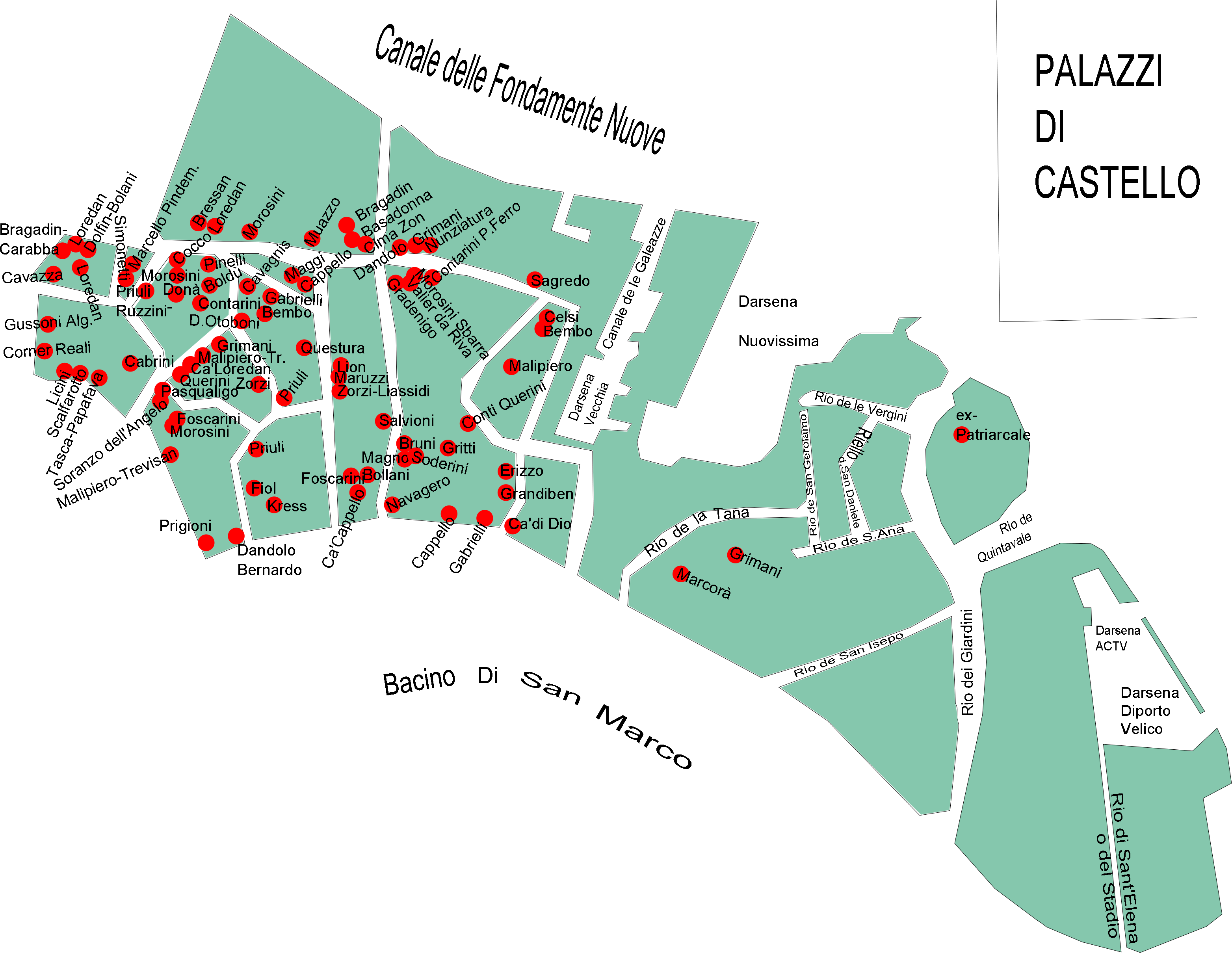

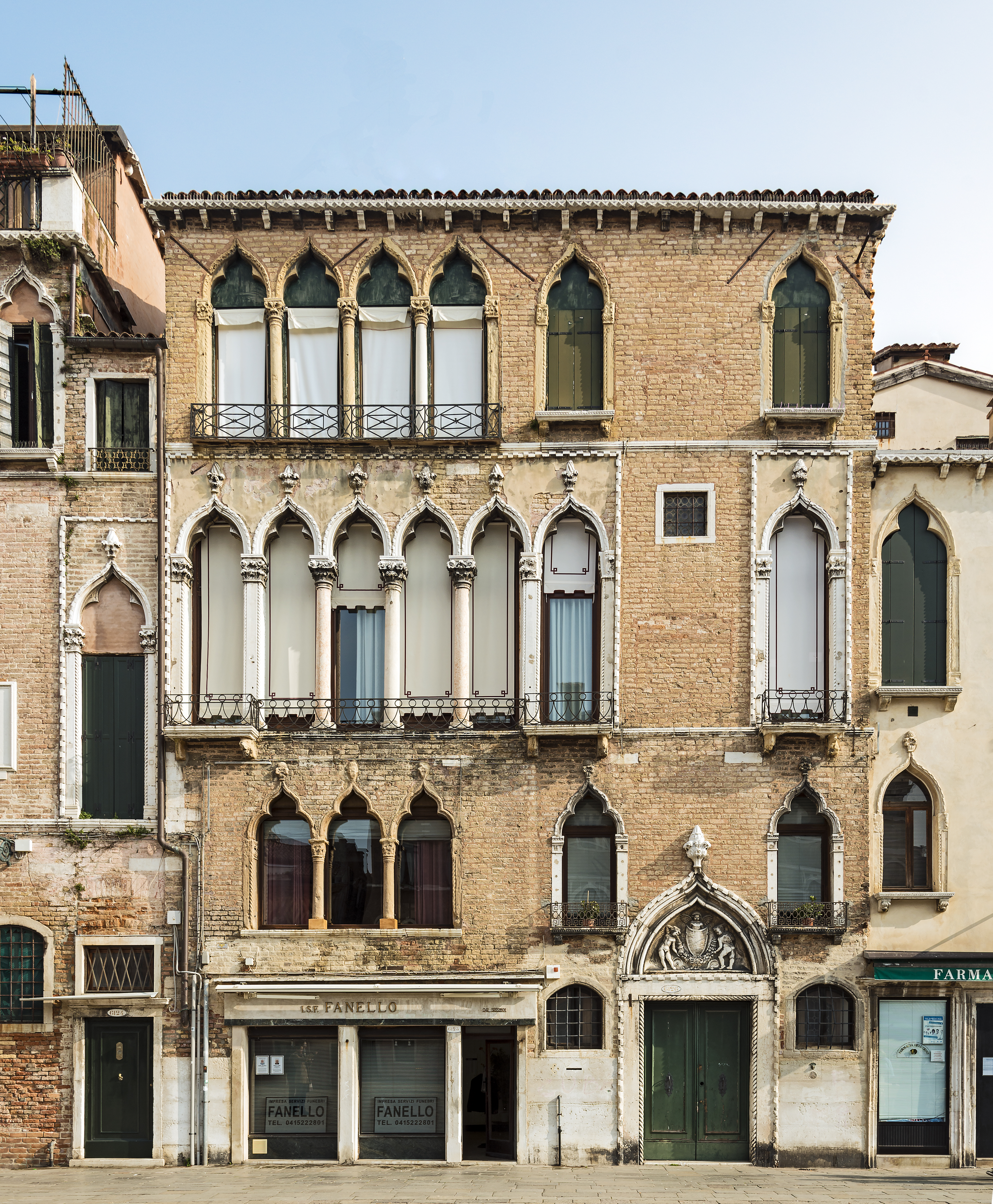
Palatele Donà

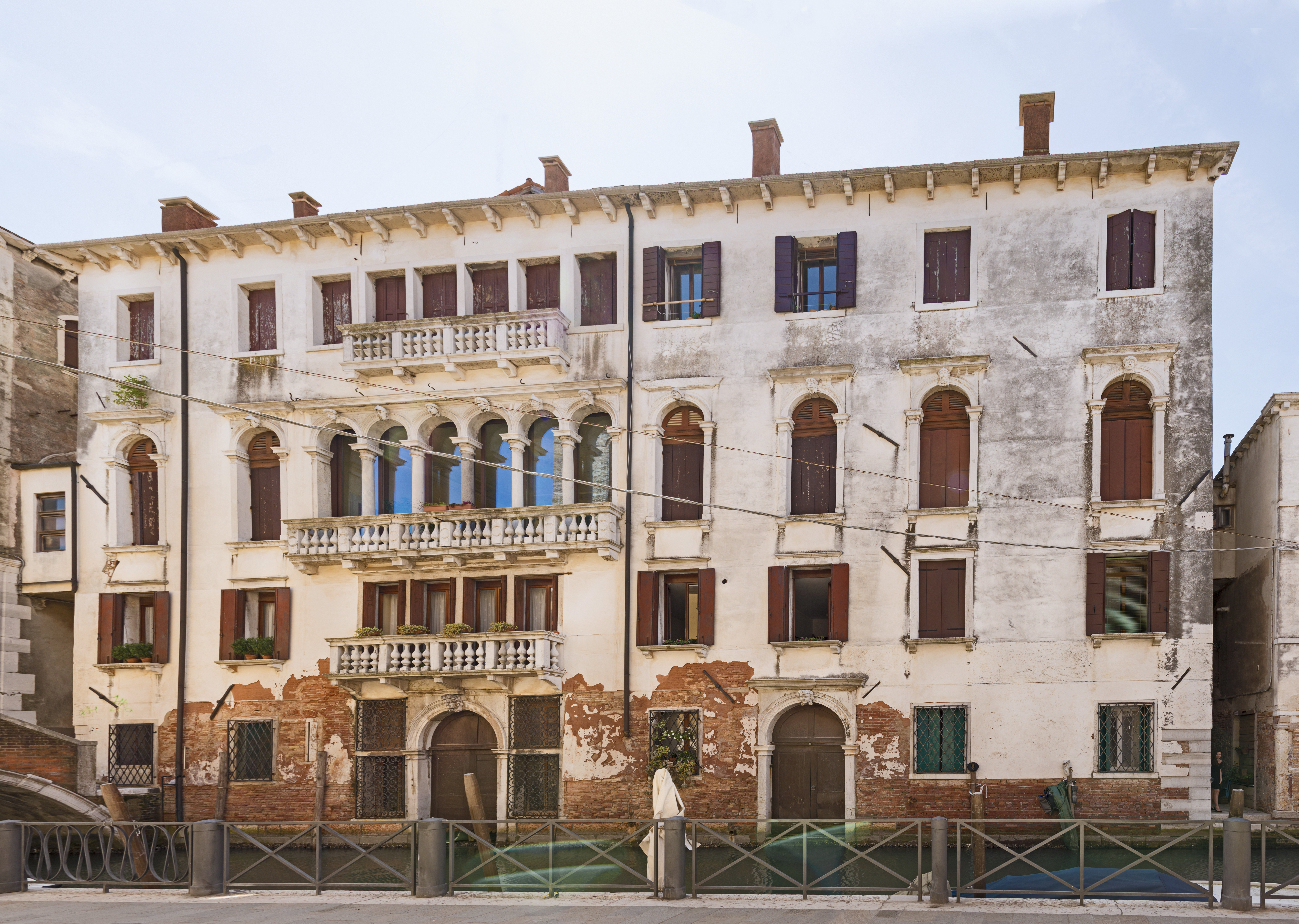
Palatul Erizzo

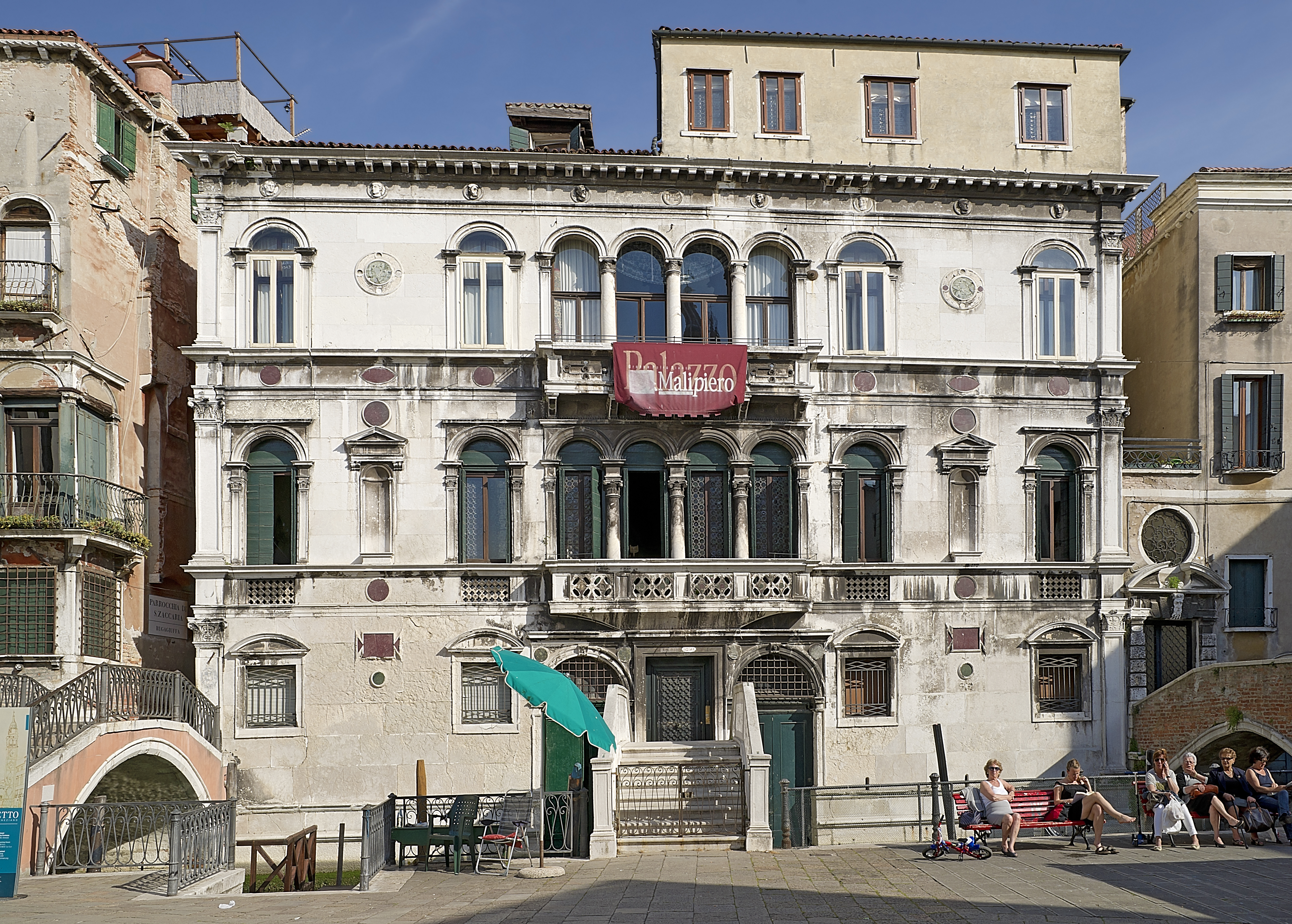
Palatul Malipieri Trevisan

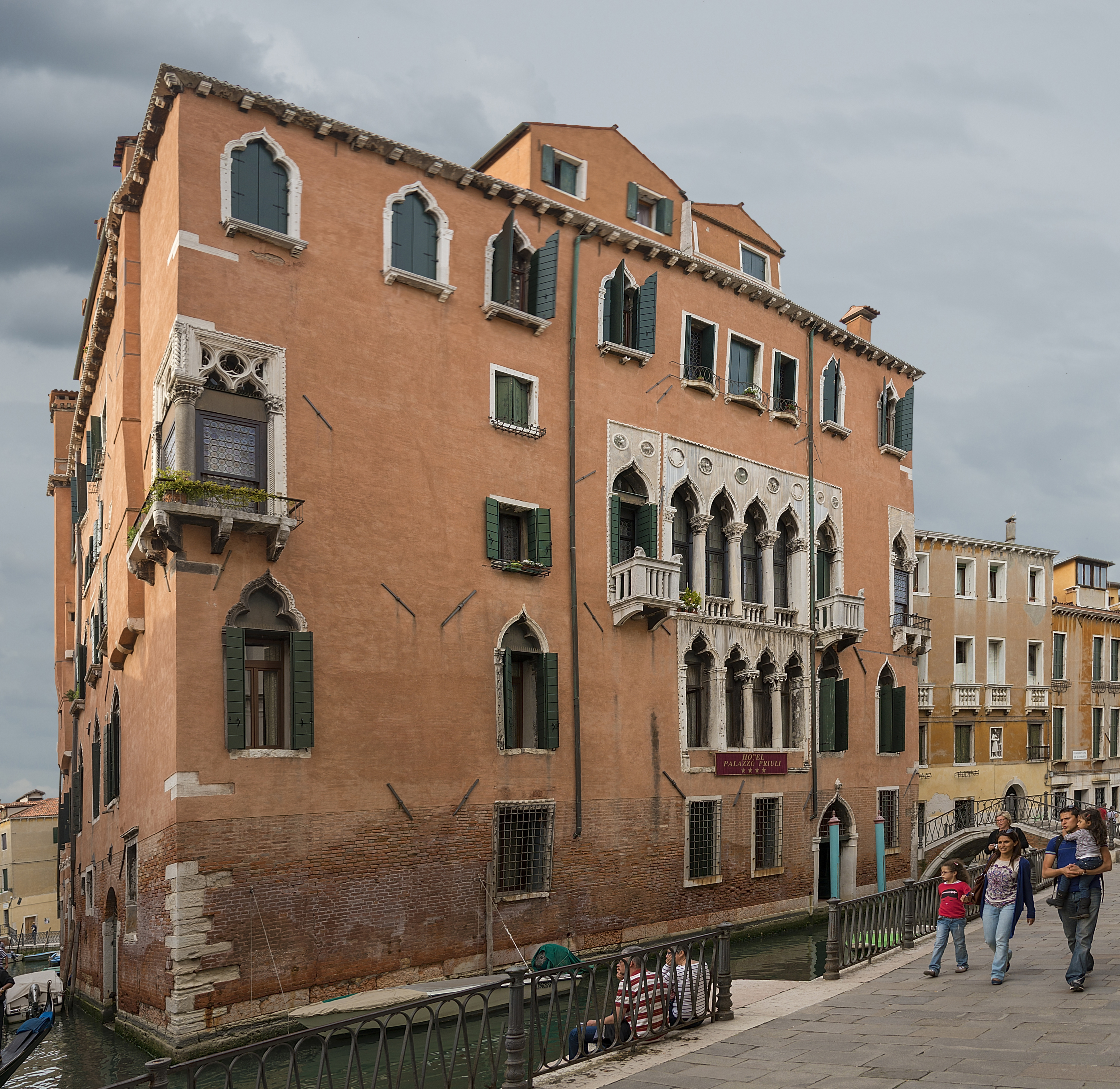
Palatul Priuli a San Severo

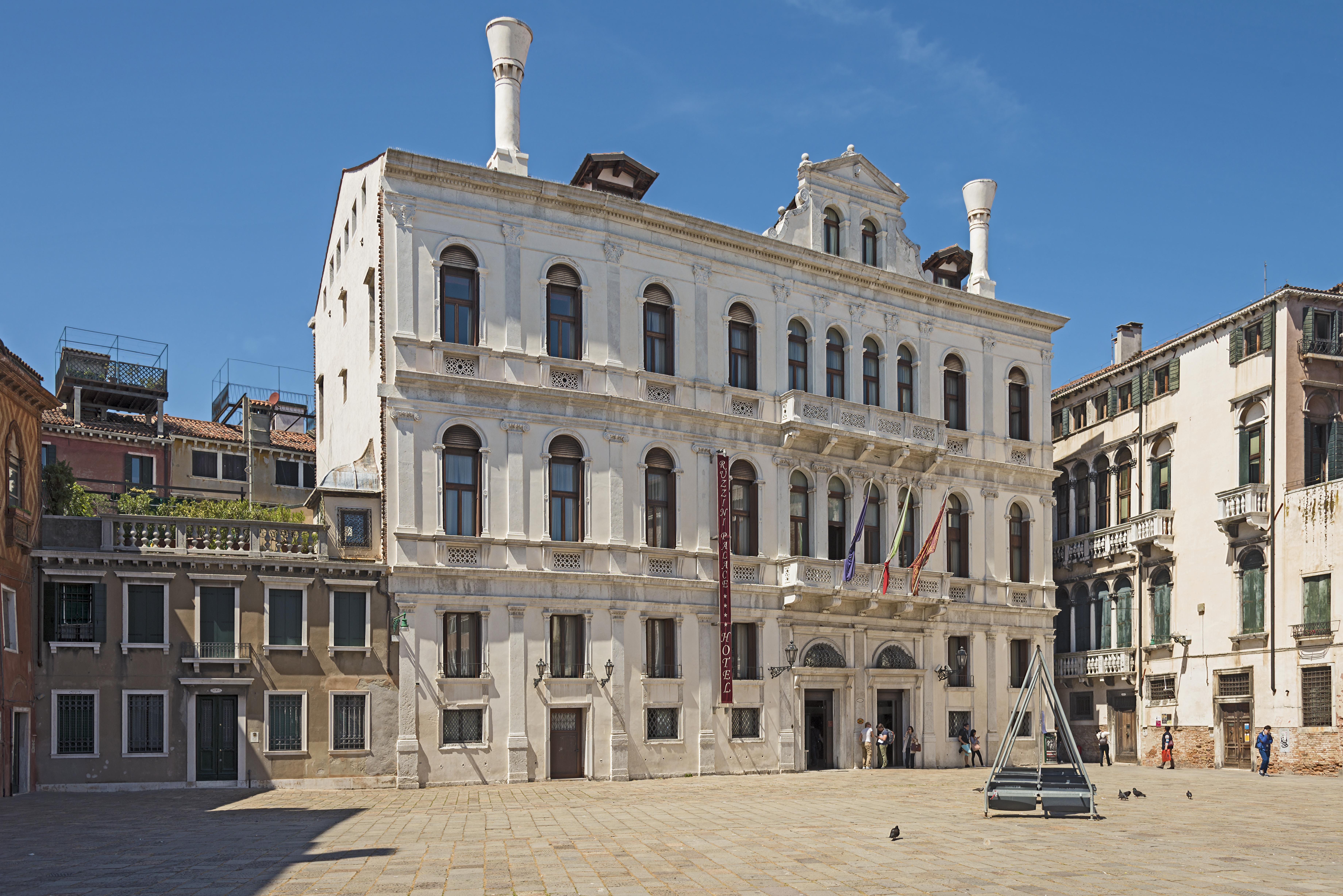
Palatul Priuli Ruzzin

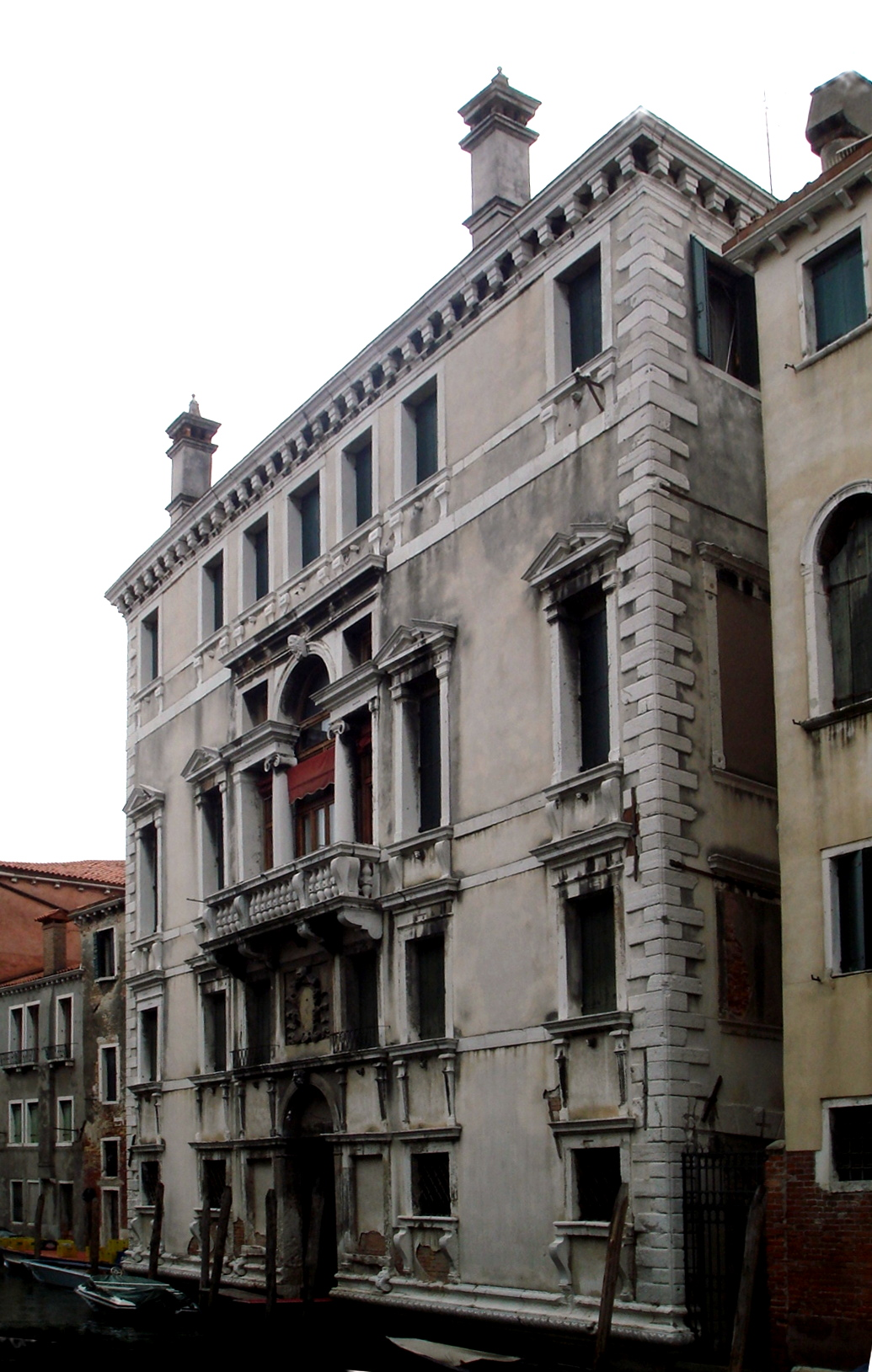
Palatul Salvioni

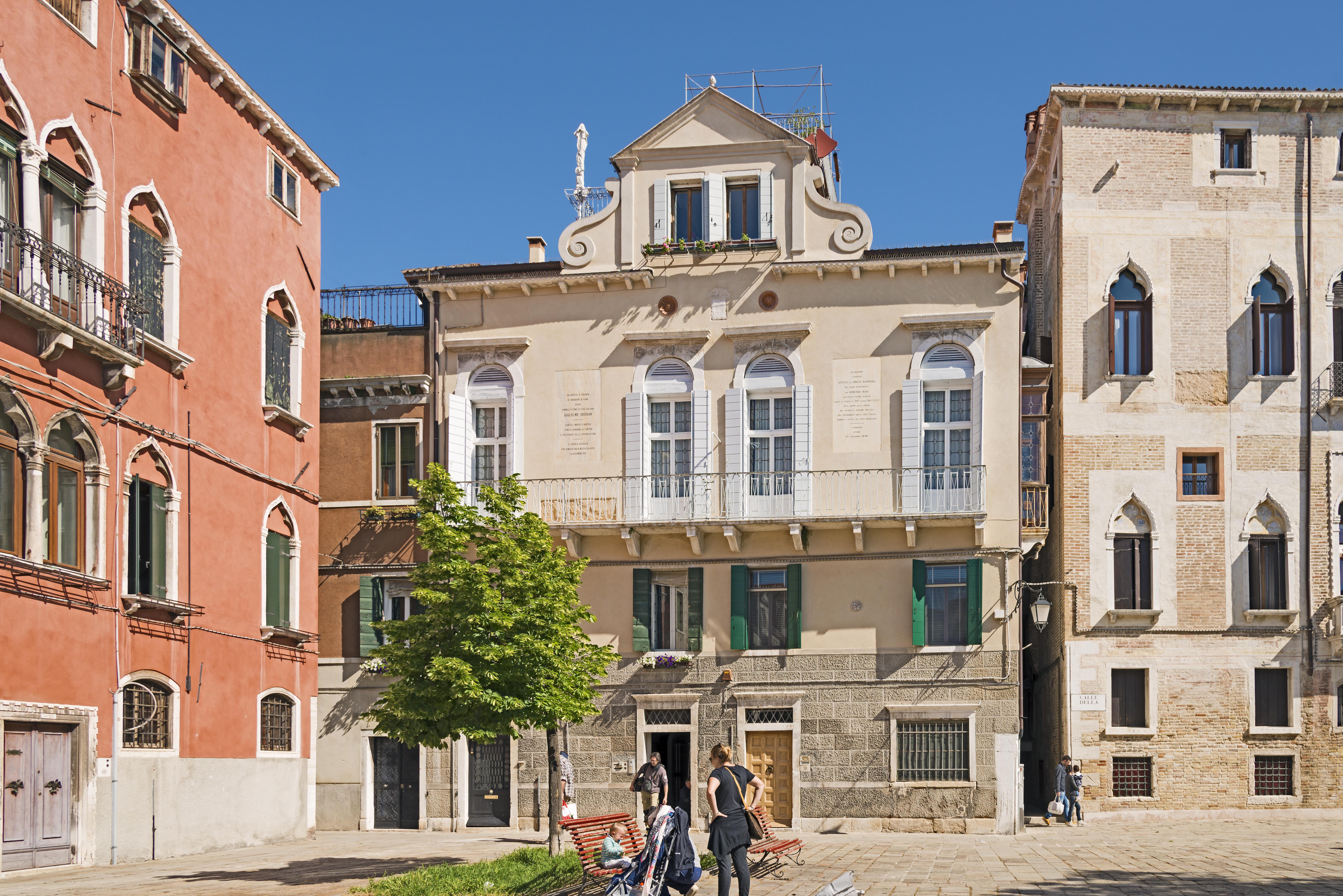
Palatul Soderini

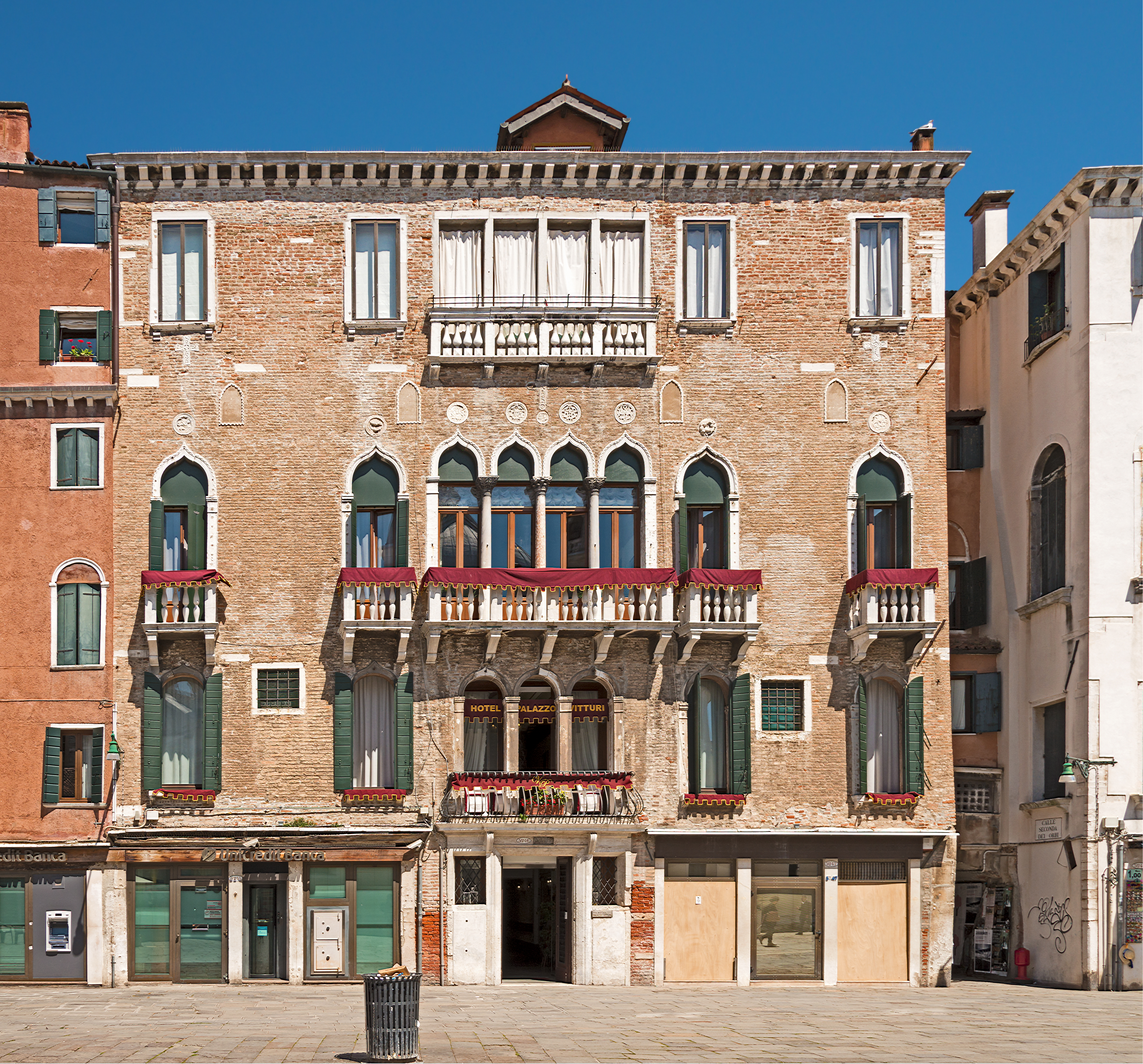
Palatul Vitturi

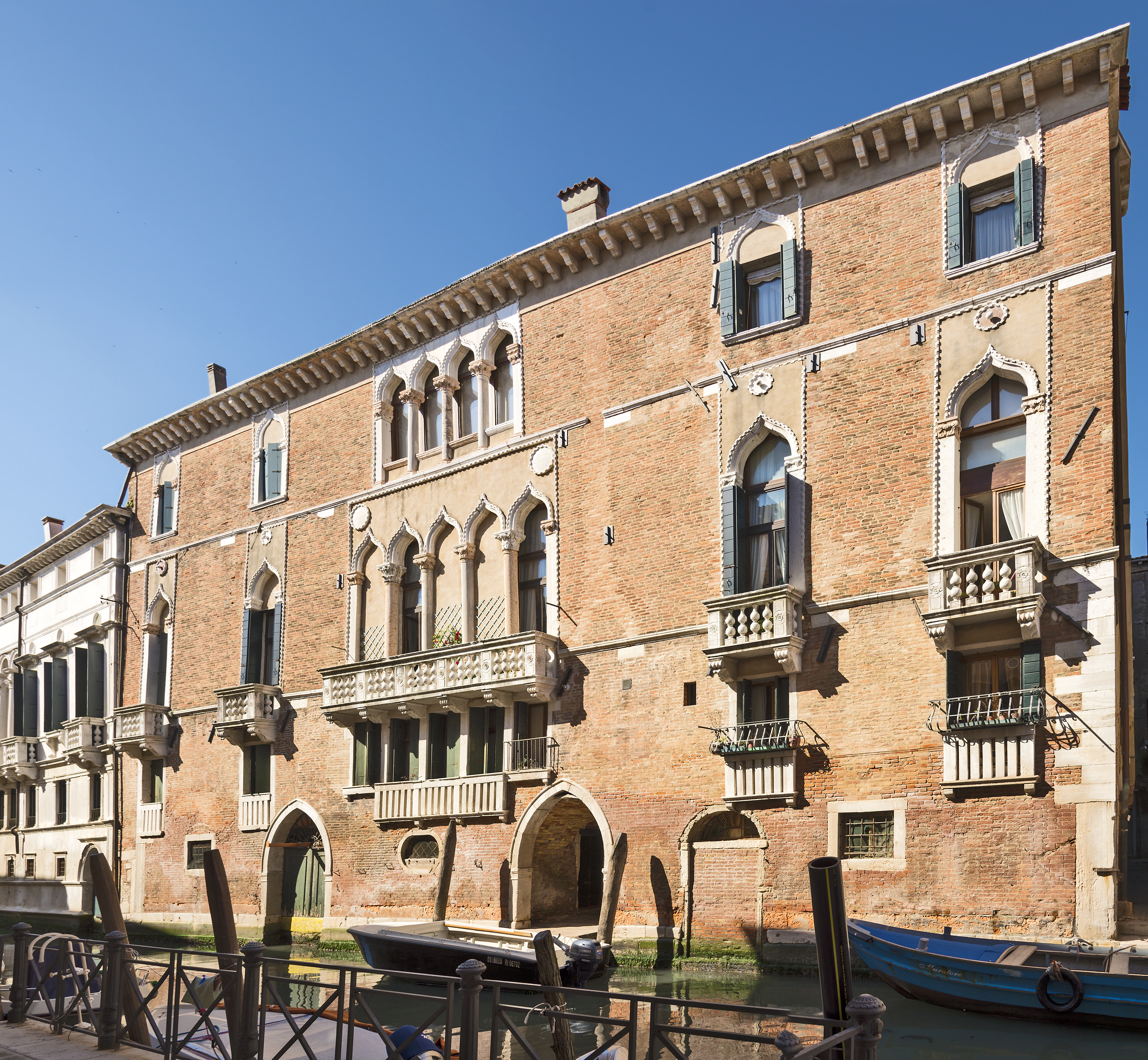
Palatul Zorzi Bon

| Numele palatului                             | Nume alternativ                            | Secol             | N.A.           | Stradă                                         |
| -------------------------------------------- | ------------------------------------------ | ----------------- | -------------- | ---------------------------------------------- |
| Palatul Avogadro                             |                                            |                   | 4426           | ponte Pasqualigo                               |
| Palatul Basadonna                            |                                            |                   | 6500           | corte de le Do Porte                           |
| Palatul Bembo                                |                                            |                   | 5153           | calle de la Madona                             |
| Palatul Bembo Boldù                          | Palazzo Bembo a Santa Maria Nova           |                   | 5999           | campiello S. Maria Nova                        |
| Palatul Bembo a San Ternita                  | Casa Magno                                 | sec. al XV-lea    | 2693           | calle Magno                                    |
| Palatul Boldù                                |                                            |                   | 5180-5181      | calle Longa S. Maria Formosa                   |
| Palatul Bollani a San Antonin                |                                            | sec. al XVI-lea   | 3647           | corte Bollani                                  |
| Palatul Bragadin Bigaglia                    | Palazzo Bragadin                           | sec. XV-XVI       | 6480           | calle del Cafetier                             |
| Palatul Bragadin Pinelli                     |                                            |                   | 6258           | calle Bragadin o Pinelli                       |
| Palatul Bragadin Carabba                     | Palazzo Bragadin                           | sec. al XV-lea    | 6050           | ramo Bragadin o Carabba                        |
| Palatul Bressan                              |                                            |                   | 6323           | calle Bressana                                 |
| Palatul Bruni                                |                                            |                   | 3618           | calle Terazera                                 |
| Palatul Cabrini                              |                                            |                   | 5273           | calle de le Bande                              |
| Palatul Cappello a Sant'Antonin              |                                            | sec. al XVI-lea   | 3764           | campiello del Piovan                           |
| Palatul Cappello a San Giovanni Laterano     | Palazzo Cappello                           | sec. al XV-lea    | 6391           | calle S. Giovanni Laterano                     |
| Palatul Cappello Memmo                       | Ca' Cappello                               |                   | 3702           | calle de la Pietá                              |
| Palatul Cavagnis                             | Cavanis                                    | sec. al XVII-lea  | 5170           | fondamenta Cavanis                             |
| Palatul Cavazza                              |                                            |                   | 5990           | fondamenta del Pistor                          |
| Palatul Celsi                                | poi Donà                                   |                   | 2716           | calle Donà                                     |
| Palatul Cima Zon                             |                                            |                   | 6512           | calle Zon                                      |
| Palatul Cocco                                |                                            |                   | 6165           | calle Cocco detta Remer                        |
| Palatul Contarini                            |                                            |                   | 6131           | calle Longa S. Maria Formosa                   |
| Palatul Conti Querini                        | Palazzetto Querini                         | sec. al XVIII-lea | 3520           | calle de l'Arco                                |
| Palatul Contarini dalla Porta di Ferro       | Palazzo Contarini della Porta di Ferro     | sec. XIV-XV       | 2926           | salizada S. Giustina                           |
| Palatul Corner Reali                         |                                            |                   | 5527           | campo de la Fava                               |
| Palazzina Dal Fiol                           | Palazzina Da Fiol                          |                   | 4669-4672      | corte Nova                                     |
| Palatul Dandolo                              |                                            |                   | 6826           | fondamenta Dandolo                             |
| Hotelul Danieli, compus din:                 |                                            |                   |                |                                                |
| Palatul Dandolo                              |                                            |                   | 4196           | Riva dei Schiavoni                             |
| Palatul Danieli Excelsior                    |                                            |                   |                | Riva dei Schiavoni                             |
| Ca' di Dio                                   |                                            |                   | 2182-2186      | riva de la Ca' de Dio                          |
| Palazzo Dolfin Bolani                        | Palazzo Bolani                             |                   | 6073           | campo S. Marina                                |
| Palatul Valier Da Riva                       | Palazzo Da Riva                            | sec. al XVII-lea  | 2856           | calle del Fontego                              |
| Palatele Donà                                | a Santa Maria Formosa                      | sec. al XV-lea    | 6121-6123-6126 | campo S. Maria Formosa                         |
| Palatul Donà Ottoboni                        |                                            |                   | 5136           | calle de la Madona                             |
| Palatul Erizzo                               | a San Martino                              | sec. al XVII-lea  | 4002           | calle Erizzo                                   |
| Palatul Foscarini                            |                                            |                   | 4392           | ponte privato da Calle larga S. Marco          |
| Palatul Gabrielli a Santa Maria Formosa      |                                            |                   | 5152           | calle de la Madona                             |
| Palatul Gabrielli sulla Riva degli Schiavoni |                                            |                   | 4110           | riva dei Schiavoni                             |
| Palatul Gradenigo a Santa Giustina           | a Santa Giustina                           | sec. al XVII-lea  | 2838           | campo S. Giustina                              |
| Palatul Grandiben Negri                      | Palazzo Grandiben                          | sec. al XIV-lea   | 4003           | ponte Erizzo                                   |
| Palatul Grimani                              |                                            |                   | 4860           | ramo Grimani                                   |
| Palatul Grimani in Via Garibaldi             |                                            |                   | 1796           | via Garibaldi                                  |
| Palatul Grimani a Santi Giovanni e Paolo     |                                            |                   | 6779-6781      | campo SS. Giovanni e Paolo                     |
| Palatul Grimani a Santa Maria Formosa        |                                            | sec. al XVI-lea   | 4858           | ramo Grimani                                   |
| Palatul Gritti Loredan                       | Ca'Gritti                                  | sec. al XIV-lea   | 3698           | calle de la Pietá                              |
| Palatul Gritti Morosini Badoer               | Palazzo Gritti                             | sec. al XIV-lea   | 3608           | campo S. Giovanni in Bragora o Bandiera e Moro |
| Palatul Gussoni Algarotti                    | Palazzetto Gussoni a San Lio               | sec. al XV-lea    | 5601           | calle de la Fava                               |
| Palatul Kress                                |                                            |                   | 4685A-4686     | calle S. Zaccaria                              |
| Palatul Licini                               |                                            |                   | 5507           | corte Licini                                   |
| Palatul Lion                                 |                                            |                   | 3392           | calle Maruzzi                                  |
| Ca' Loredan                                  |                                            |                   | 5251           | campo da S. Maria Formosa                      |
| Palatul Loredan a Santa Marina               |                                            |                   | 6043           | campo S. Marina                                |
| Palatul Loredan a Santi Giovanni e Paolo     |                                            |                   | 6302           | calle de la Madona                             |
| Palatul Maggi                                |                                            |                   | 6394           | calle S. Giovanni Laterano                     |
| Palatul Magno (Castello)                     |                                            |                   | 6676A-6689     | corte de la Terrazza                           |
| Palatul Malipiero (Castello)                 |                                            |                   | 2684-89        | campo Do Pozi                                  |
| Palatul Malipiero Trevisan                   | Palazzo Trevisan                           | sec. al XVI-lea   | 5250           | campo da S. Maria Formosa                      |
| Palatul Marcello Pindemonte Papadopoli       | Palazzo Marcello                           | sec. al XVII-lea  | 6108           | calle Borgoloco Pompeo Molmenti                |
| Palatul Marcorà                              |                                            |                   | 1581           | via Garibaldi                                  |
| Palatul Maruzzi                              |                                            |                   | 3394           | calle Lion                                     |
| Palatul Morosini a San Giovanni Laterano     |                                            | sec. al XV-lea    | 6432           | Barbaria de le Tole                            |
| Palatul Morosini a San Giovanni Nuovo        |                                            |                   | 4391           | calle Piacentini                               |
| Palatul Morosini a Santi Giovanni e Paolo    |                                            |                   | 6396           | fondamenta S. Giovanni Laterano                |
| Palatul Morosini dalla Sbarra                |                                            |                   | 2845           | calle del Fontego                              |
| Palatul Morosini dal Pestrin                 | Palazzo Morosini                           | sec. al XVII-lea  | 6140           | ramo del Pestrin                               |
| Palatul Muazzo                               | Palazzo Giustinian puis Muazzo             |                   | 6451-6453      | sotoportego Muazzo                             |
| Palatul Navagero                             | Casa Navagero                              |                   | 4145           | riva dei Schiavoni                             |
| Palazzo della Nunziatura                     | Palazzo Gritti a San Francesco della Vigna | sec. al XVI-lea   | 2787           | campo S. Francesco                             |
| Palatul Pasqualigo (Castello)                |                                            |                   | 4424           | fondamenta del Remedio                         |
| Palatul Patriarhal                           |                                            |                   | 70             | campo S. Piero                                 |
| Palatul delle Prigioni Nuove                 |                                            |                   | 4209           | riva dei Schiavoni                             |
| Palatul Priuli a San Provolo                 |                                            |                   | 4711           | campo S. Provolo                               |
| Palatul Priuli Ruzzini Loredan               | Campo S.M.Formosa                          | sec. al XVII-lea  | 5866           | campo S. Maria Formosa                         |
| Palatul Priuli a San Severo                  |                                            | sec. al XV-lea    | 4979B          | calle del Diavolo                              |
| Palatul Querini Stampalia                    | Palazzo Querini                            | sec. al XVI-lea   | 5252           | campo da S. Maria Formosa                      |
| Palatul Sagredo a Santa Ternita              |                                            | sec. al XVII-lea  | 2721           | fondamenta del Cristo                          |
| Palatul Salvioni                             |                                            |                   | 3463           | ramo va va dal Salvioni                        |
| Palatul Scalfarotto                          |                                            |                   | 5492A          | calle de la Malvasia                           |
| Palatul Simonetti                            |                                            |                   | 6109           | calle Borgoloco Pompeo Molmenti                |
| Palazzetto Soderini                          |                                            |                   | 3626           | campo S. Giovanni in Bragora o Bandiera e Moro |
| Palatul Soderini                             |                                            |                   | 3610           | campo S. Giovanni in Bragora o Bandiera e Moro |
| Palatul Soldà                                | Casa Solda                                 |                   | 510            | fondamenta S. Anna                             |
| Palatul Soranzo dell'Angelo                  | Palazzo Soranzo                            | sec. XV-XVII      | 4419           | ponte del Remedio                              |
| Palatul Spiridione Papadopoli                |                                            |                   | 6114           | Borgoloco Pompeo Molmenti                      |
| Palatul Tamagnini Massari                    |                                            |                   | 3769           | calle del Forno                                |
| Palatul Tasca Papafava                       | in Parrocchia San Zulian                   |                   | 5402           | calle Mussato o Tasca                          |
| Palatul Trevisan Cappello                    | in Canonica                                | sec. al XVI-lea   | 4328           | calle de la Malvasia                           |
| Palatul Venier                               | a San Martino                              | sec. al XIV-lea   | 5267-5270      | calle de le Bande                              |
| Palatul Vitturi                              |                                            | sec. XIII-XIV     | 5246           | campo S. Maria Formosa                         |
| Palatul Ziani                                | Demanio                                    |                   | 5050           | fondamenta S. Lorenzo                          |
| Palatul Zon Marcello                         | Palazzo Zon Zatta                          | sec. XIV-XVIII    | 6512           | calle Zon                                      |
| Palatul Zorzi, compus din:                   |                                            |                   |                |                                                |
| - Palatul Zorzi Bon                          |                                            | sec. al XIII-lea  | 4907           | calle de l'Arco detta Bon                      |
| - Palatul Zorzi Galeoni                      |                                            | sec. al XV-lea    | 4930           | salizada Zorzi                                 |
| Palatul Zorzi Liassidi                       | Palazzo Zorzi                              | sec. al XV-lea    | 3405           | calle de la Madona                             |

### Dorsoduro

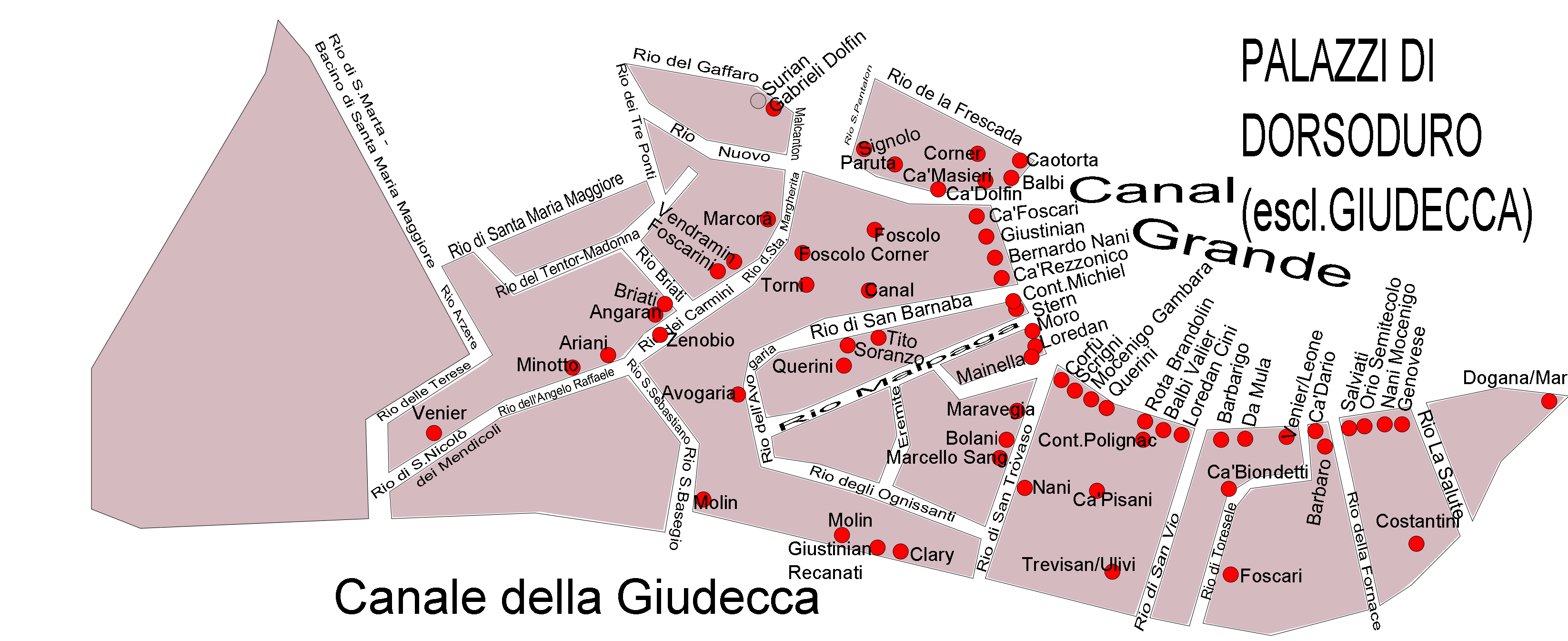

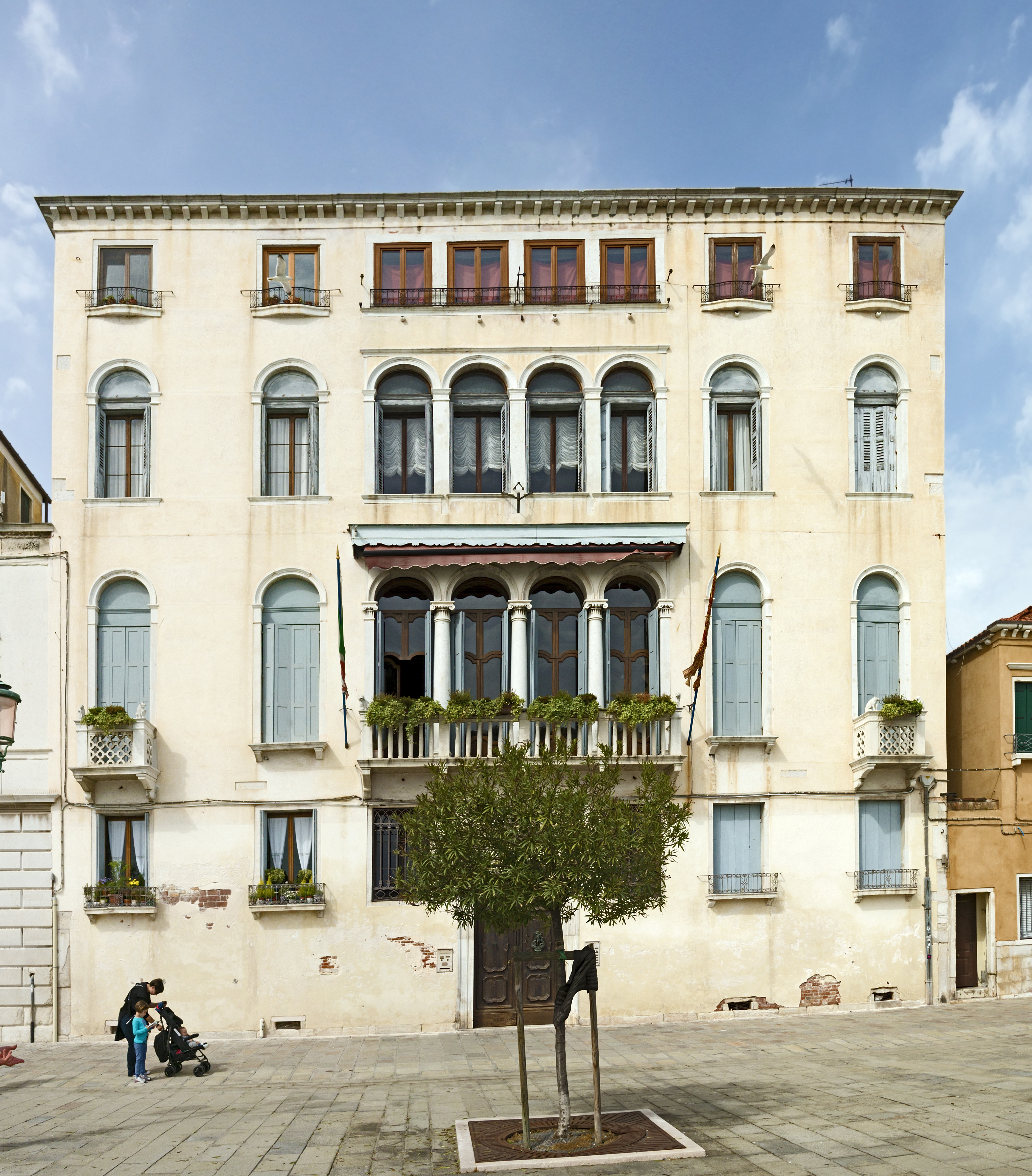
Palatul Ficquelmont-Clary

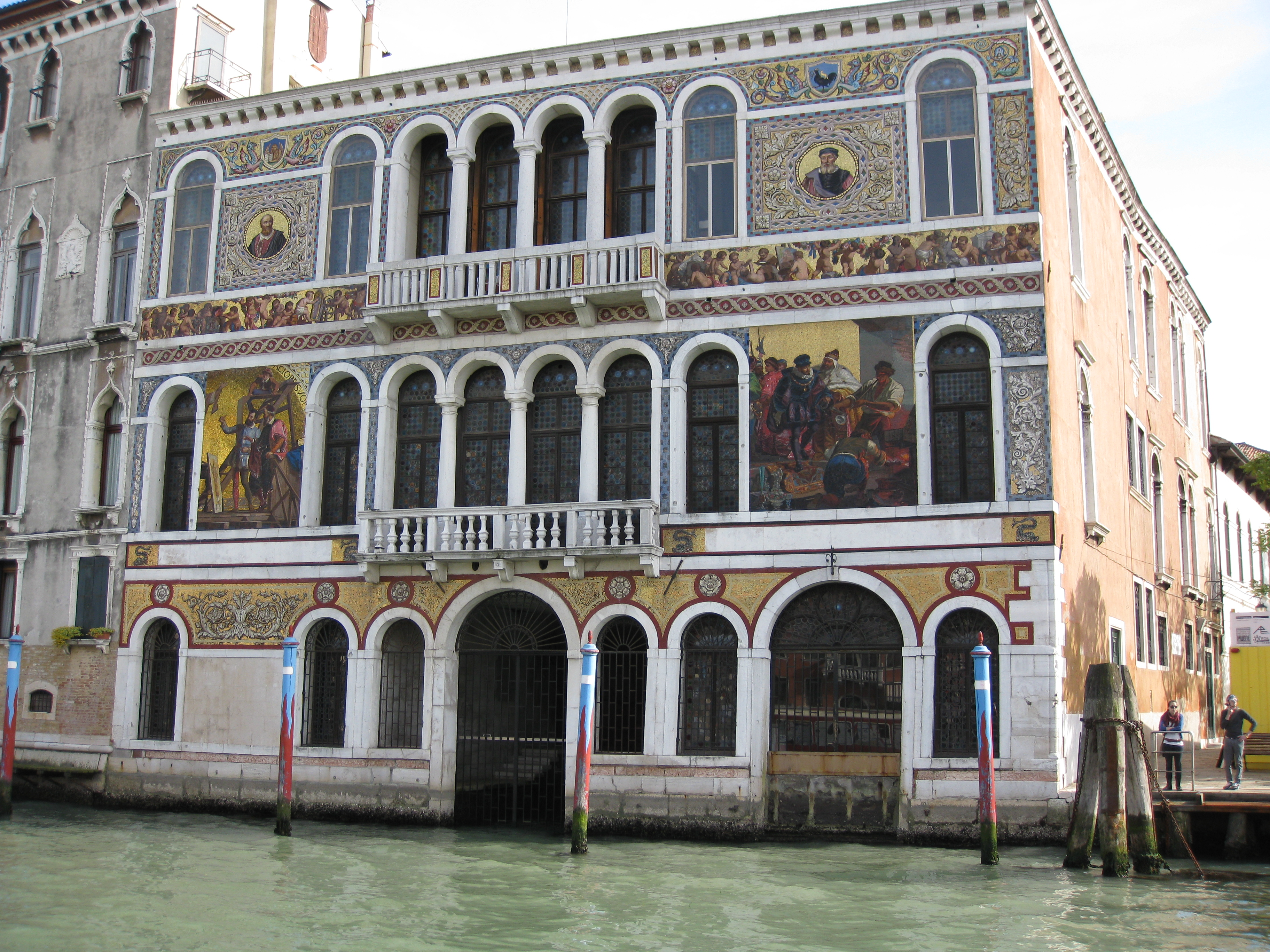
Palatul Barbarigo

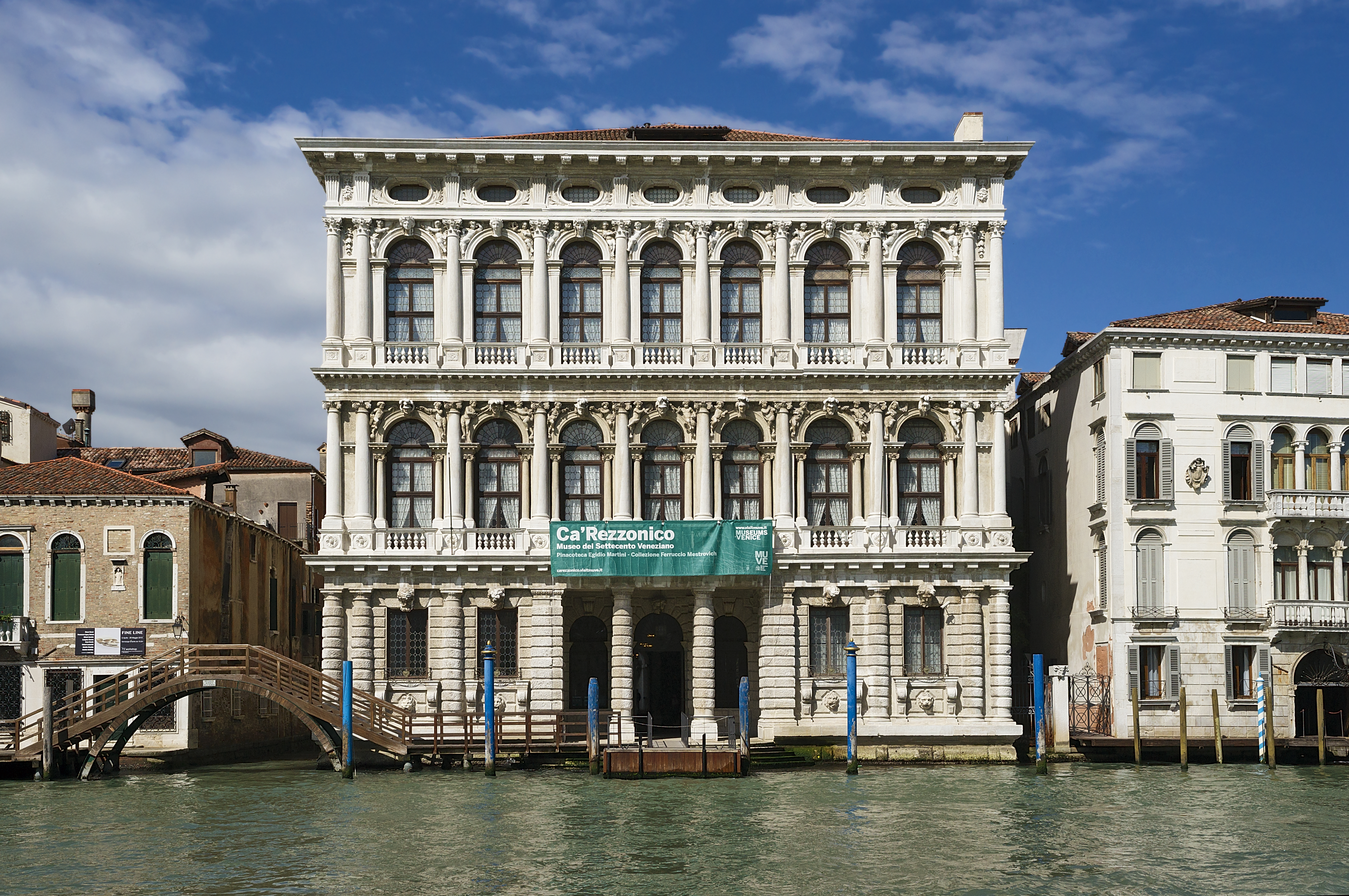
Ca' Rezzonico

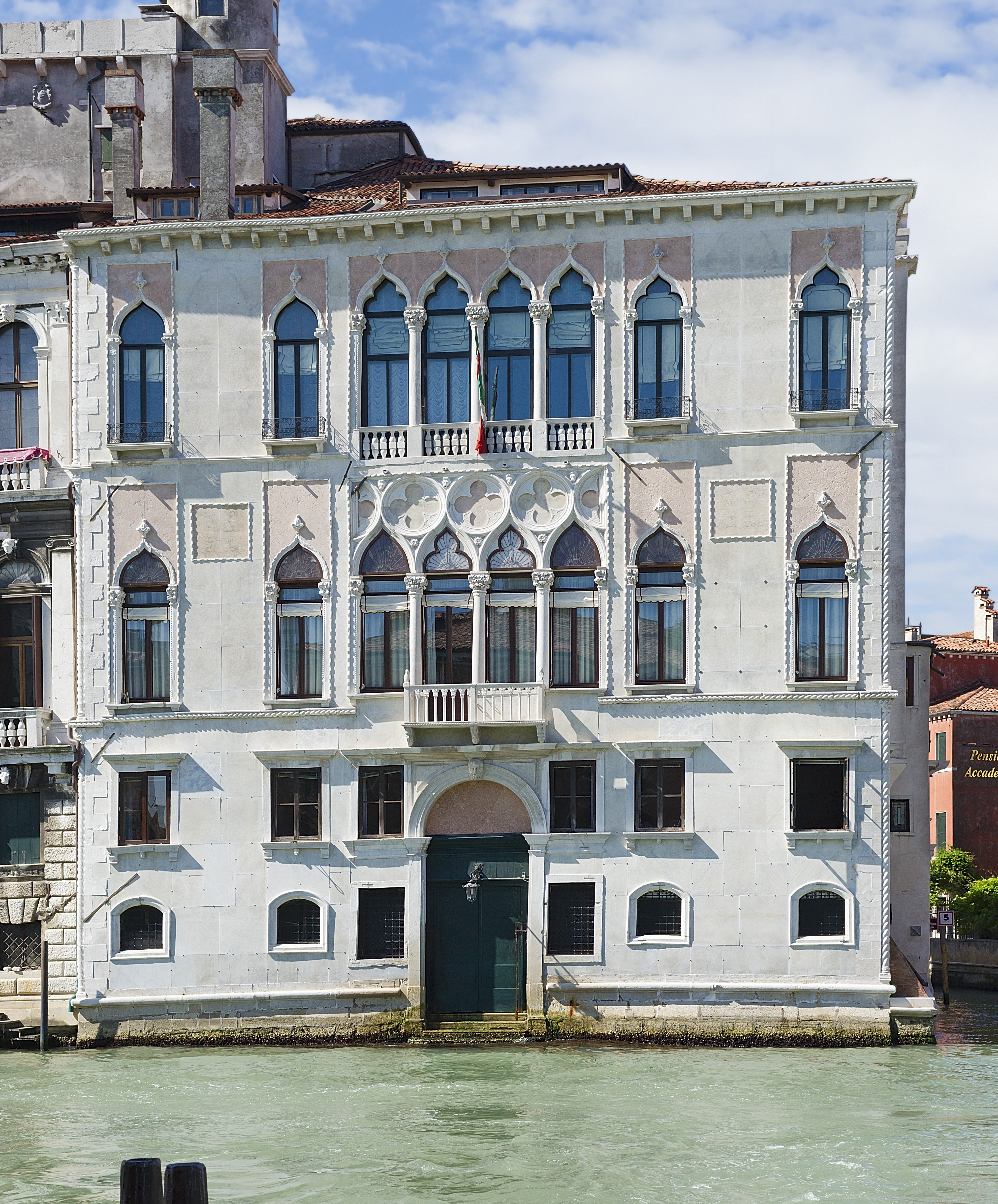
Palatul Contarini de Corfù

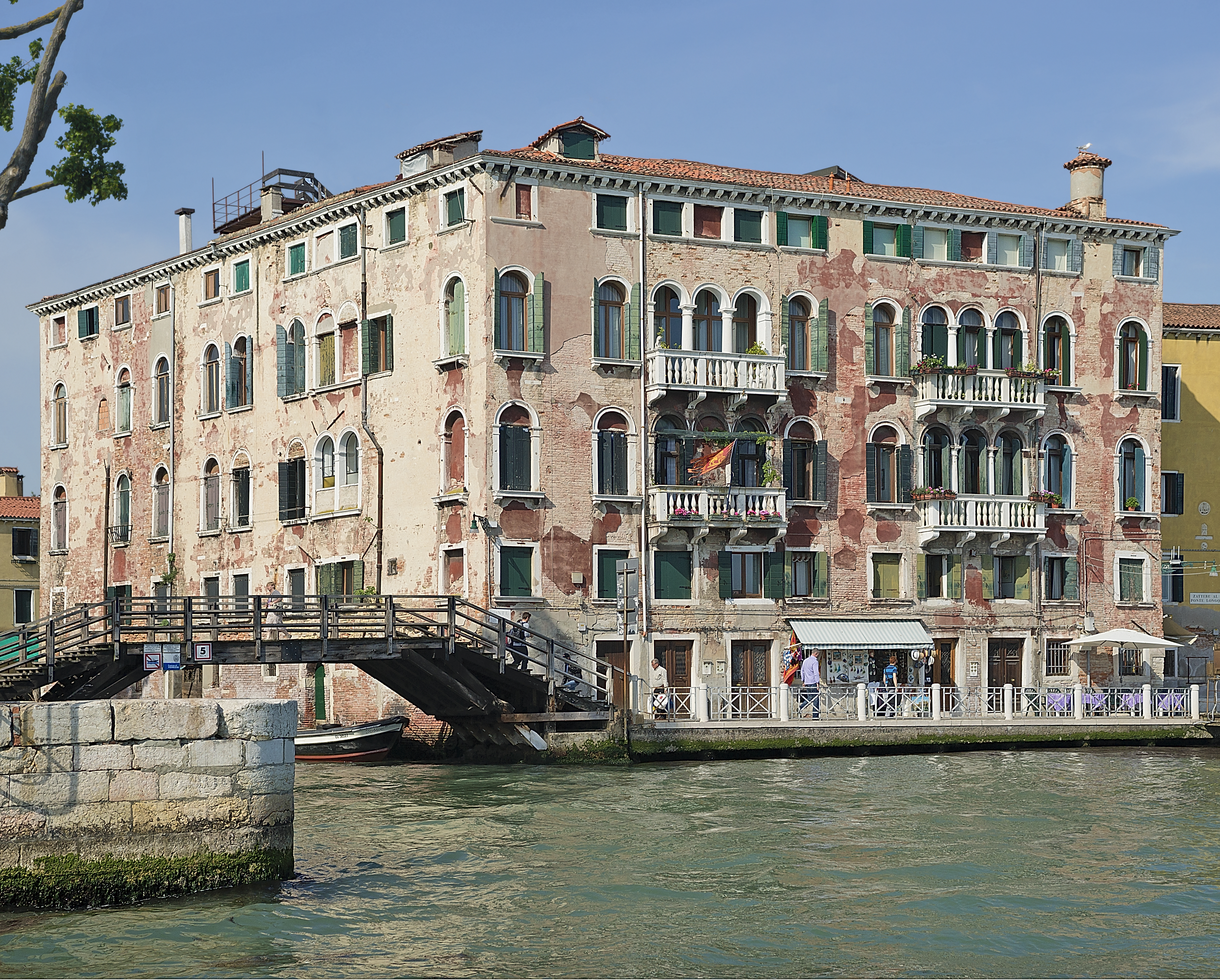
Palatul Molin a San Basegio

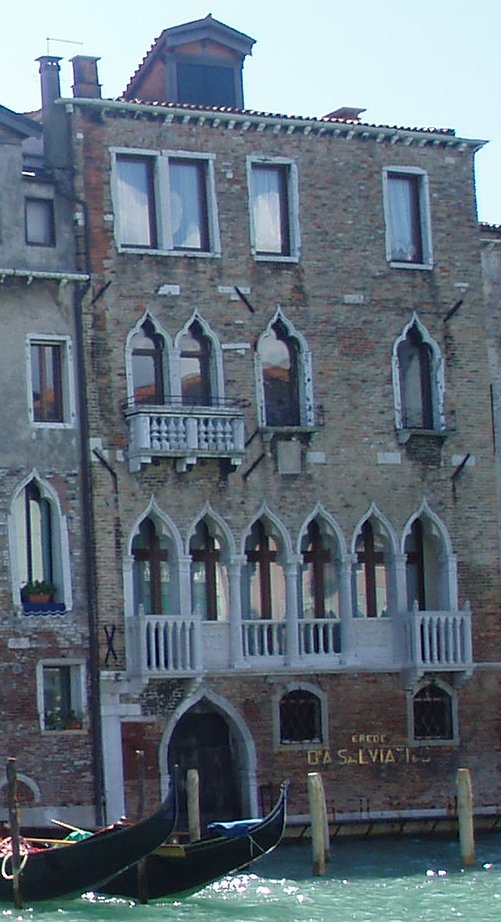
Palatul Orio Semitecolo Benzon

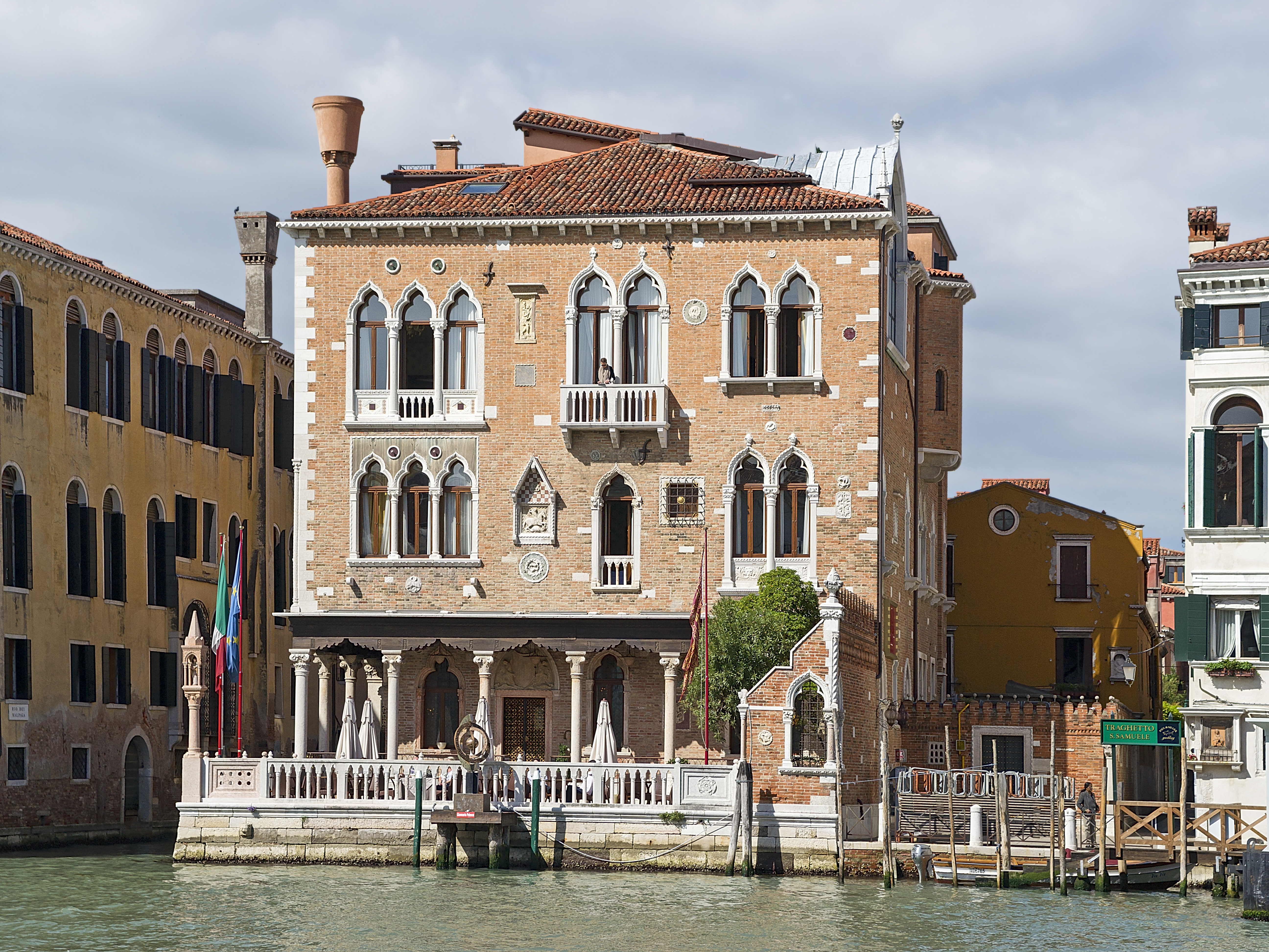
Palazetto Stern

| Numele palatului                         | Nume alternativ                            | Secol                              | N.A.       | Stradă                             |
| ---------------------------------------- | ------------------------------------------ | ---------------------------------- | ---------- | ---------------------------------- |
| Palatul Angaran                          |                                            |                                    | 2534-2536  | fondamenta Briati                  |
| Palatul Ariani Minotto Cicogna           | Palazzo Ariani                             | sec. al XIV-lea                    | 2376       | fondamenta Briati                  |
| Palatul de l'Avogaria                    |                                            |                                    | 1590,1591  | calle de l'Avogaria                |
| Palatul Balbi                            |                                            | sec. al XVI-lea                    | 3901       | calle del Remer                    |
| Palatul Balbi Valier Sammartini          | Molin Balbi Valier della Trezza            | sec. al XVII-lea                   | 866        | piscina del Forner                 |
| Palatul Barbarigo                        |                                            | sec. al XVI-lea                    | 730        | campo S. Vio                       |
| Palatul Barbarigo Nani Mocenigo          | Palazzo Nani                               | sec. al XV-lea                     | 960,961    | fondamenta Nani                    |
| Palatul Barbaro Wolkoff                  | Palazzo Barbaro                            |                                    | 351        | ramo Barbaro                       |
| Ca'Biondetti                             | Casa Biondetti                             |                                    | 714,715    | corte Venier dai Leoni             |
| Palatul Bollani                          | Palazzo Bolani a San Trovaso               | sec. al XVII-lea                   | 1073       | fondamenta Toffetti                |
| Palatul Brandolin Rota                   | Palazzo Rota                               | sec. al XVII-lea                   | 878        | rio terá Antonio Foscarini         |
| Palazzina Briati                         | ou Casa Lorenzi                            |                                    | 2530       | fondamenta Briati                  |
| Palatul Canal                            |                                            | sec. al XVI-lea                    | 3121       | rio terá Canal                     |
| Palatul Caotorta Angaran                 |                                            | sec. al XVII-lea                   | 3903       | campiello del Remer                |
| Palatul Centani Morosini                 | Palazzo Centani                            |                                    | 724        |                                    |
| Palatul Cini, cuprinde:                  | Valmarana Cini                             |                                    | 864        | piscina del Forner                 |
| Palatul Loredan                          | a San Pantalon                             | sec. al XVI-lea                    | 732        | campo S. Vio                       |
| Palatul Ficquelmont-Clary                | Priuli Bon Clery                           | sec. al XVII-lea                   | 1397       | fondamenta Zattere al Ponte Longo  |
| Palatul Contarini Michiel                | à San Barnaba                              | sec. al XVI-lea                    | 2794       | calle del Tragheto                 |
| Palatul Contarini Polignac               | Contarini Polignac dal Zaffo poi Manzoni   | sec. al XV-lea                     | 875        | callesela Rota                     |
| Palatele Contarini degli Scrigni e Corfù |                                            | sec. al XV-lea și sec. al XVII-lea | 1057       | calle Contarini-Corfù              |
| Palatul Costantini                       |                                            | sec. al XIV-lea                    | 70         | rio terá dei Catecumeni            |
| Palatul Corner Della Frescada Loredan    | Ca' Bottacin                               | sec. al XV-lea                     | 3911       | Crosera S. Pantalon                |
| Palatul Da Mula Morosini                 | Palazzo Da Mula                            | sec. al XV-lea                     | 725        | ramo da Mula                       |
| Palatul Dario                            | Ca'Dario                                   | sec. al XV-lea                     | 352        | calle Barbaro                      |
| Dogana da Mar                            | Punta della Dogana                         |                                    | 2-7        | fondamenta de la Dogana            |
| Ca' Foscari                              | Palazzo Foscari                            | sec. al XV-lea                     | 3246       | calle Foscari                      |
| Palatul Foscari                          | alle Zattere                               | sec. XVII-XVIII                    | 558        | ramo Terzo dei Incurabili          |
| Palatul Foscarini                        | ai Carmini                                 | sec. al XVI-lea                    | 3463,3464  | fondamenta Foscarini               |
| Palatul Foscolo                          |                                            |                                    | 3393       | calle del Magazen                  |
| Palatul Foscolo Corner                   |                                            |                                    | 2927       | campo S. Margarita                 |
| Palatul Gabrieli Dolfin                  | Palazzo Gabrieli Dolfin Stivanello Gussoni | sec. al XVII-lea                   | 3593,3612  | fondamenta Malcanton               |
| Palatul Genovese                         | Casa Genovese                              | sec. al XIX-lea                    | 173        | sotoportego de l'Abazia            |
| Palatul Giustinian Bernardo              | Ca'Bernardo                                |                                    | 3199       | calle Bernardo                     |
| Palatul Giustinian Recanati              | Palazzo Basadonna Giustinian Recanati      | sec. al XVII-lea                   | 1402       | calle Trevisan                     |
| Palatul Giustinian                       |                                            | sec. al XV-lea                     | 3228-3232  | calle Giustinian                   |
| Palatul Loredan dell'Ambasciatore        | Palazzo Loredan                            | sec. al XV-lea                     | 1262A      | calle dei Cerchieri                |
| Palatul Marcello Sangiantoffetti         | Ca'Bembo                                   | sec. al XVI-lea                    | 1075       | fondamenta Toffetti                |
| Palatul Maravegia                        |                                            |                                    | 1071       | fondamenta Bollani                 |
| Palatul Marcorà                          |                                            |                                    | 3448,3449  | fondamenta Bembo sau del Malcanton |
| Ca'Masieri                               |                                            |                                    | 3900       | calle del Remer                    |
| Palatul Minotto                          |                                            |                                    | 2365       | fondamenta Briati                  |
| Palatul Mocenigo Gambara                 | Palazzo Gambara                            | sec. al XVII-lea                   | 1056       | campiello Gambara                  |
| Palatul Molin a San Basegio              |                                            | sec. al XVI-lea                    | 1512-1522  | fondamenta Zattere al Ponte Longo  |
| Palatul Molin agli Ognissanti            |                                            |                                    | 1410-1412  | fondamenta Zattere al Ponte Longo  |
| Palatul Moro a San Barnaba               |                                            | sec. al XVI-lea                    | 1263A      | calle dei Cerchieri                |
| Palatul Nani Bernardo                    | Bernardo Nani Lucheschi                    |                                    | 3197       | calle Bernardo                     |
| Palatul Nani Mocenigo                    |                                            | sec. al XVI-lea                    | 178        | calle del Tragheto de S. Gregorio  |
| Palatul Orio Semitecolo Benzon           |                                            | sec. al XIV-lea                    | 187        | calle del Bastion                  |
| Palatul Paruta (Dorsoduro)               |                                            |                                    | 3721-3725  | corte Paruta                       |
| Ca' Pisani                               | Ca'Pisani                                  |                                    | 979        | calle larga Pisani                 |
| Palatul Querini a San Barnaba            |                                            |                                    | 2691       | calle longa Longa S. Barnaba       |
| Palatul Querini alla Carità              | Palazzo Querini Vianello                   |                                    | 1051       | campo de la Caritá                 |
| Ca' Rezzonico                            | Palazzo Bon Rezzonico                      | sec. al XVIII-lea                  | 3136       | fondamenta Rezzonico               |
| Palatul Salviati                         | Casa Salviati                              |                                    | 195        | calle del Bastion                  |
| Palatul Secco Dolfin                     | Ca'Dolfin                                  |                                    | 3825E,3833 | calle de la Saoneria               |
| Palatul Signolo                          | Palazzo Loredan                            |                                    | 3708       | campo S. Pantalon                  |
| Palatul Soranzo                          |                                            |                                    | 2822-2824  | fondamenta Gherardini              |
| Palatul Stern                            |                                            | sec. al XV-lea                     | 2792B      | calle del Tragheto                 |
| Palatul Surian al Malcanton              |                                            | sec. al XVI-lea                    | 3552       | fondamenta Malcanton               |
| Palatul Tito                             | Casa Tito                                  |                                    | 2826       | fondamenta Gherardini              |
| Palatul Torni                            |                                            |                                    | 3042,3043  | campo S. Margarita                 |
| Palatul Trevisan degli Ulivi             | Palazzo Trevisan                           | sec. al XV-lea                     | 810        | campo S. Agnese                    |
| Palatul Vendramin dei Carmini            |                                            | sec. al XV-lea                     | 3462       | fondamenta Foscarini               |
| Palatul Venier                           |                                            |                                    | 1844,1845  | fondamenta Lizza Fusina            |
| Palatul Venier dei Leoni                 | Colecția Peggy Guggenheim                  | sec. al XVIII-lea                  | 701        | calle S. Cristoforo                |
| Ca' Zenobio degli Armeni                 | Palazzo Zenobio                            | sec. al XVII-lea                   | 2593-2596  | fondamenta del Soccorso            |

#### Giudecca

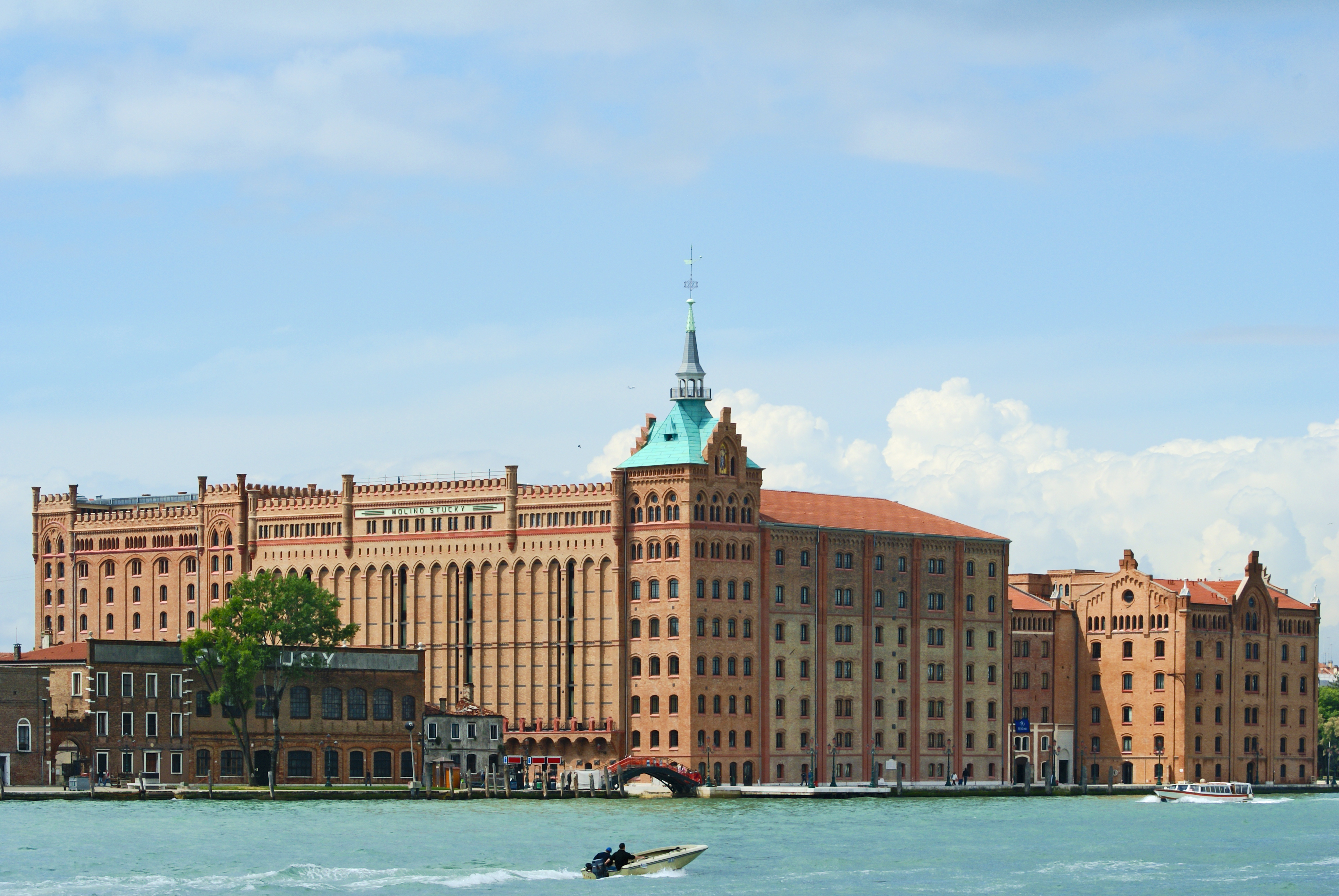
Molino Stucky

| Numele palatului                  | Nume alternativ | Secol           | N.A.    | Stradă                     |
| --------------------------------- | --------------- | --------------- | ------- | -------------------------- |
| Palatul dell'Accademia dei Nobili |                 |                 | 607,608 | Fondamenta Sant'Eufemia    |
| Casa dei Tre Oci                  | Casa De Maria   | sec. al XX-lea  | 43      | Fondamenta de la Croce     |
| Casino Baffo                      |                 |                 | 254     | Fondamenta del Ponte Longo |
| Molino Stucky                     | Mulino Stucky   | sec. al XIX-lea | 810-820 |                            |
| Palatul Barbaro Nani              |                 |                 | 10      | Campo Nani o Barbaro       |
| Palatul Emo                       |                 |                 | 761-777 | Fondamenta San Biagio      |
| Palatul Foscari                   |                 |                 | 795     | Fondamenta San Biagio      |
| Palatul Maffetti                  |                 |                 | 786     | Fondamenta San Biagio      |
| Palatul Minelli                   |                 |                 | 50      | Fondamenta de la Croce     |
| Palatul Mocenigo (Giudecca)       |                 | sec. al XVI-lea | 20-21   | Fondamenta San Giovanni    |
| Palatul Trevisan                  | Rocca Bianca    |                 | 221     | Fondamenta San Giacomo     |
| Villa Herriot                     |                 | sec. al XX-lea  | 54n     | Calle Michelangelo         |

### San Marco

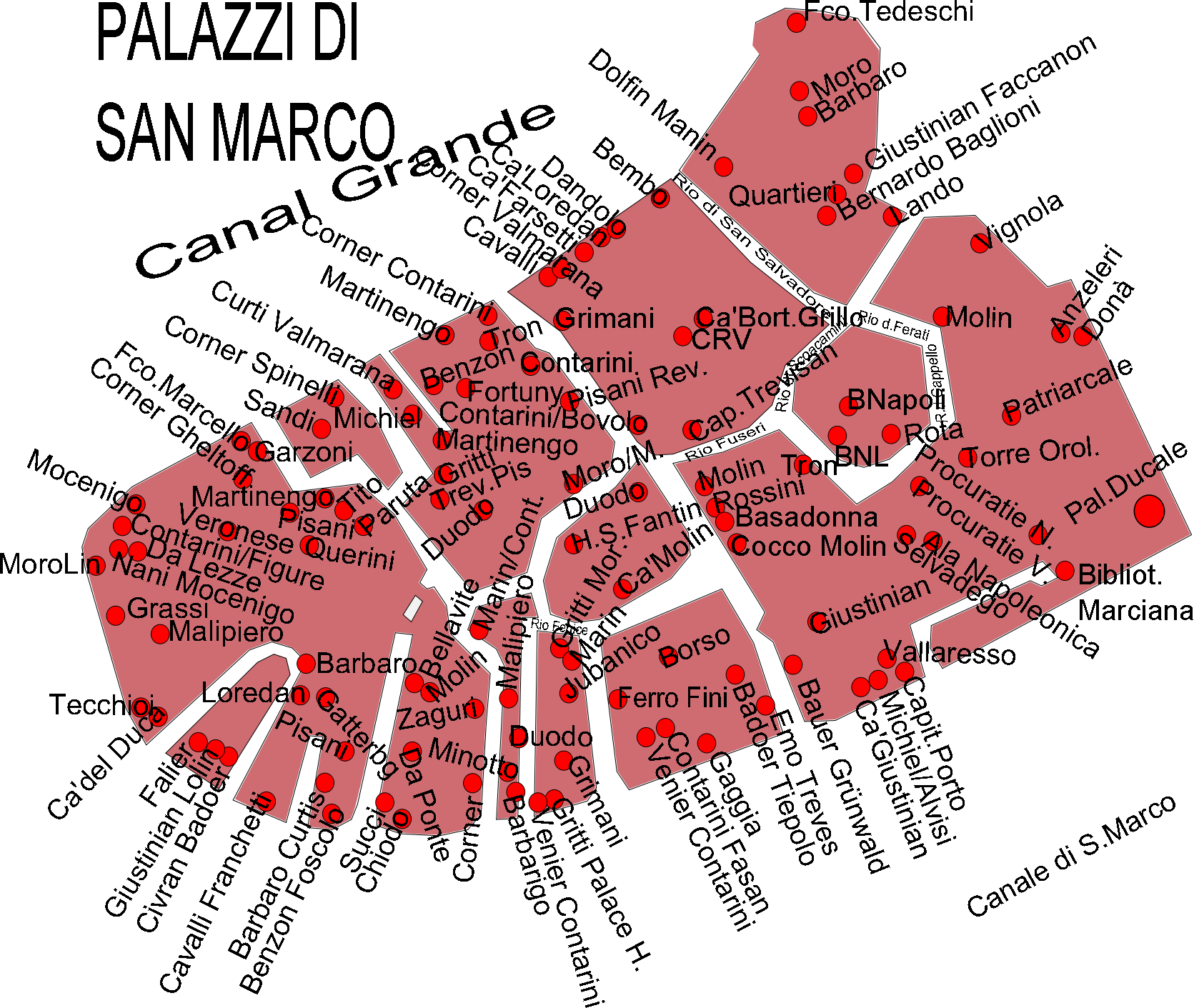
Palazzi di San Marco

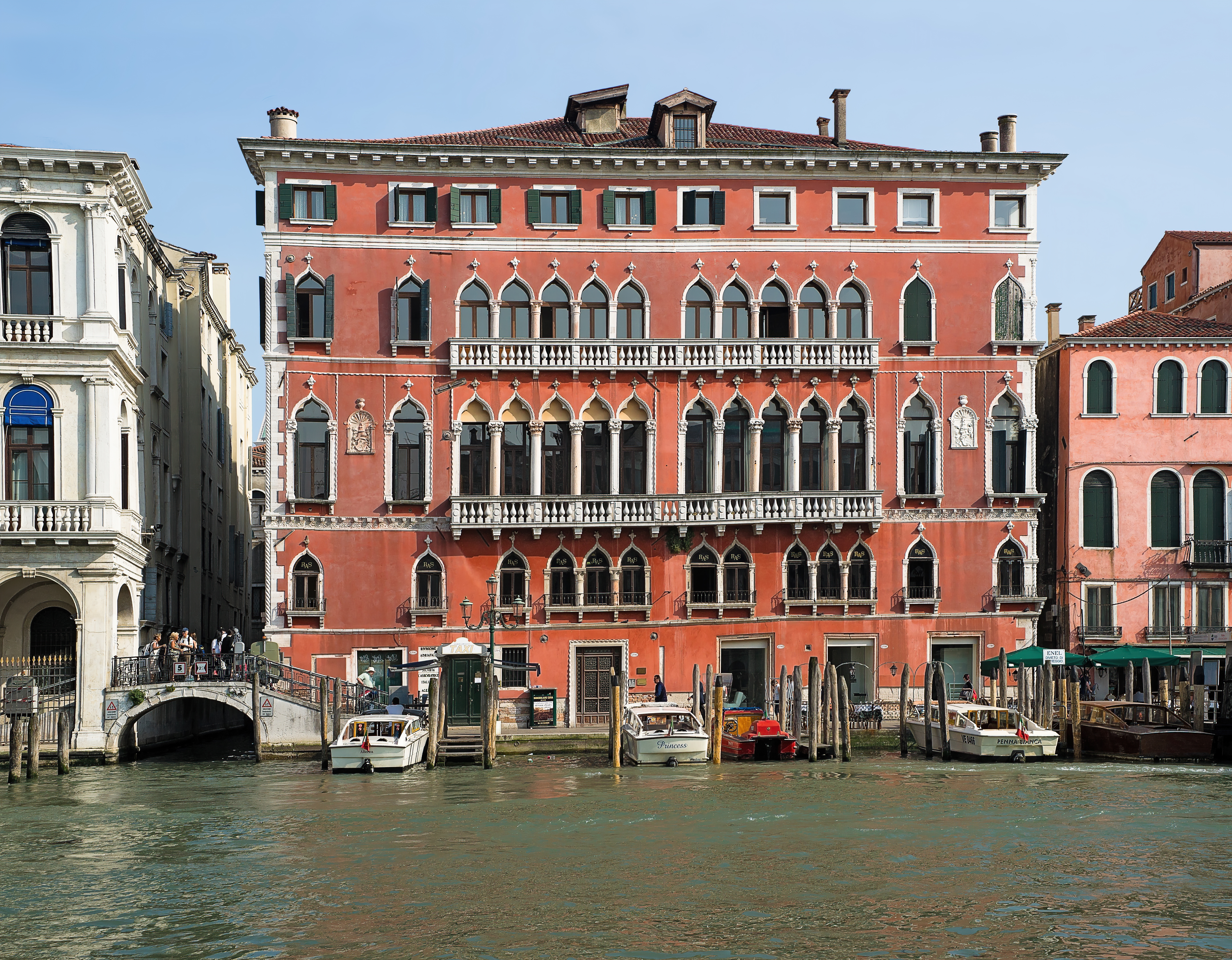
Palatul Bembo

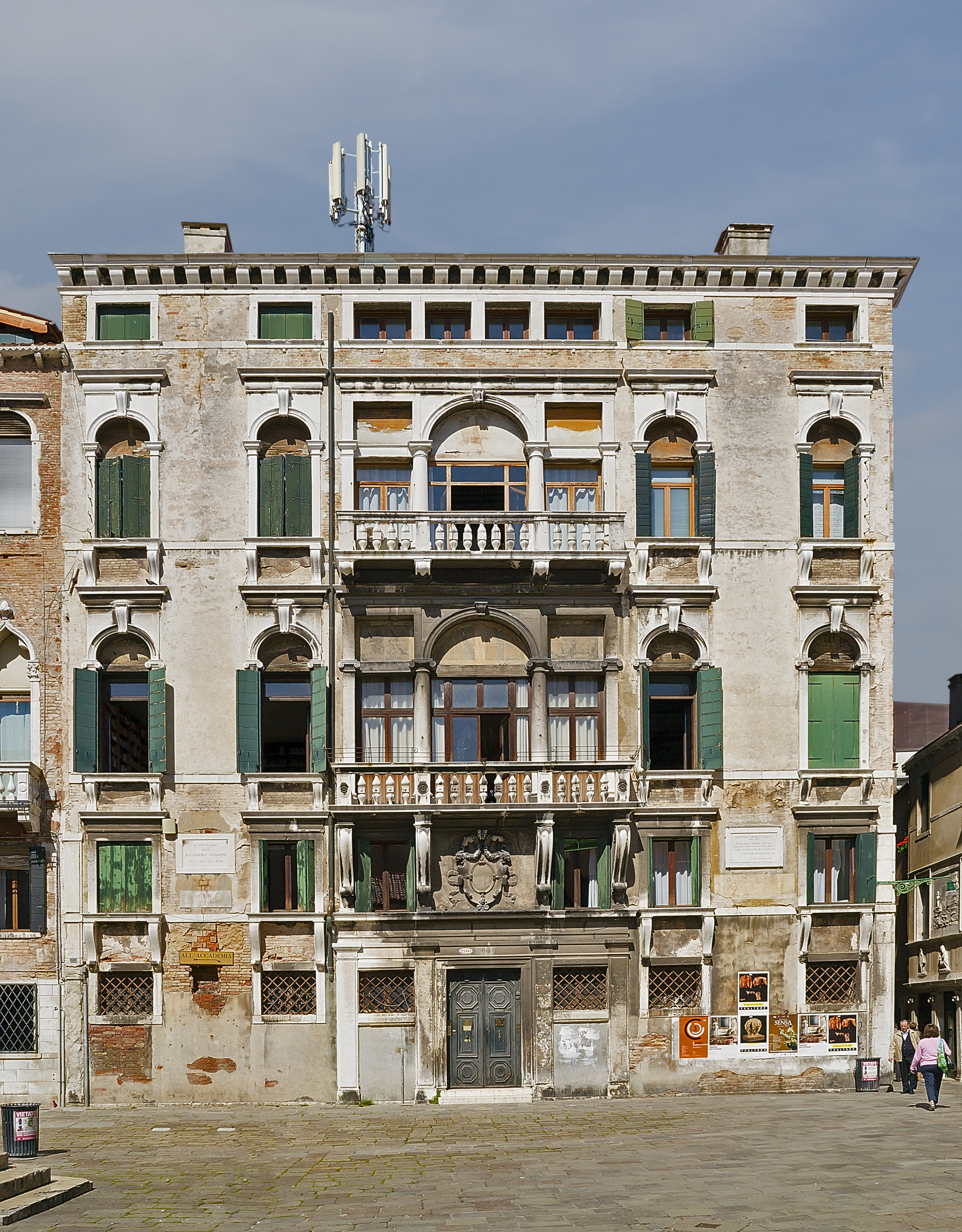
Palatul Bellavite

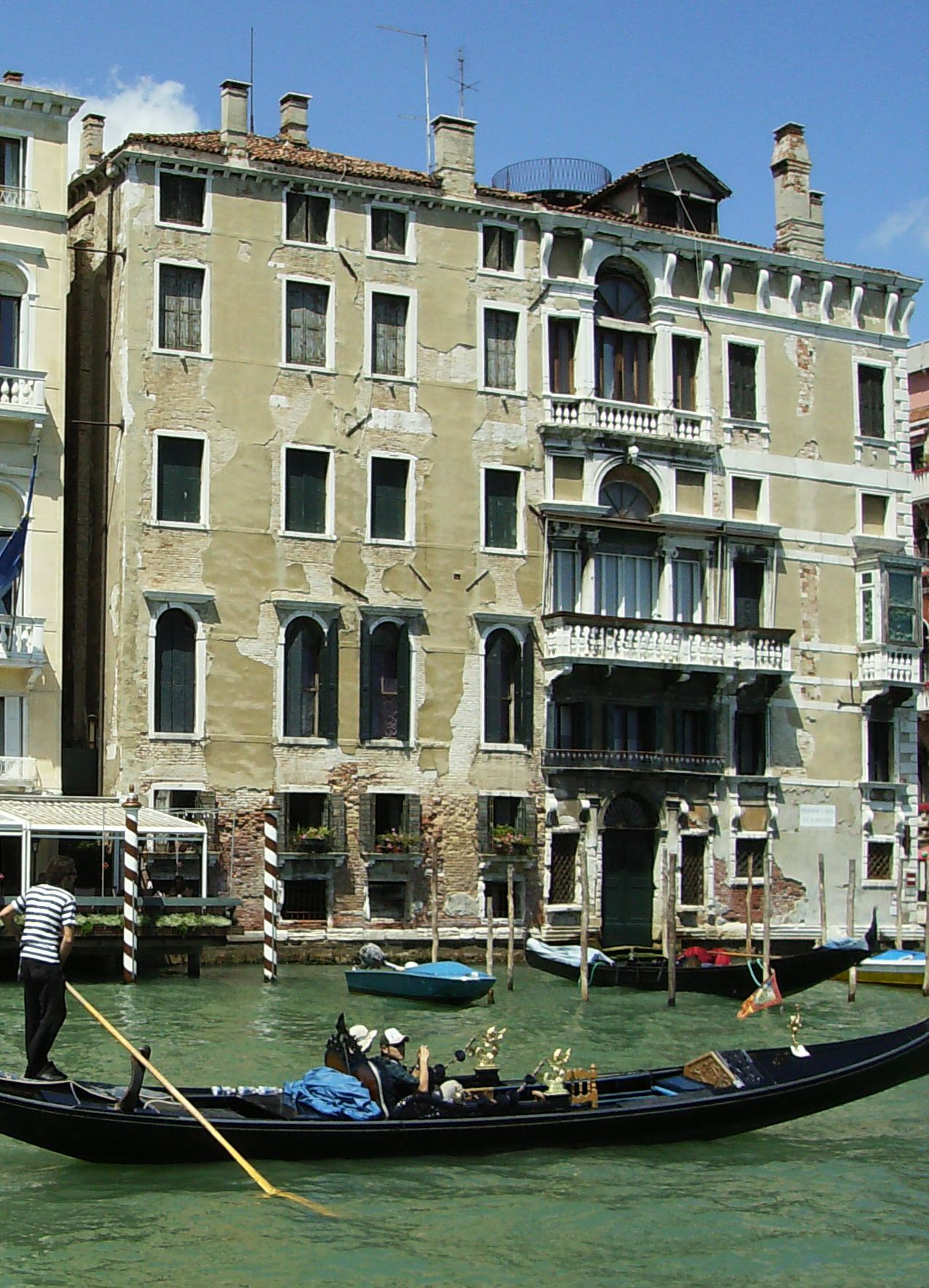
Palatul Treves de Bonfili

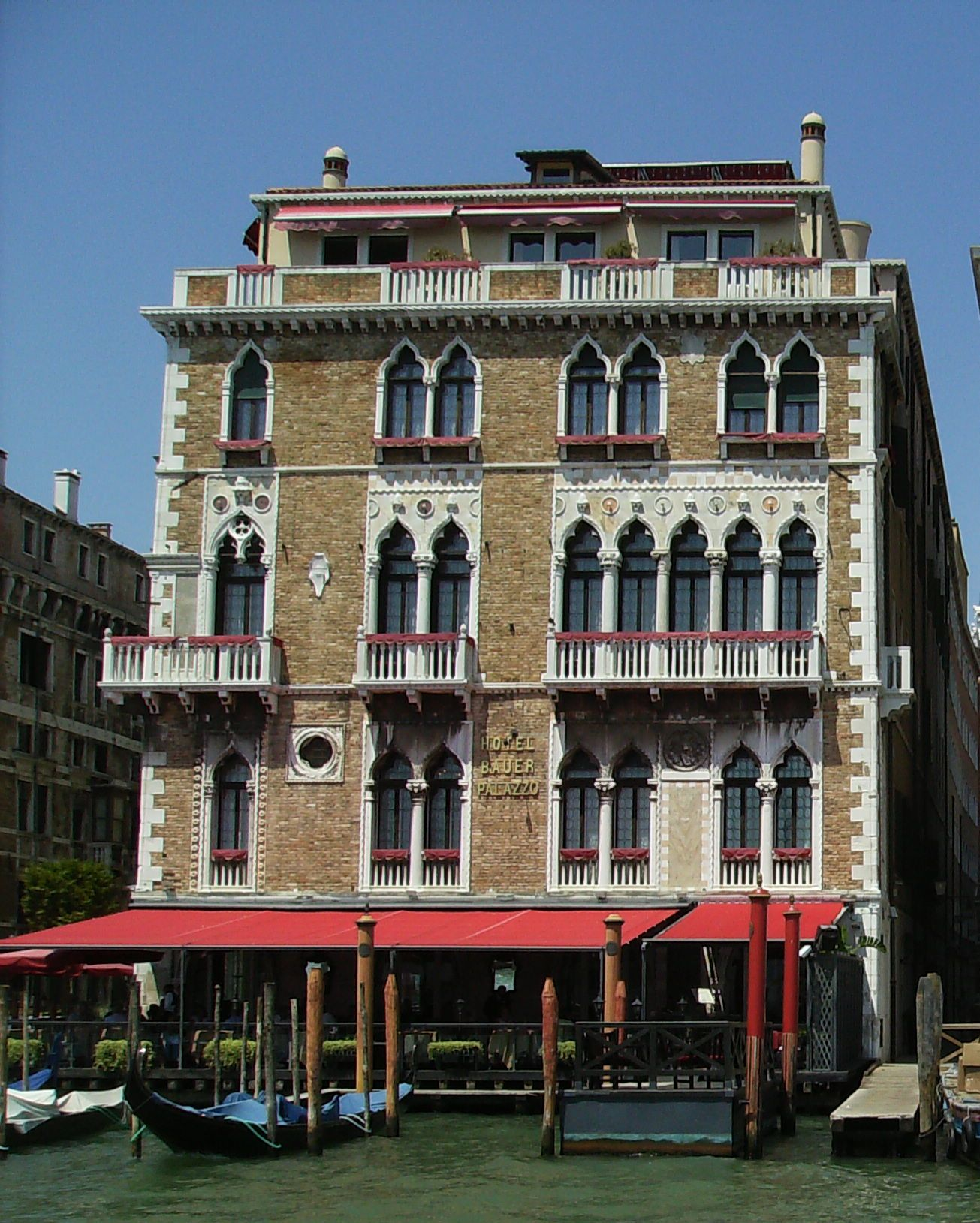
Hôtel Bauer Grünwald

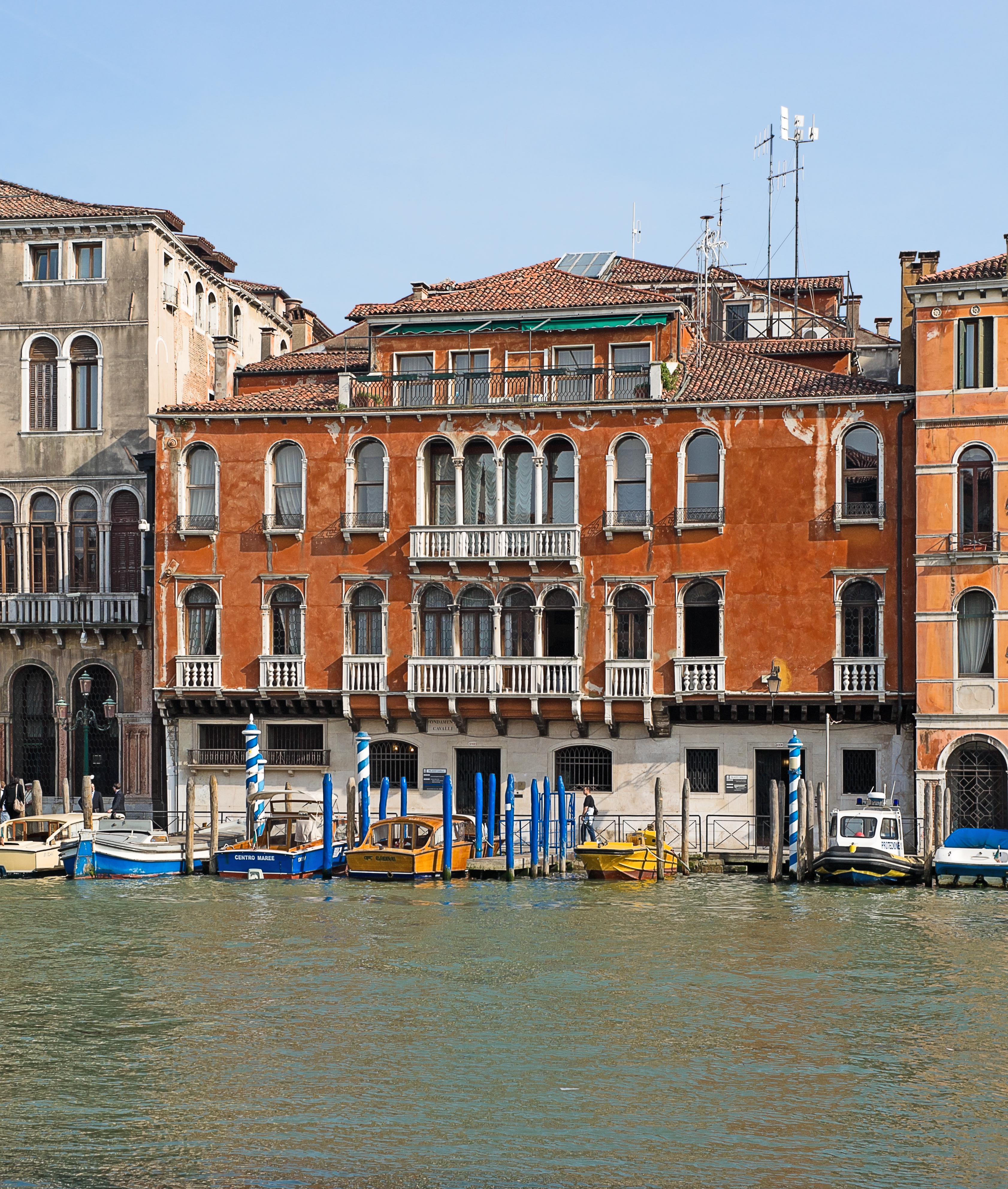
Palatul Cavalli

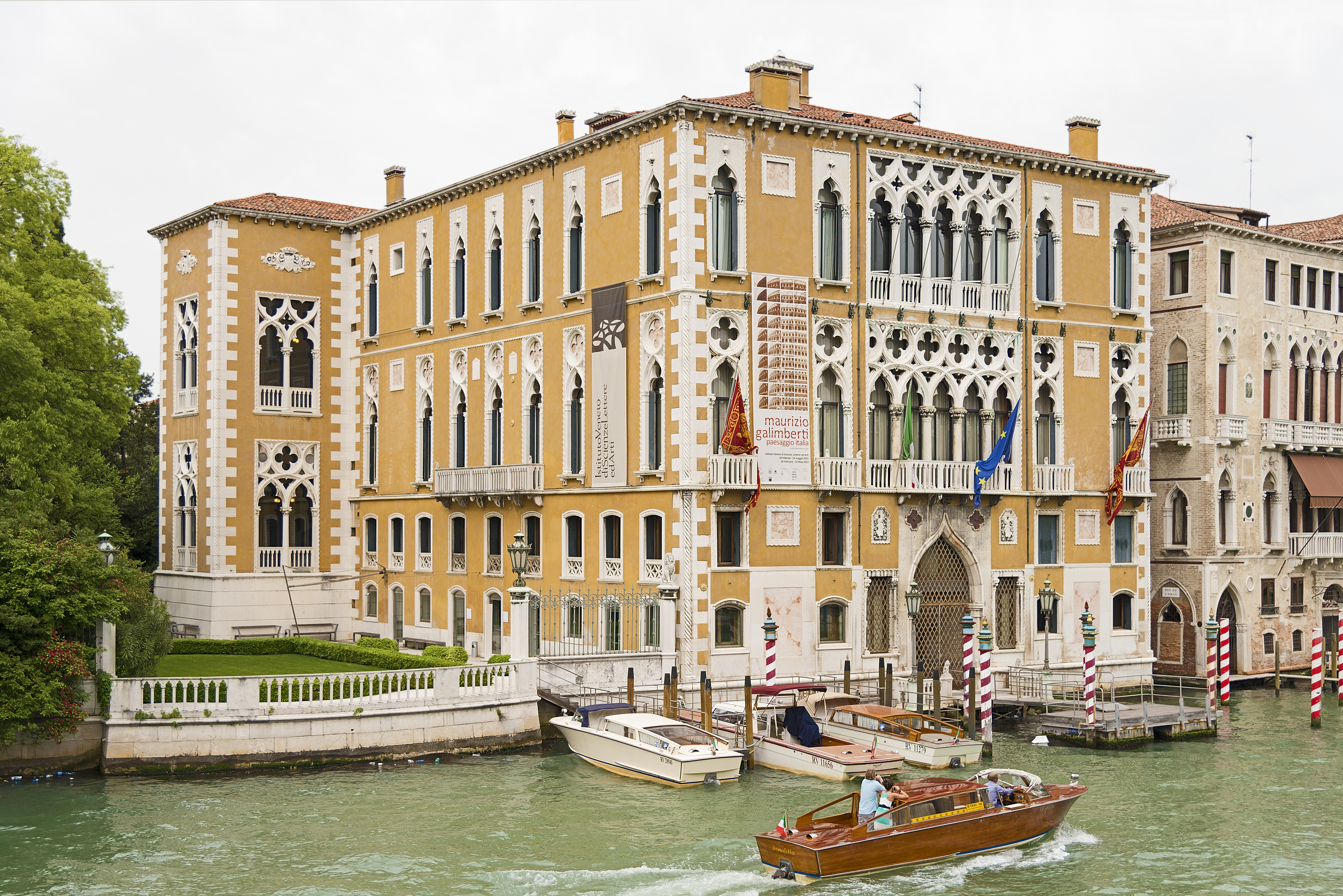
Palatul Cavalli Franchetti

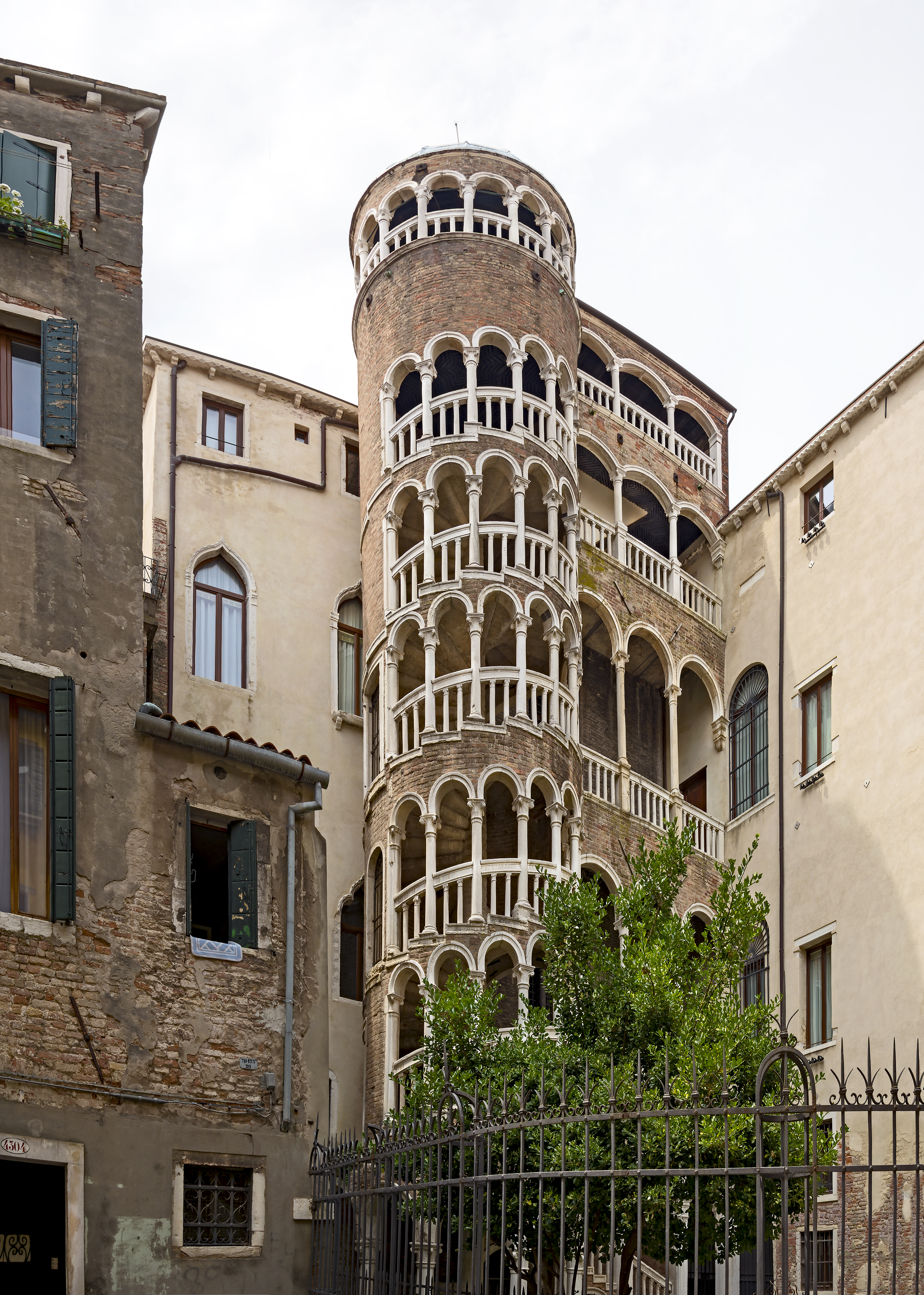
Palatul Contarini del Bovolo

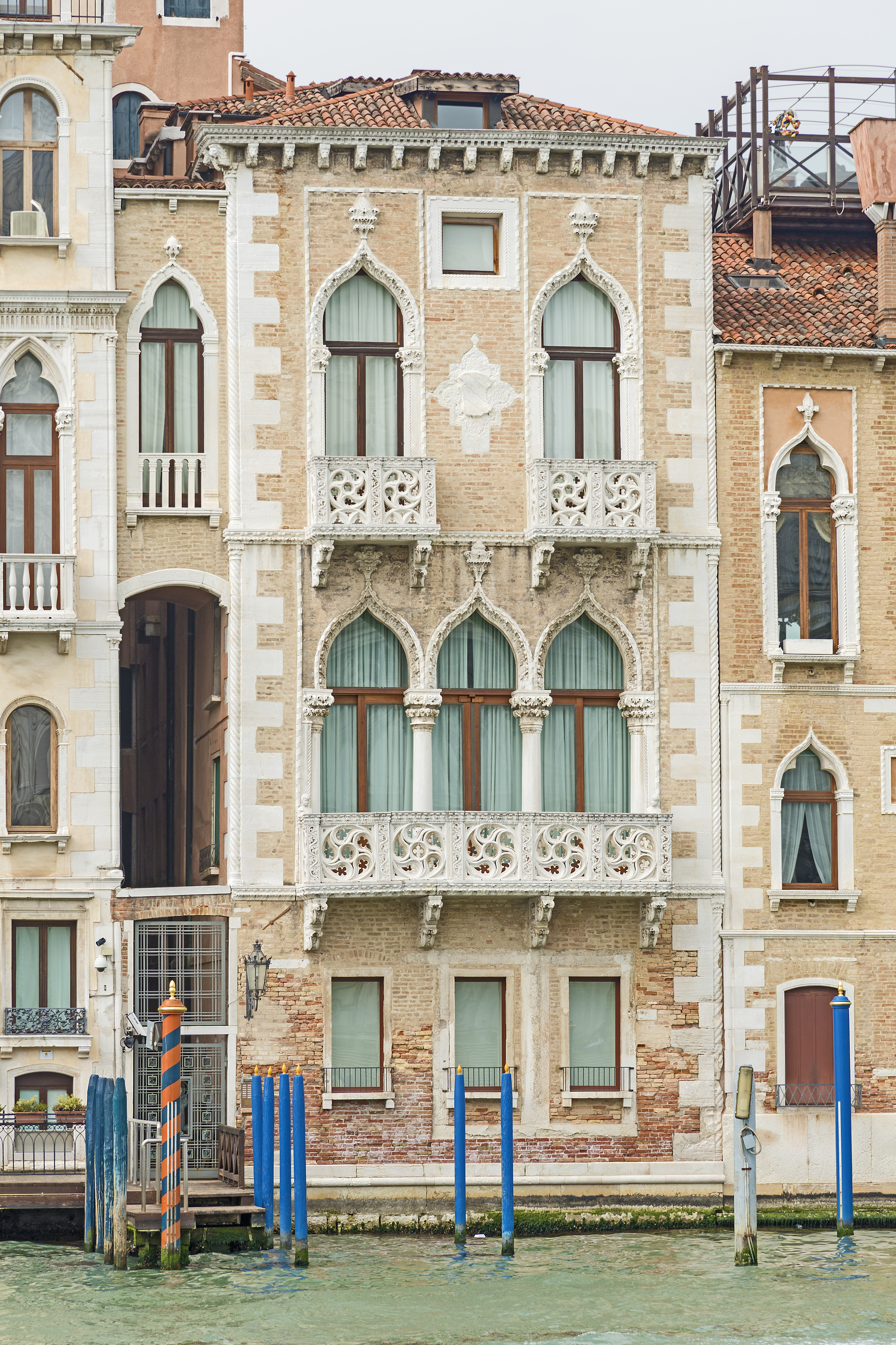
Palatul Contarini Fasan

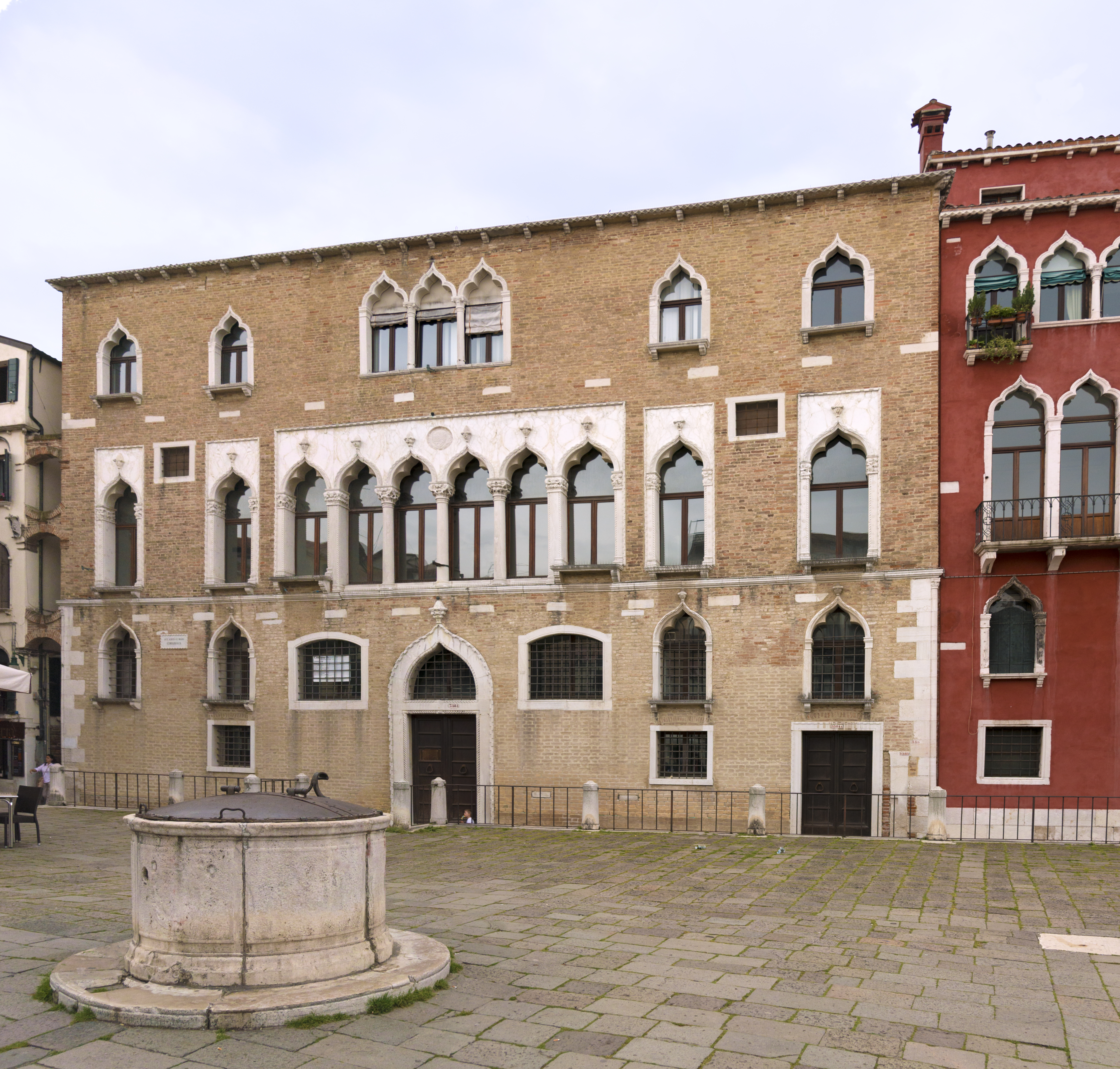
Palatul Duodo a Sant'Angelo

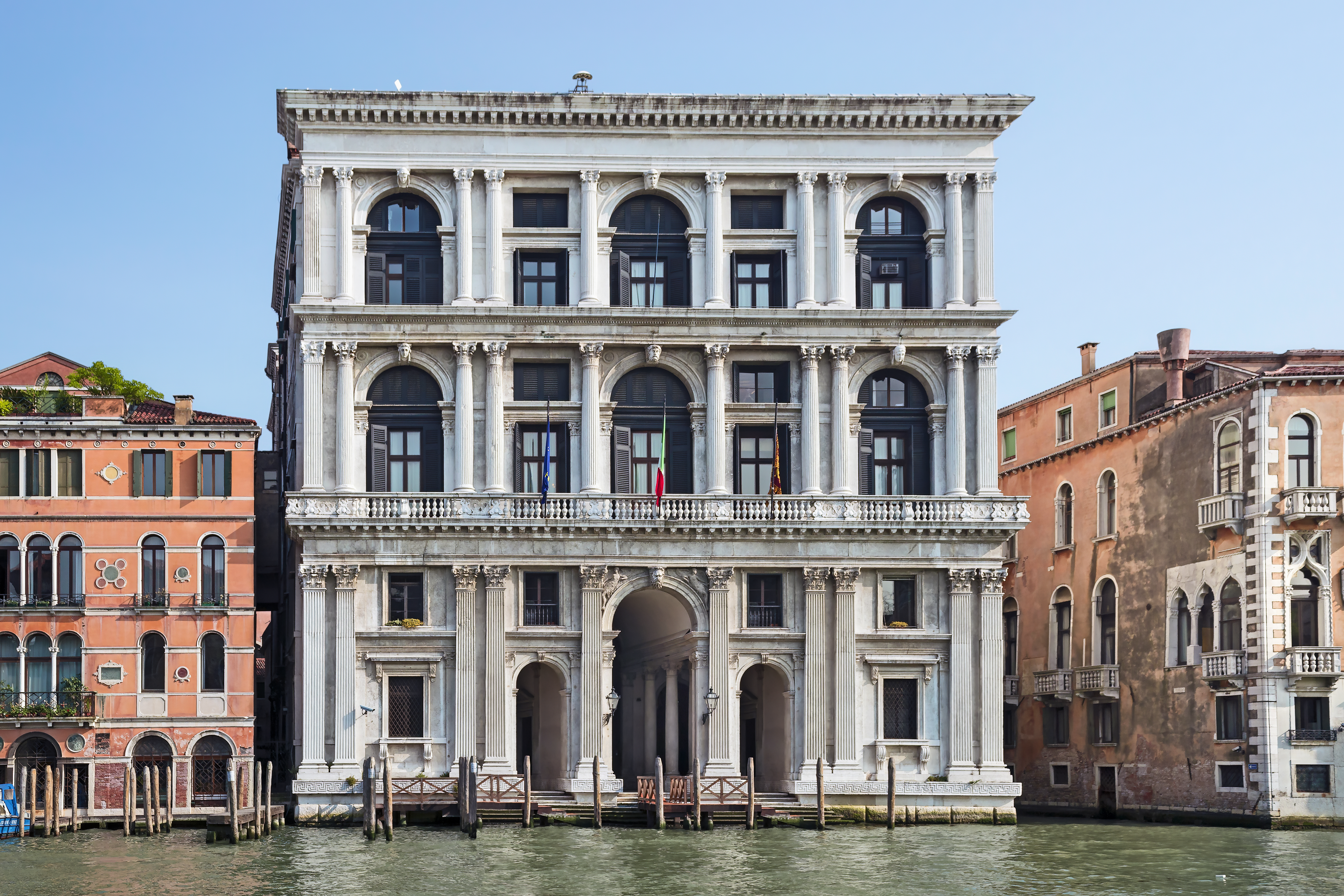
Palatul Grimani di San Luca

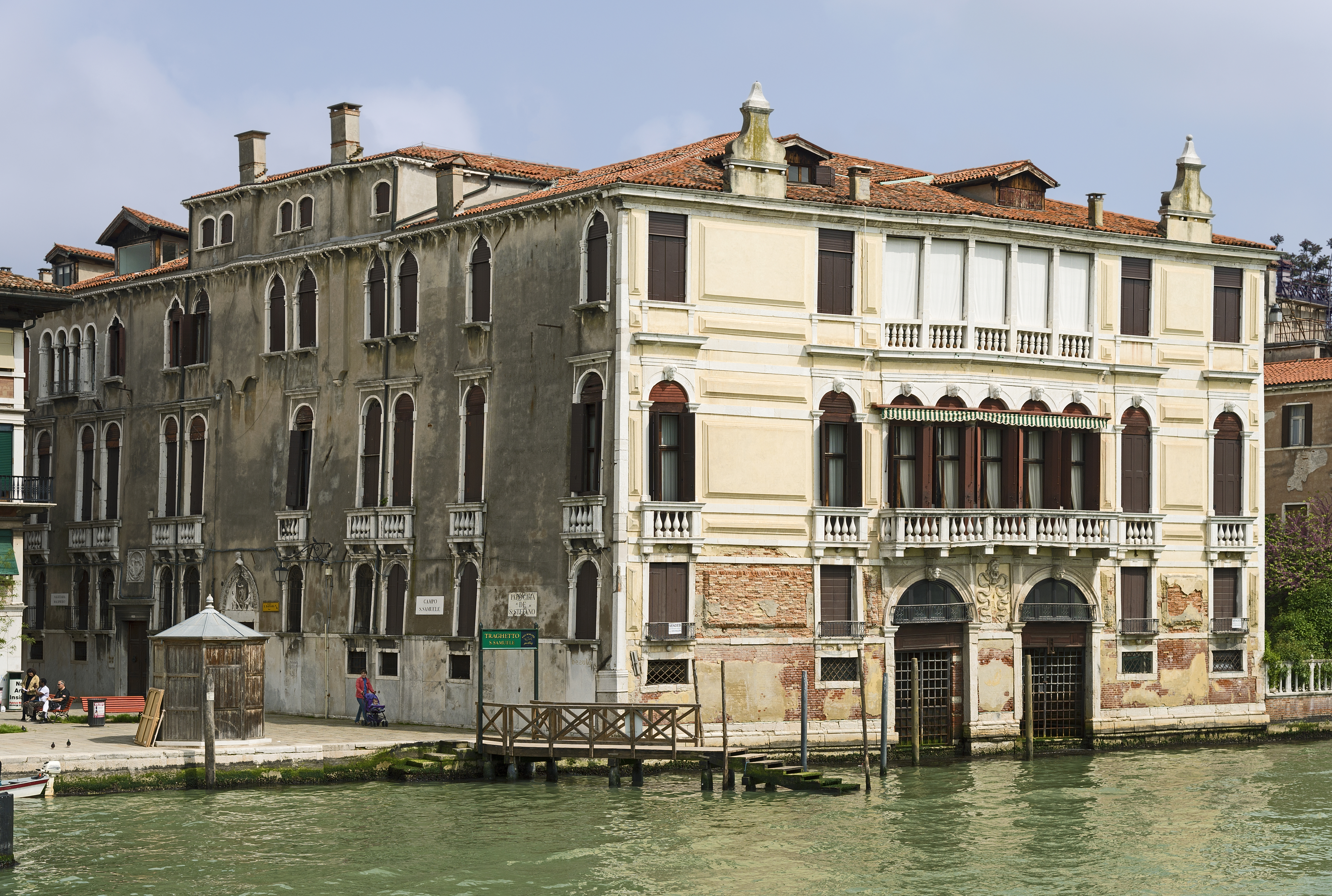
Palatul Malipiero

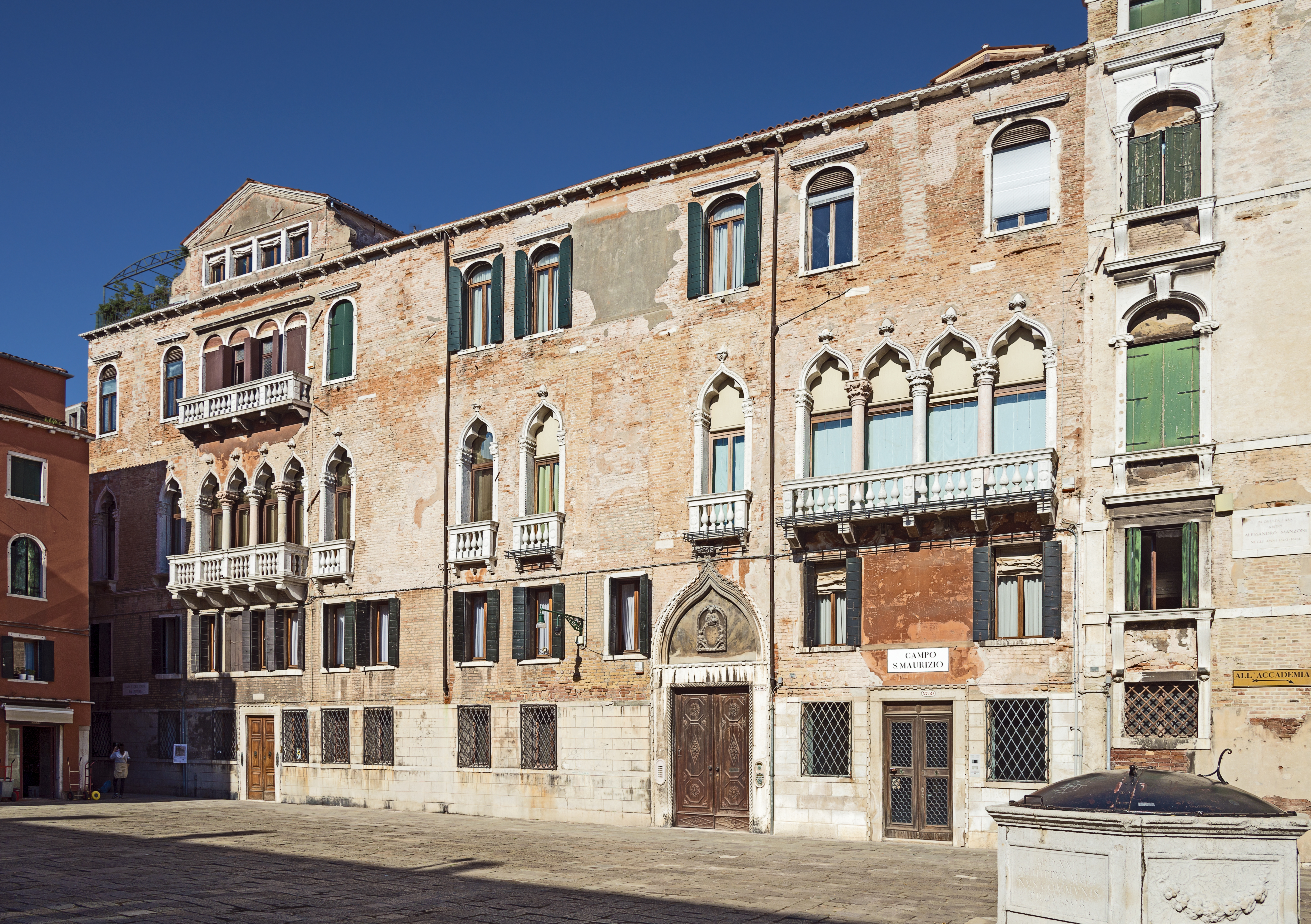
Palatul Molin à Campo San Maurizio

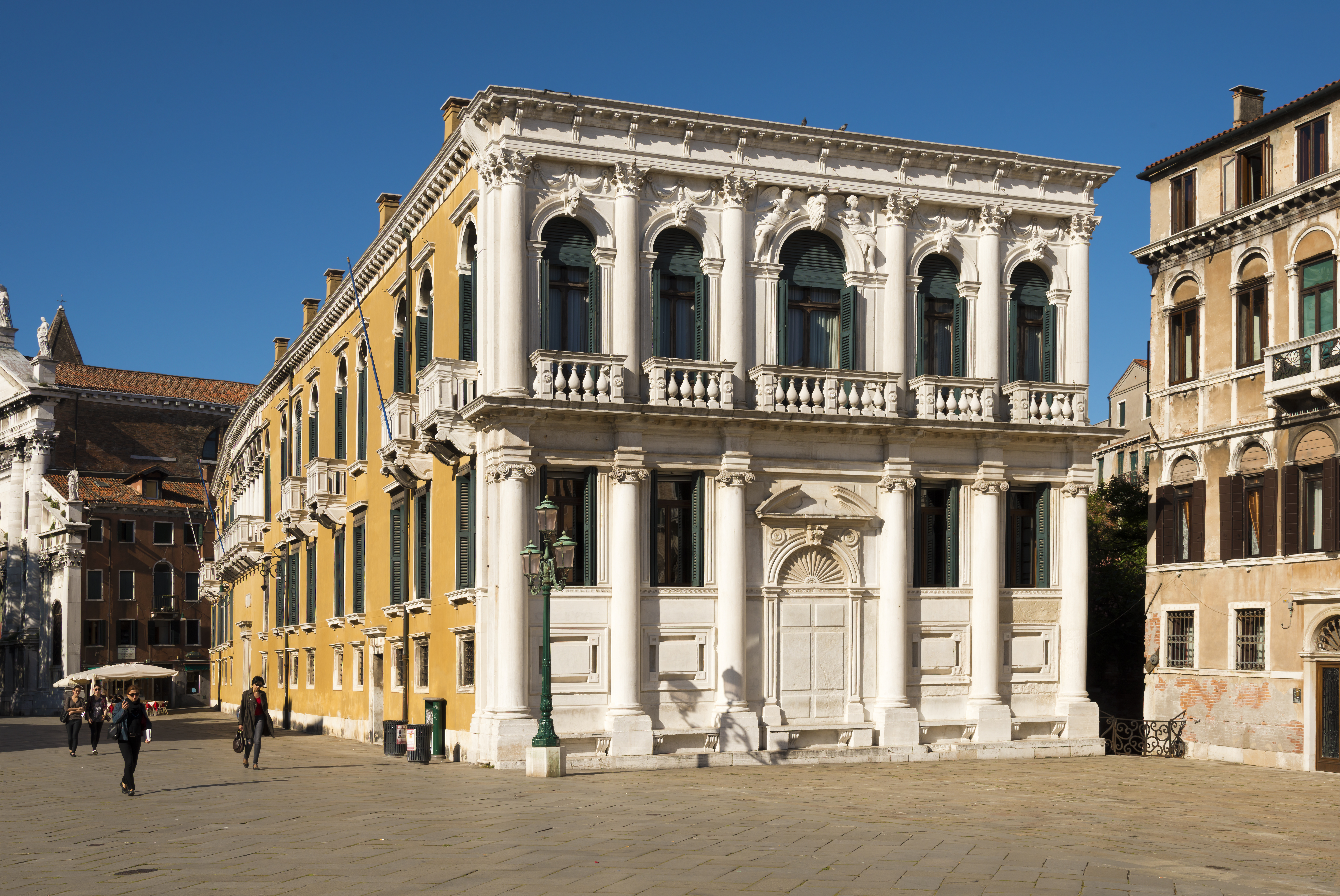
Palatul Loredan à Campo Santo Stefano

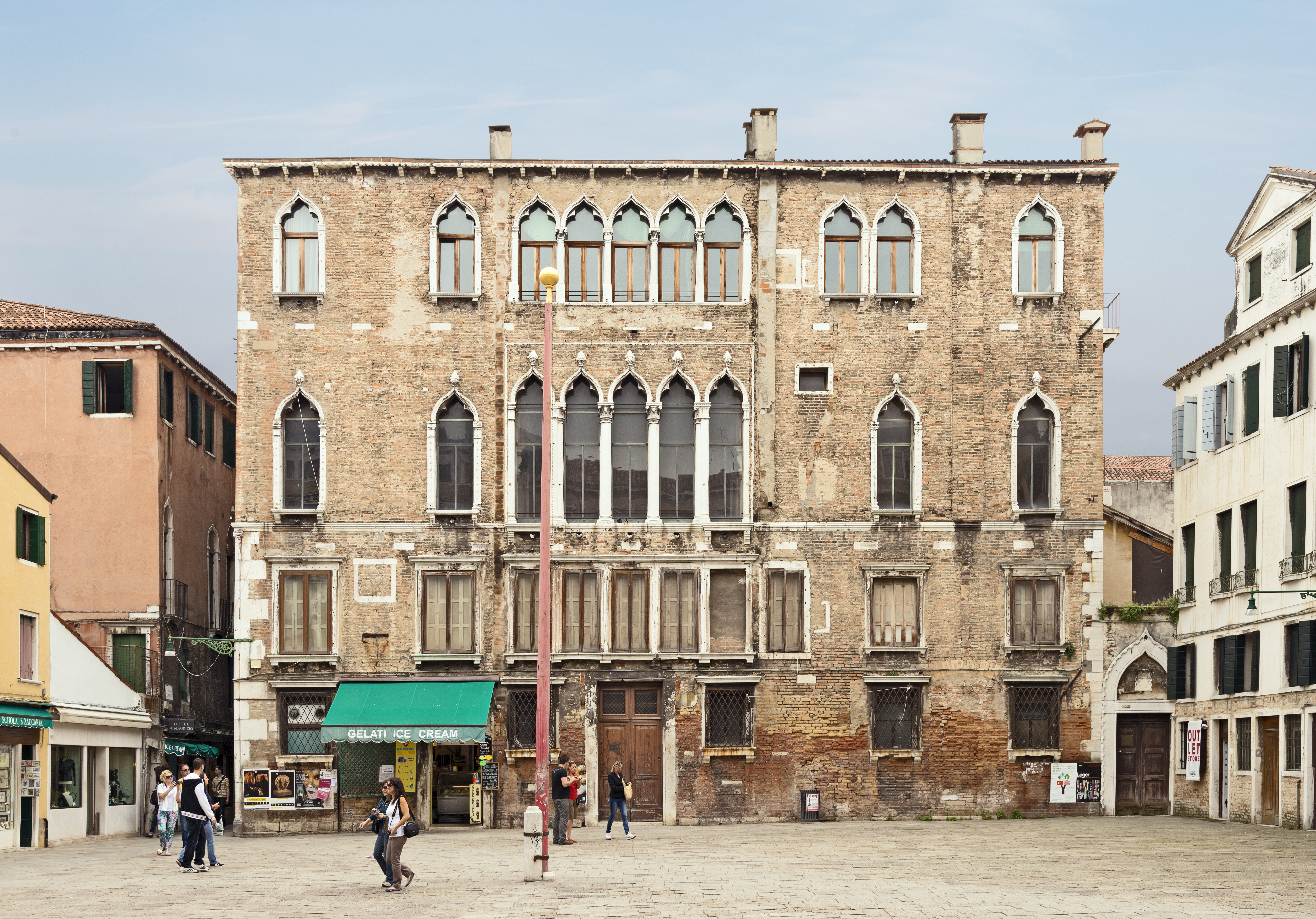
Palatul Zaguri

| Numele palatului                                  | Nume alternativ                              | Secol             | N.A.           | Stradă                                   |
| ------------------------------------------------- | -------------------------------------------- | ----------------- | -------------- | ---------------------------------------- |
| Palatul Anzeleri                                  |                                              |                   | 413            | calle larga S. Marco                     |
| Palatul Badoer Tiepolo                            | Hôtel Europa                                 | sec. al XVI-lea   | 2161           | calle Barozzi                            |
| Palatul Băncii Naționale a Muncii                 |                                              |                   | 1117           | campo S. Gallo                           |
| Palatul Băncii din Napoli                         |                                              |                   | 1121           | campo S. Gallo                           |
| Palatul Barbarigo                                 |                                              |                   | 2499           | sotoportego Barbarigo                    |
| Palatul Barbaro a San Bartolomeo                  |                                              |                   | 5281,5282      | campo S. Bortolomio                      |
| Palatul Barbaro a San Vidal, compus din:          |                                              | sec. al XVII-lea  |                |                                          |
| - Palatul Barbaro-Curtis                          |                                              | sec. al XV-lea    | 2840           | fondamenta Barbaro                       |
| Palazzo Barbaro a Santo Stefano                   |                                              | sec. al XVII-lea  | 2947           | campo S. Stefano                         |
| Palatul Basadonna                                 |                                              |                   | 1830           | ponte dei Barcaroli                      |
| Hôtel Bauer Grünwald                              |                                              |                   | 1459           | campo S. Moisé                           |
| Palatul Bellavite Baffo                           |                                              | sec. al XVI-lea   | 2760           | campo S. Maurizio                        |
| Palatul Bembo                                     |                                              | sec. al XV-lea    | 4792           | fondamenta del Carbon                    |
| Palatul Benzon Foscolo                            |                                              | sec. XVII-XIX     | 2819           | corte Barbaro                            |
| Palatul Bernardo Baglioni                         |                                              |                   | 4860-4866      | Marzaria del Capitelo                    |
| Palatul Bianca Cappello                           |                                              |                   |                |                                          |
| Ca'Bortoluzzi Grillo                              |                                              |                   | 4590           | campo S. Luca                            |
| Palatul Bursei și al Camerei de Comerț            |                                              |                   | 2032-2034      | calle larga Ventidue Marzo               |
| Palatul Casei de Economii din Veneția             |                                              |                   | 4216           | campo Manin                              |
| Palatul Cappello Malipiero Barnabò                | Palazzo Malipiero a San Samuele              | sec. XIV-XVII     | 3198-3201      | salizada Malipiero                       |
| Palatul Cappello Trevisan in Canonica             |                                              | sec. al XVI-lea   | 4328           | calle Coppo                              |
| Palatul Cavalli                                   | Palazzo Corner Martinengo Ravà               | sec. al XVI-lea   | 4089           | fondamenta Cavalli                       |
| Palatul Cavalli Franchetti                        |                                              | sec. al XV-lea    | 2847           | campiello S. Vidal                       |
| Palatul Chiodo                                    |                                              |                   | 2715           | calle del Dose da Ponte                  |
| Palatul Civran Badoer Barozzi                     | Casa Civran Badoer                           |                   | 2887           | calle del Frutariol                      |
| Palatul Cocco Molin                               |                                              | sec. al XVI-lea   | 1659           | piscina de Frezzeria                     |
| Palatul Contarini a San Beneto                    | Palazzo Contarini Mocenigo                   | sec. al XVI-lea   | 3980           | ramo Contarini                           |
| Palatul Contarini a Santa Maria Zobenigo          | Palazzo Venier Contarini                     |                   | 2307           | campiello Contarini                      |
| Palatul Contarini dalle Figure                    |                                              | sec. al XVI-lea   | 3327           | calle Mocenigo Ca' Vecchia               |
| Palatul Contarini del Bovolo                      | Palatul Contarini Minelli dal Bovolo         | sec. al XIV-lea   | 4299           | calle de le Locande                      |
| Palatul Contarini Fasan                           |                                              | sec. al XV-lea    | 2307           | campiello Contarini                      |
| Palatul Corner Contarini dei Cavalli              |                                              | sec. al XV-lea    | 3978           | corte Contarini                          |
| Palazzo Corner Loredan                            | Palazzo Corner Piscopia                      | sec. al XVI-lea   | 4137           | riva del Carbon                          |
| Palatul Corner Spinelli                           | Palazzo Lando Corner Spinelli                | sec. al XV-lea    | 3877           | campiello del Teatro                     |
| Palatul Corner della Ca' Granda                   | Ca' Corner                                   |                   | 2662           | fondamenta Corner Zaguri                 |
| Palatul Corner Gheltoff                           | Corner Gheltoff Alverà                       |                   | 3378           | calle Corner o del Magazen               |
| Palatul Curti Valmarana                           |                                              |                   | 3901-3902A     | calle dei Avocati                        |
| Palatul Da Lezze                                  |                                              |                   | 3311           | calle Lezze                              |
| Palatul Da Ponte                                  |                                              | sec. al XVI-lea   | 2746           | calle del Dose da Ponte                  |
| Palatul Dandolo                                   |                                              |                   | 4168           | calle del Carbon                         |
| Palatul D'Anna Viaro Martinengo Volpi di Misurata | Palazzo Martinengo                           | sec. al XVI-lea   | 3946-3948      | calle del Tragheto                       |
| Palatul Dolfin Manin                              | Ca' Dolfin Manin                             | sec. al XVI-lea   | 4799           | calle larga Mazzini                      |
| Palatul Donà                                      |                                              |                   | 383            | calle larga S. Marco                     |
| Palatul des Doges                                 |                                              | sec. al XV-lea    | 1-2            | piazzetta S. Marco                       |
| Ca' del Duca                                      |                                              |                   | 3051,3052      | salizada S. Samuele                      |
| Palatul Duodo                                     | Duodo Balbi Valier                           | sec. al XVI-lea   | 2506           | fondamenta Duodo o Barbarigo             |
| Palatul Duodo a Sant'Angelo                       |                                              | sec. al XVII-lea  | 3584           | campo S. Anzolo                          |
| Palatul Duodo a San Fantin                        |                                              | sec. al XV-lea    | 1887,1888      | campiello drio la Scuola                 |
| Palatul Erizzo Nani Mocenigo                      | Palazzo Nani Mocenigo                        |                   | 3316-3319      | calle Lezze                              |
| Palatul Falier                                    | Palazzo Falier Canossa                       | sec. al XIV-lea   | 2906-2913      | calle Vitturi o Falier                   |
| Ca' Farsetti                                      | Palazzo Dandolo Farsetti                     | sec. XIII-XIX     | 4136           | riva del Carbon                          |
| Palatul Ferro Fini, compus din                    |                                              | sec. al XVII-lea  | 2340           | fondamenta de le Ostreghe                |
| - Palatul Flangini Fini                           | Contarini Flangini Fini                      |                   |                |                                          |
| -Palatul Manolesso                                | Palazzo Morosini Ferro Manolesso             |                   |                |                                          |
| Fondaco Marcello                                  | Fondaco dell'Arte                            |                   | 3415           | calle del Tragheto o Garzoni             |
| Fontego dei Tedeschi                              | Fondaco dei Tedeschi                         | sec. al XVI-lea   | 5554           | salizada del Fontego dei Tedeschi        |
| Fondaco della Farina                              | Capitainerie du port                         |                   | 1324A          | fondamenta delle Farine                  |
| Palatul Fortuny                                   | Palazzo Pesaro degli Orfei                   | sec. al XV-lea    | 3958           | campo S. Beneto                          |
| Palatul Gaggia                                    |                                              |                   | 2207           | calle del Tragheto                       |
| Palatul Garzoni                                   | Ca' Garzoni Moro                             | sec. al XV-lea    | 3417           | calle del Tragheto o Garzoni             |
| Palatul Giustinian Faccanon                       | Ca'Faccanon                                  | sec. al XIV-lea   | 5016           | calle de le Acque                        |
| Palatul Giustinian Lolin                          |                                              | sec. al XVII-lea  | 2893           | calle del Frutariol                      |
| Ca' Giustinian                                    | Palazzo Giustinian Morosini                  | sec. al XV-lea    | 1364           | calle del Ridoto                         |
| Palatul Giustinian a San Moisè                    | Ufficio Biennale                             | sec. al XV-lea    | 1474 1477-1482 | corte Foscara                            |
| Palatul Grassi                                    |                                              | sec. al XVIII-lea | 3231           | campo S. Samuele                         |
| Palatul Grimani a Santa Maria Zobenigo            |                                              |                   | 2473,2474      | campo del Tragheto                       |
| Palatul Grimani di San Luca                       |                                              | sec. al XVI-lea   | 4041           | fondamenta de la Chiesa                  |
| Palatul Gritti Morosini                           | Palazzo Gritti                               |                   | 3832           | campo S. Anzolo                          |
| Palatul Gritti Moroni                             |                                              | sec. al XVI-lea   | 2546/2557      | calle del Piovan o Gritti                |
| Palatul Jubanico                                  |                                              |                   | 2516           | campo S. Maria Zobenigo o del Giglio     |
| Palatul Lando                                     |                                              |                   | 4935           | ponte privato da sotoportego de le Acque |
| Libreria Sansoviniana                             | Libreria di San Marco Biblioteca Marciana    | sec. al XVI-lea   | 13A            | piazzetta S. Marco                       |
| Loggetta                                          |                                              |                   |                |                                          |
| Palatul Loredan a Santo Stefano                   |                                              | sec. al XVI-lea   | 2945           | campo S. Stefano                         |
| Palatul Malipiero a Santa Maria Zobenigo          | alla Feltrina                                | sec. al XV-lea    | 2513           | campiello de la Feltrina                 |
| Palatul Marin                                     |                                              | sec. al XVI-lea   | 2540,2541      | calle Rombiasio                          |
| Palatul Marin Contarini                           | Palazzo Venier Contarini                     | sec. al XV-lea    | 2488           | corte Malatin                            |
| Palatul Martinengo a Sant'Angelo                  |                                              |                   | 3911-3918      | calle dei Avocati                        |
| Palatul Martinengo a Santo Stefano                |                                              |                   | 3482           | calle del Pestrin                        |
| Palatul Michiel                                   | casa Tornelli                                |                   | 3907           | calle dei Avocati                        |
| Palatul Michiel Alvisi                            | Palazzo Giustinian Micheli Alvisi            |                   | 2207           | calle del Tragheto                       |
| Palatul Minotto Barbarigo                         | Palazzo Minotto                              | sec. al XV-lea    | 2504           | sotoportego Barbarigo                    |
| Palatul Mocenigo                                  | a San Samuele                                | sec. XVI-XVII     | 3328-3348      | calle Mocenigo Ca' Vecchia               |
| Palatul Molin Campo San Maurizio                  |                                              | sec. al XV-lea    | 2757,2758      | campo S. Maurizio                        |
| Palatul Molin del Cuoridoro                       |                                              | sec. al XV-lea    | 1827           | Frezzaria                                |
| Palatul Molin a San Zulian                        |                                              |                   | 783            | Marzaria S. Zulian                       |
| Palatul Moro                                      |                                              |                   | 5309,5310      | campo S. Bortolomio                      |
| Palatul Moro Lin                                  |                                              | sec. al XVII-lea  | 3242           | calle Moro Lin                           |
| Palatul Moro Marcello                             | Palazzo Marcello                             | sec. al XIV-lea   | 3666           | fondamenta de la Verona                  |
| Palatul Morosini Gatterburg                       | Palazzo Morosini                             | sec. al XVII-lea  | 2803           | calle Streta Morosini                    |
| Palatul Nervi Scattolin                           |                                              | sec. al XIX-lea   |                |                                          |
| Palatul Paruta                                    |                                              |                   | 3522/3824      | calle del Pestrin                        |
| Palatul Patriarcale                               |                                              |                   | 318            | piazzetta dei Leoncini                   |
| Palatul Pisani a Santo Stefano                    |                                              | sec. XVII-XVIII   | 2809           | campo Pisani                             |
| Palatul Pisani Gritti                             | Gritti Palace Hotel                          | sec. al XIV-lea   | 2467           | campo del Tragheto                       |
| Palatul Pisani a San Samuele                      |                                              | sec. al XV-lea    | 3395           | piscina S. Samuele                       |
| Palatul Pisani Revedin                            |                                              |                   | 4013A          | calle S. Paternian                       |
| Procuratie Nuove                                  |                                              | sec. al XVI-lea   | 42-70          | Procuratie Nove                          |
| Procuratie Nuovissime                             | Ala Napoleonica Fabbrica Nuova               |                   | 72-78          | Ala Napoleonica                          |
| Procuratie Vecchie                                |                                              |                   | 79-143         | Procuratie Vechie                        |
| Palatul Quartieri                                 |                                              |                   | 430            | corte Quartieri                          |
| Palatul Querini                                   |                                              |                   | 3431           | piscina S. Samuele                       |
| Palatul Querini Benzon                            | Palazzo Benzon                               |                   | 3927           | calle Benzon                             |
| Palatul Rossini                                   |                                              |                   | 1828           | Frezzaria                                |
| Palatul Rota                                      |                                              |                   | 834            | calle dei Fabbri                         |
| Palatul Salvadori Tiepolo                         | Casa Molin                                   |                   | 1979-1982/1997 | campo S. Fantin                          |
| Palatul Sandi Porto Cipollato                     | Palazzo Sandi                                | sec. al XVI-lea   | 3870           | corte de l'Alboro                        |
| Hôtel San Fantin                                  |                                              |                   | 1930A          | campiello Marinoni o de La Fenice        |
| Palatul Selvadego                                 |                                              |                   | 1238           | Boca de Piassa                           |
| Palatul Succi                                     | Casa Succi                                   |                   | 2716           | fondamenta del Tragheto                  |
| Palatul Tecchio Mamoli                            |                                              |                   | 3055           | salizada S. Samuele                      |
| Palatul Tito                                      | Casa Tito                                    |                   | 3478B          | Fondamenta del Teatro a Sant'Angelo      |
| Torre dell'orologio                               | Marzaria de l'Orologio                       |                   | 146,147        |                                          |
| Palatul Treves de Bonfili                         | Palazzo Barozzi Corner Emo Treves de Bonfili | sec. al XVII-lea  | 2156           | corte Barozzi                            |
| Palatul Trevisan Pisani                           | a Sant'Angelo                                | sec. al XVII-lea  | 3831           | campo S. Anzolo                          |
| Palatul Tron, compus din:                         |                                              |                   |                |                                          |
| - Palazzo Tron a San Beneto                       |                                              |                   | 3950           | corte Tron                               |
| - Palatul Tron Memmo                              |                                              |                   | 3950           |                                          |
| Palatul Tron a San Gallo                          |                                              |                   | 1126           | calle Tron                               |
| Palatul Vallaresso Erizzo                         | Palazzo Dandolo Hôtel Monaco Gran Canal      |                   | 1332           | calle Vallaresso                         |
| Palatul Valmarana                                 | Palazzo Corner Valmarana                     |                   | 4091           | fondamenta Cavalli                       |
| Palatul Venier Contarini                          | Palazzo Marin Contarini                      |                   | 2469           | campo del Tragheto                       |
| Palatul Veronese                                  |                                              |                   | 3338           | salizada S. Samuele                      |
| Palatul Vignola                                   |                                              | sec. XV-XVIII     | 515            | campo de la Guerra                       |
| Palatul Zaguri                                    |                                              | sec. al XV-lea    | 2668           | campo S. Maurizio                        |

### San Polo

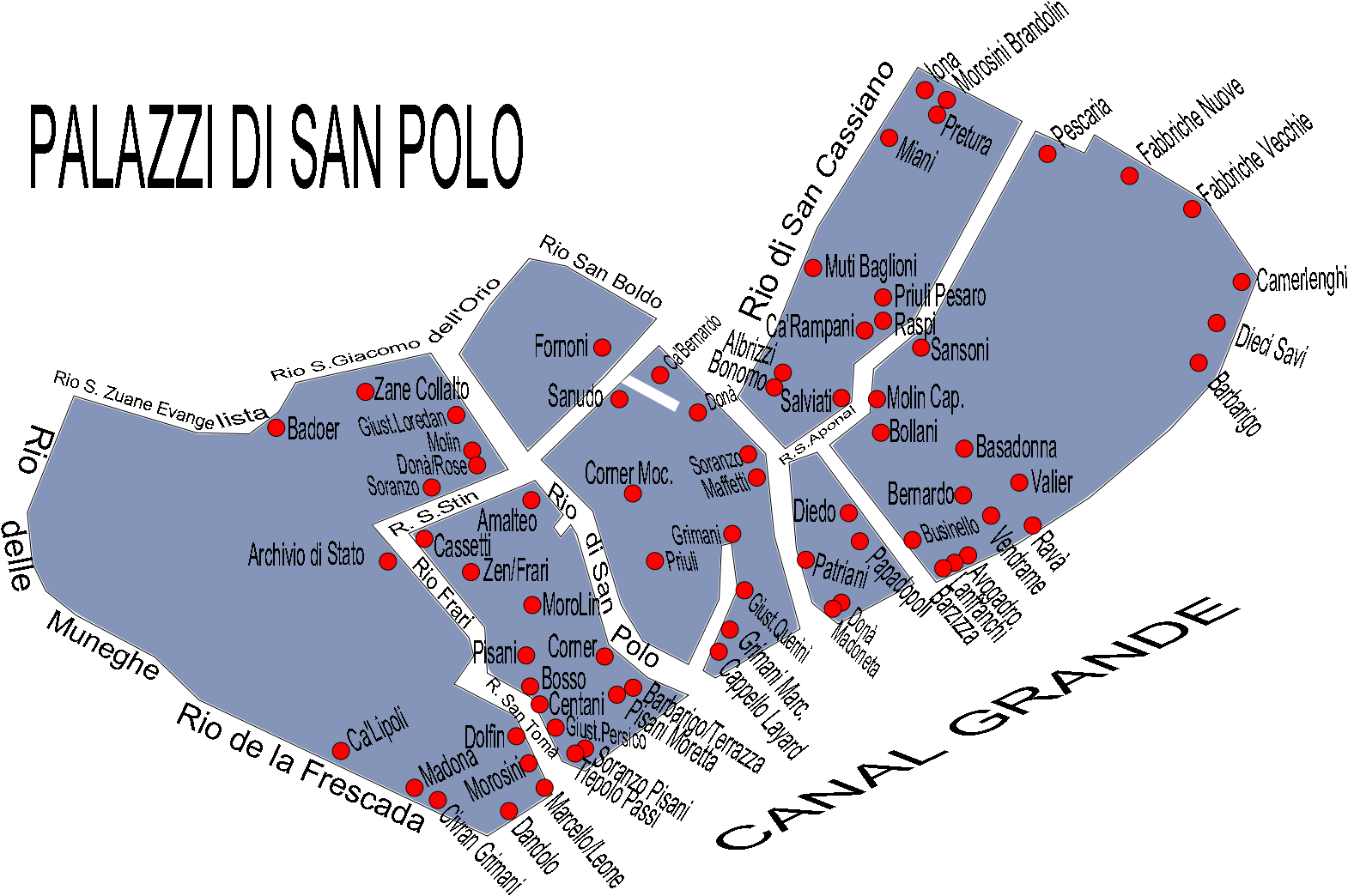

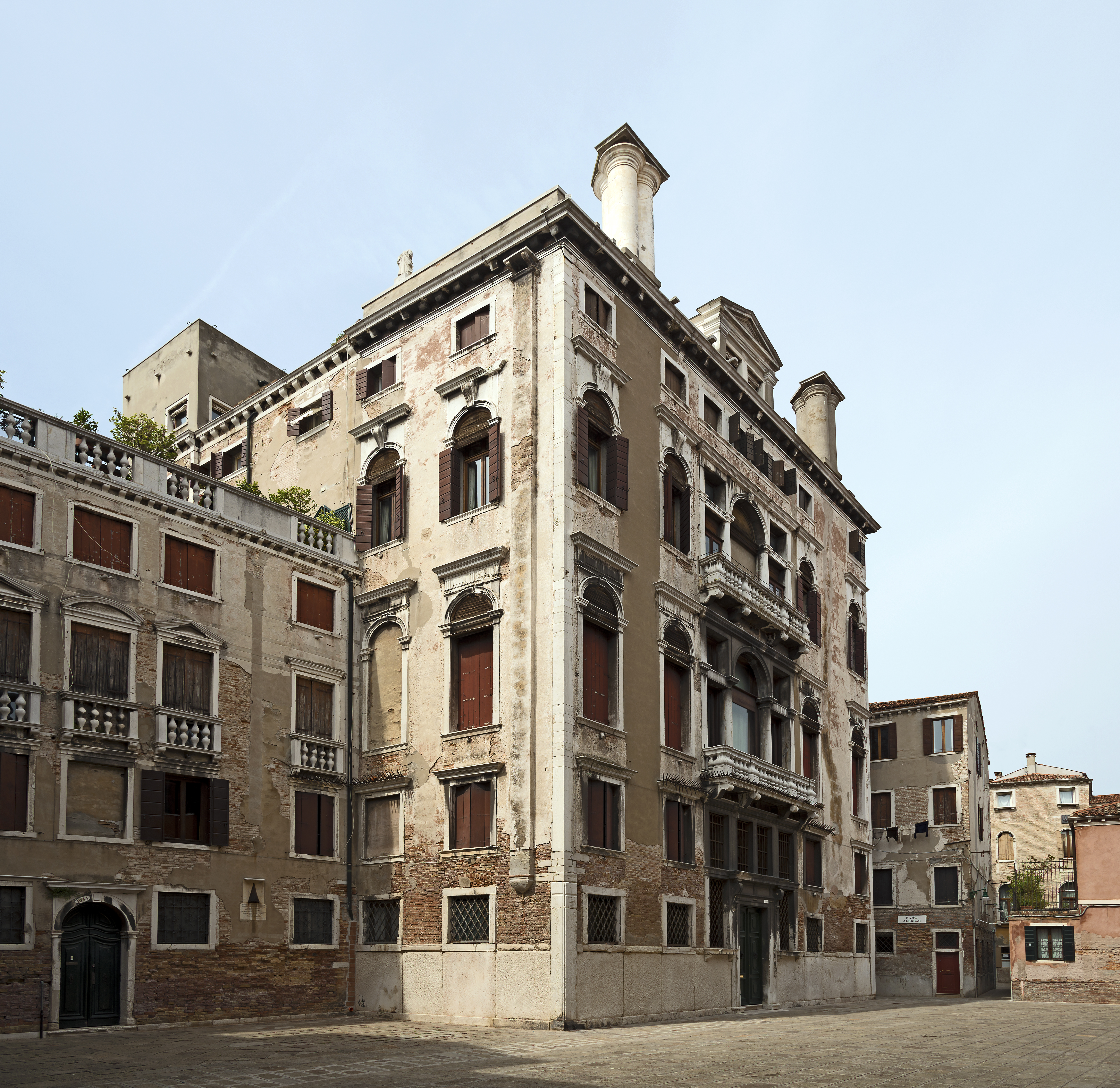
Palatul Albrizzi

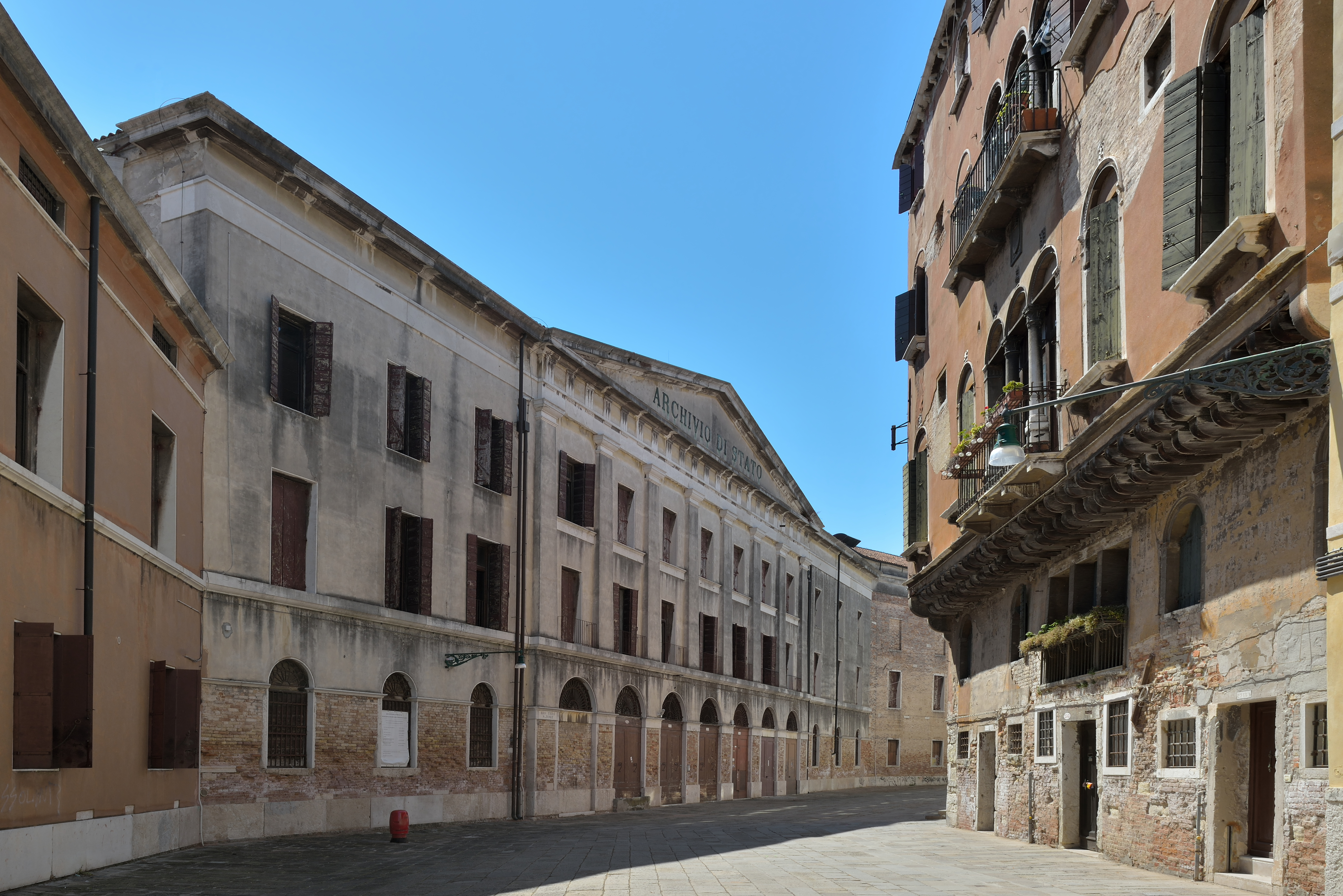
Archivio di Stato

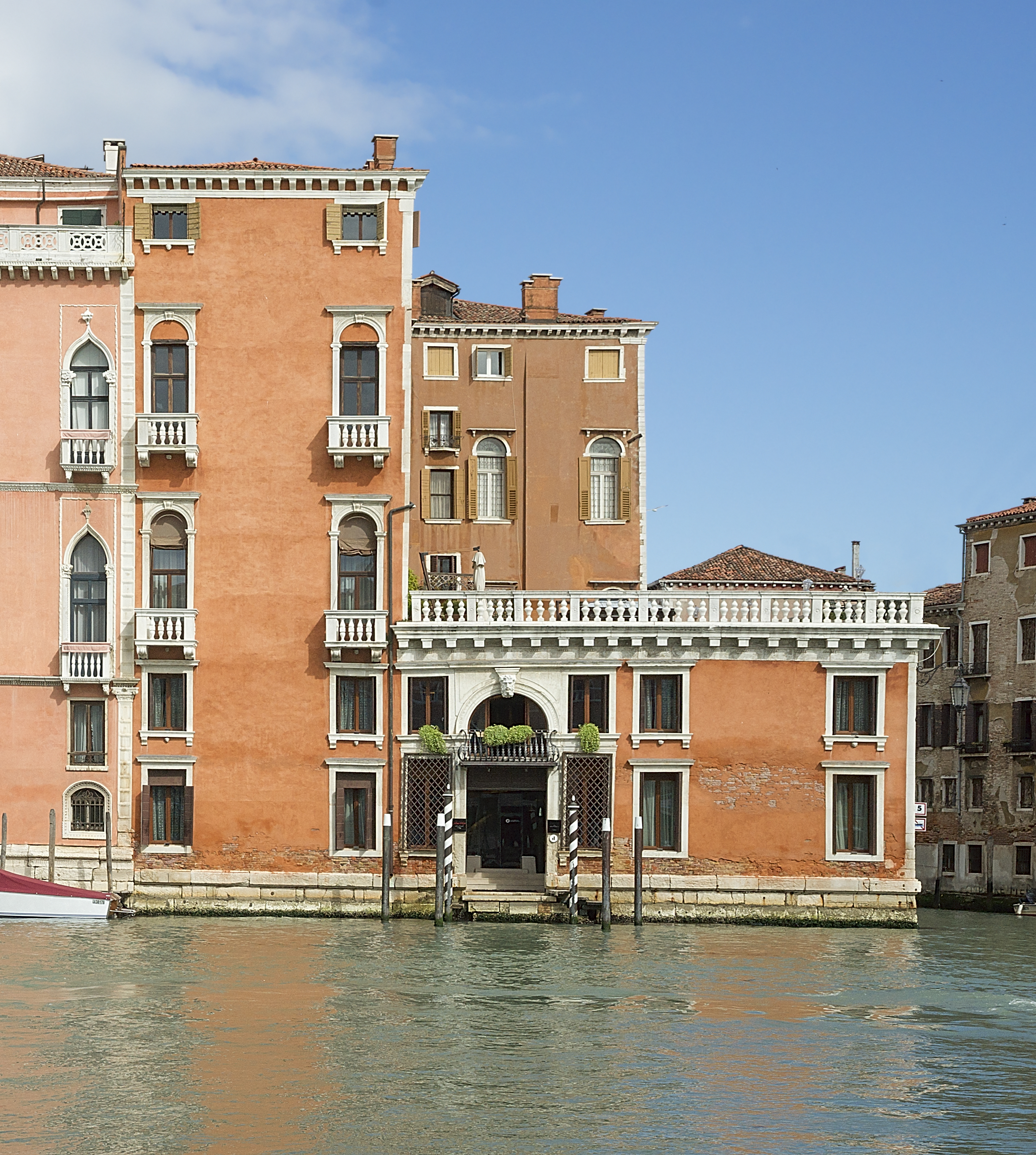
Palatul Barbarigo della Terrazza

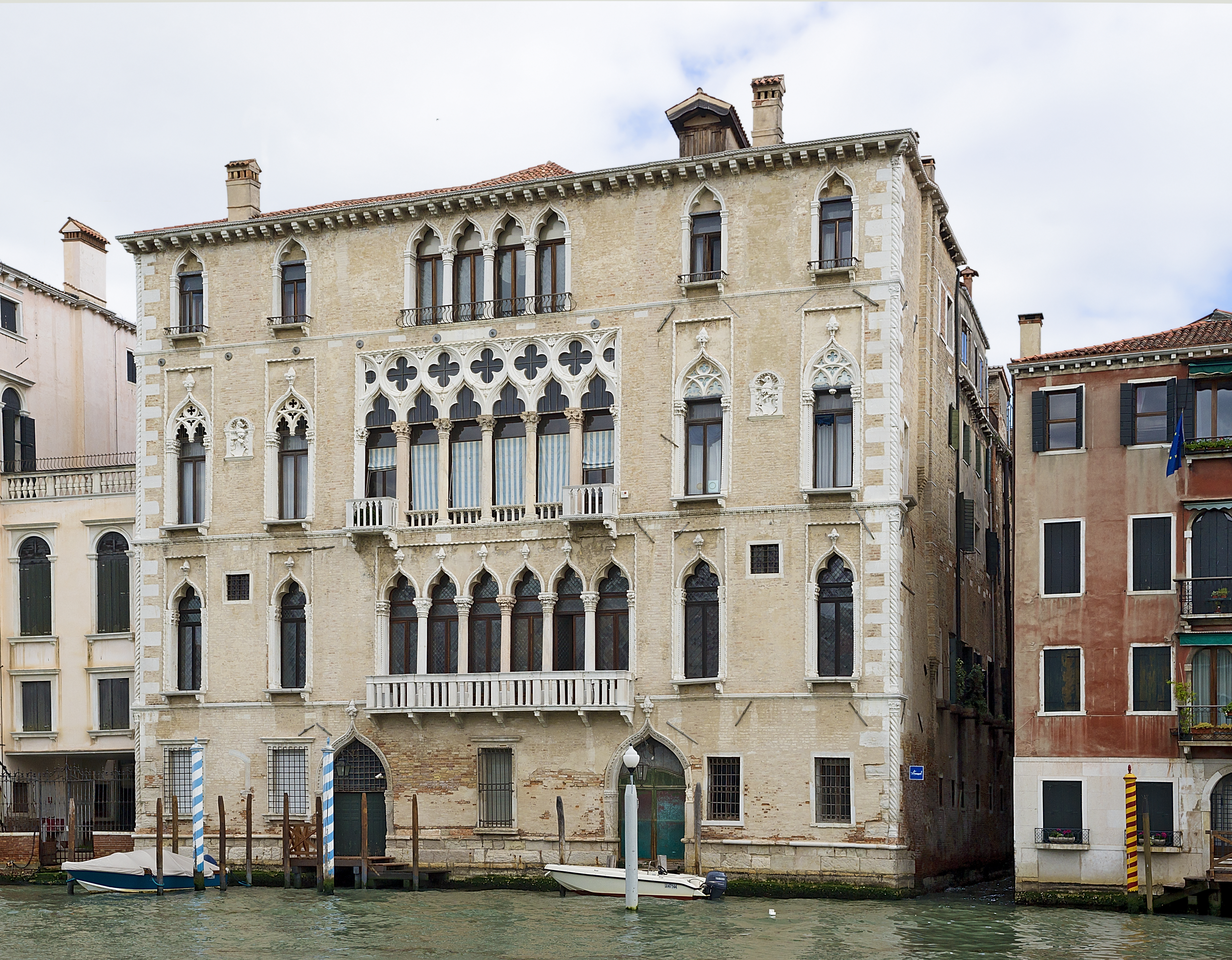
Palatul Bernardo di Canal

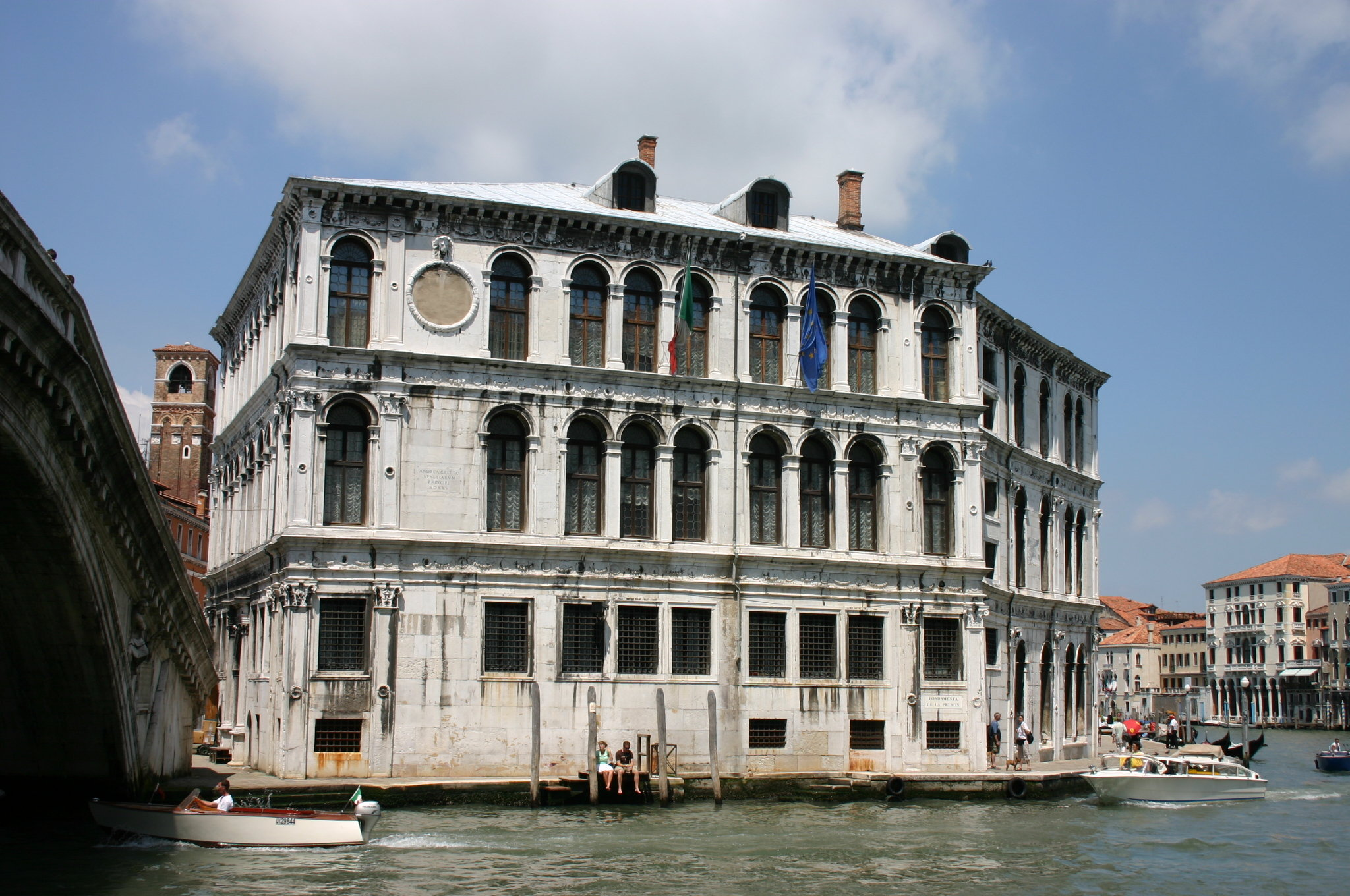
Palatul des Camerlenghi

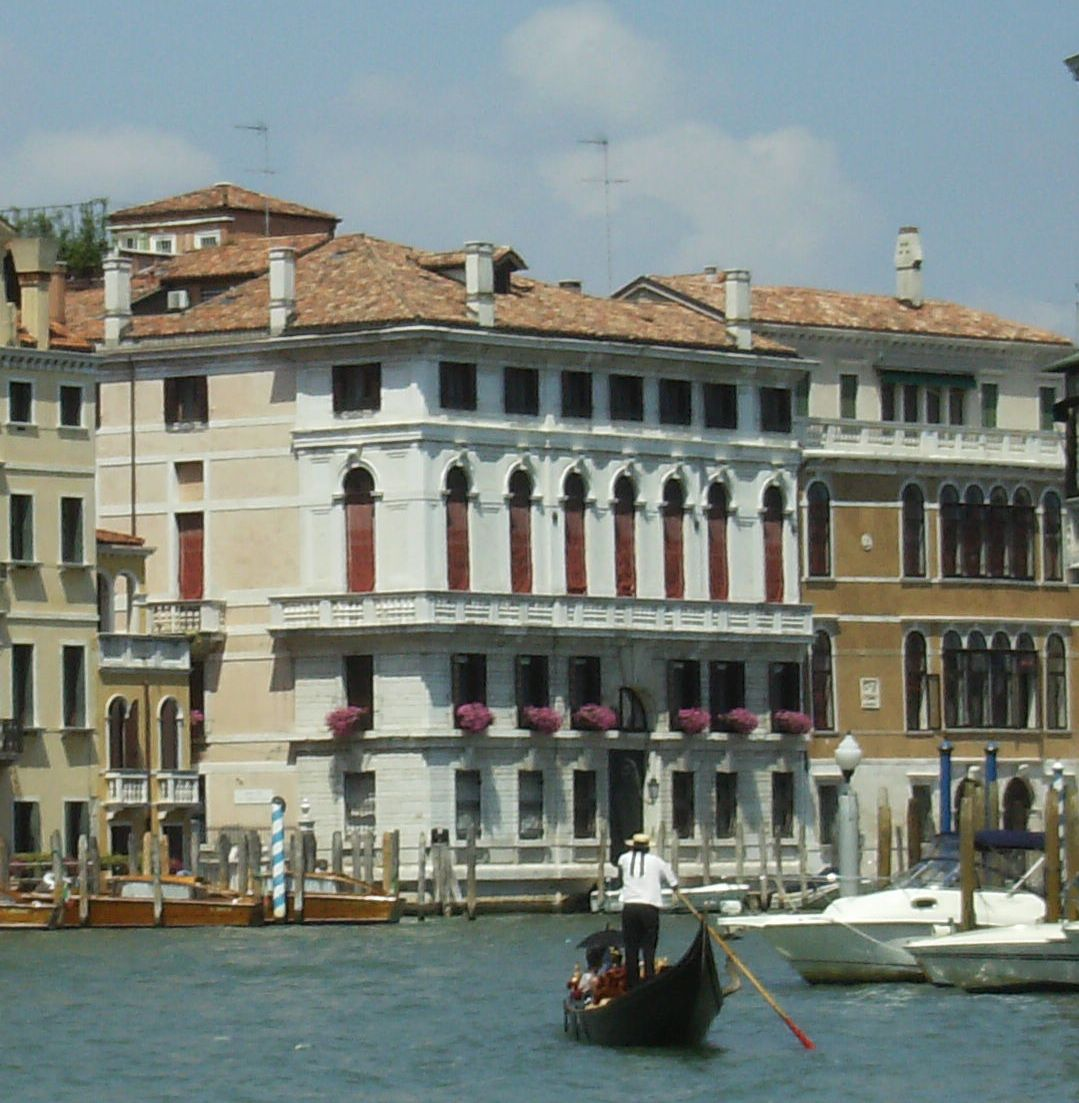
Palatul Civran Grimani

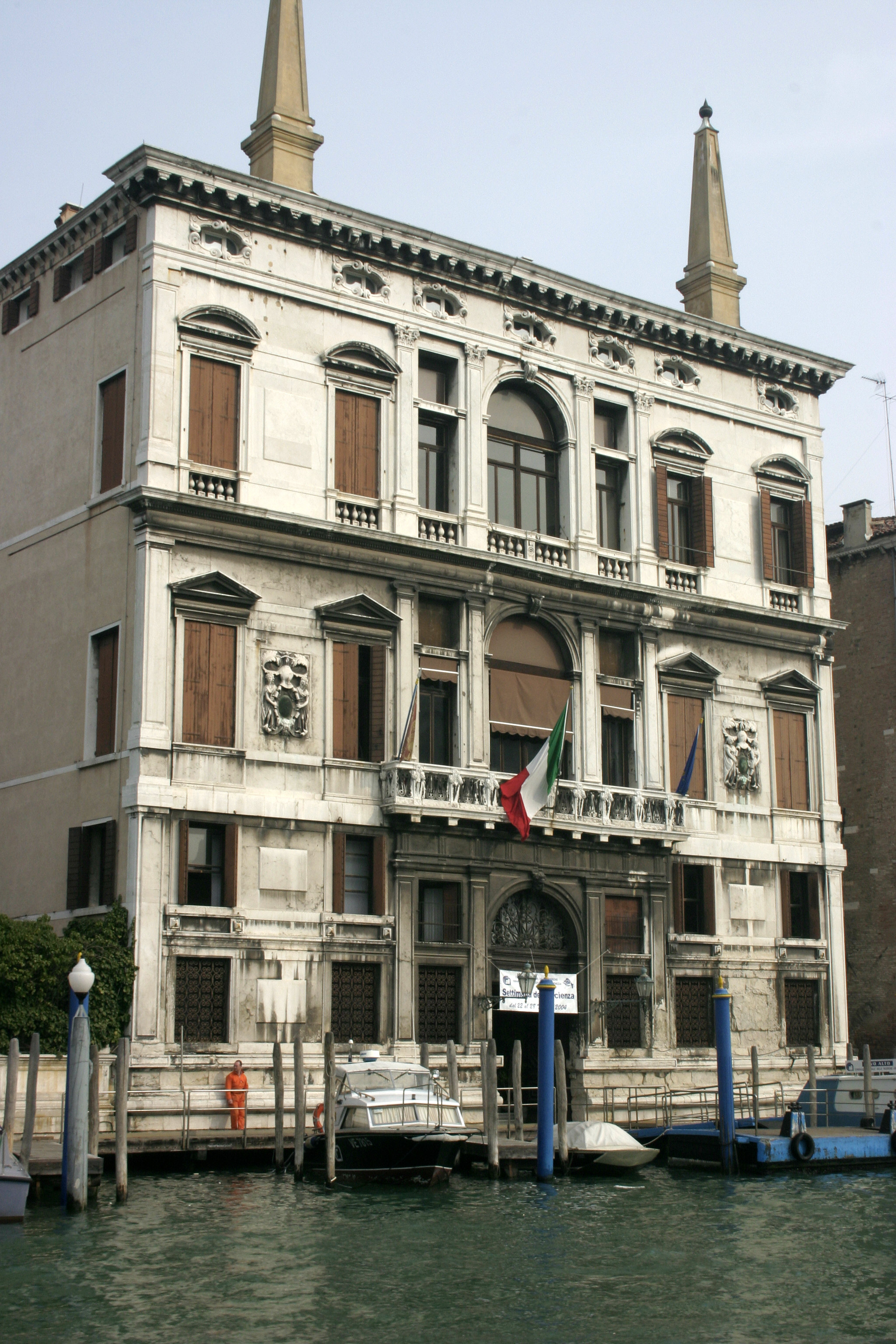
Palatul Papadopoli

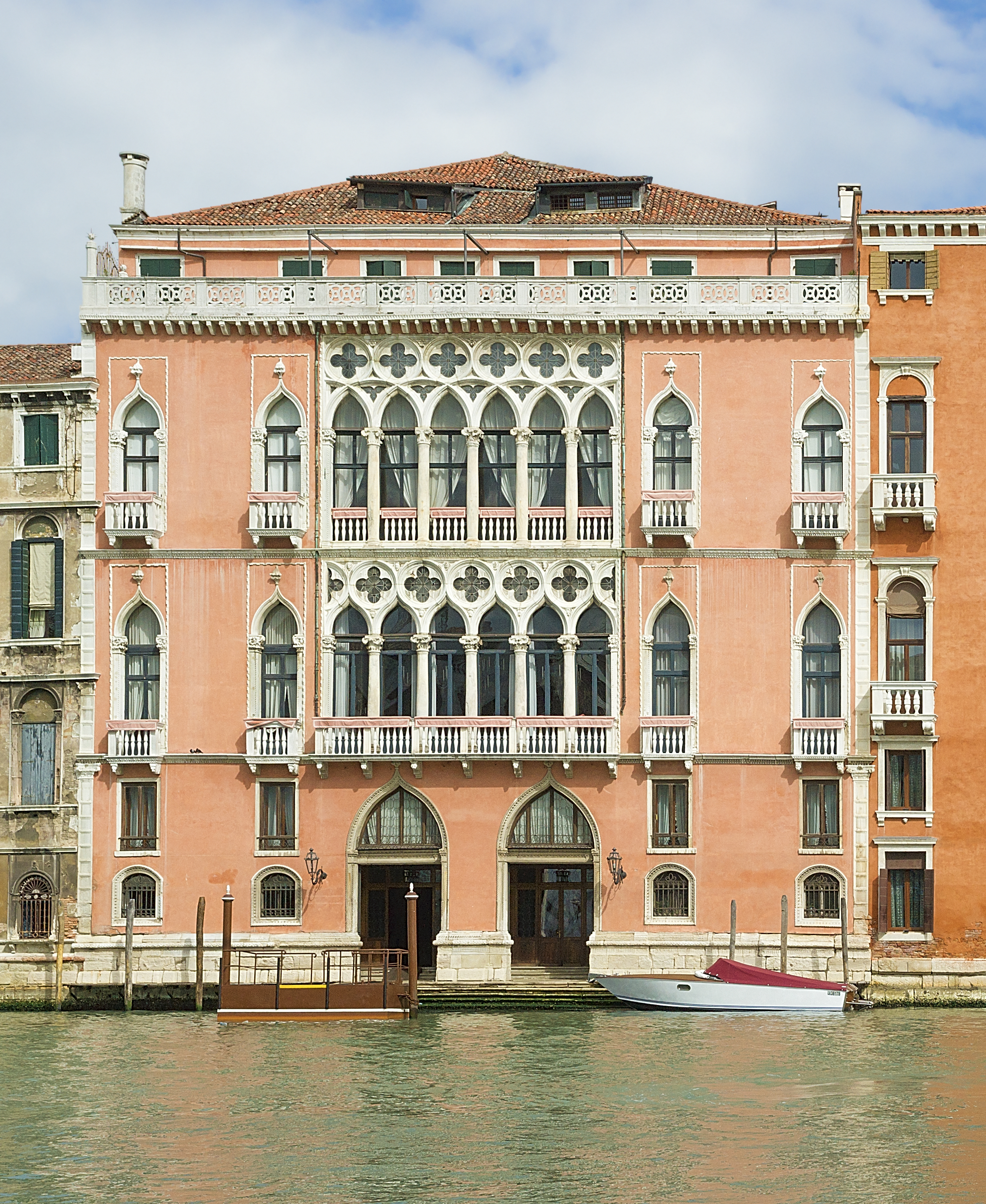
Palatul Pisani Moretta

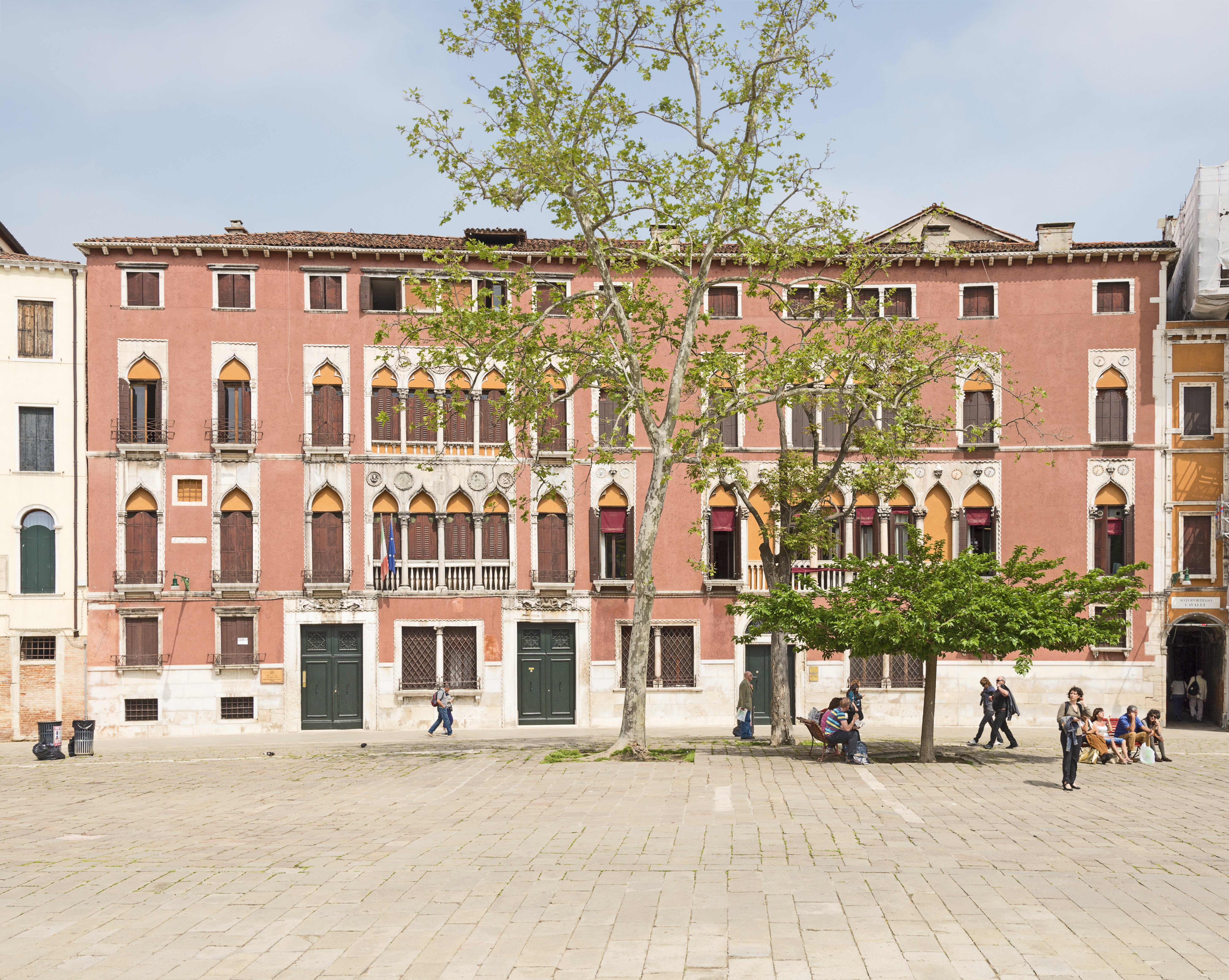
Palatul Soranzo

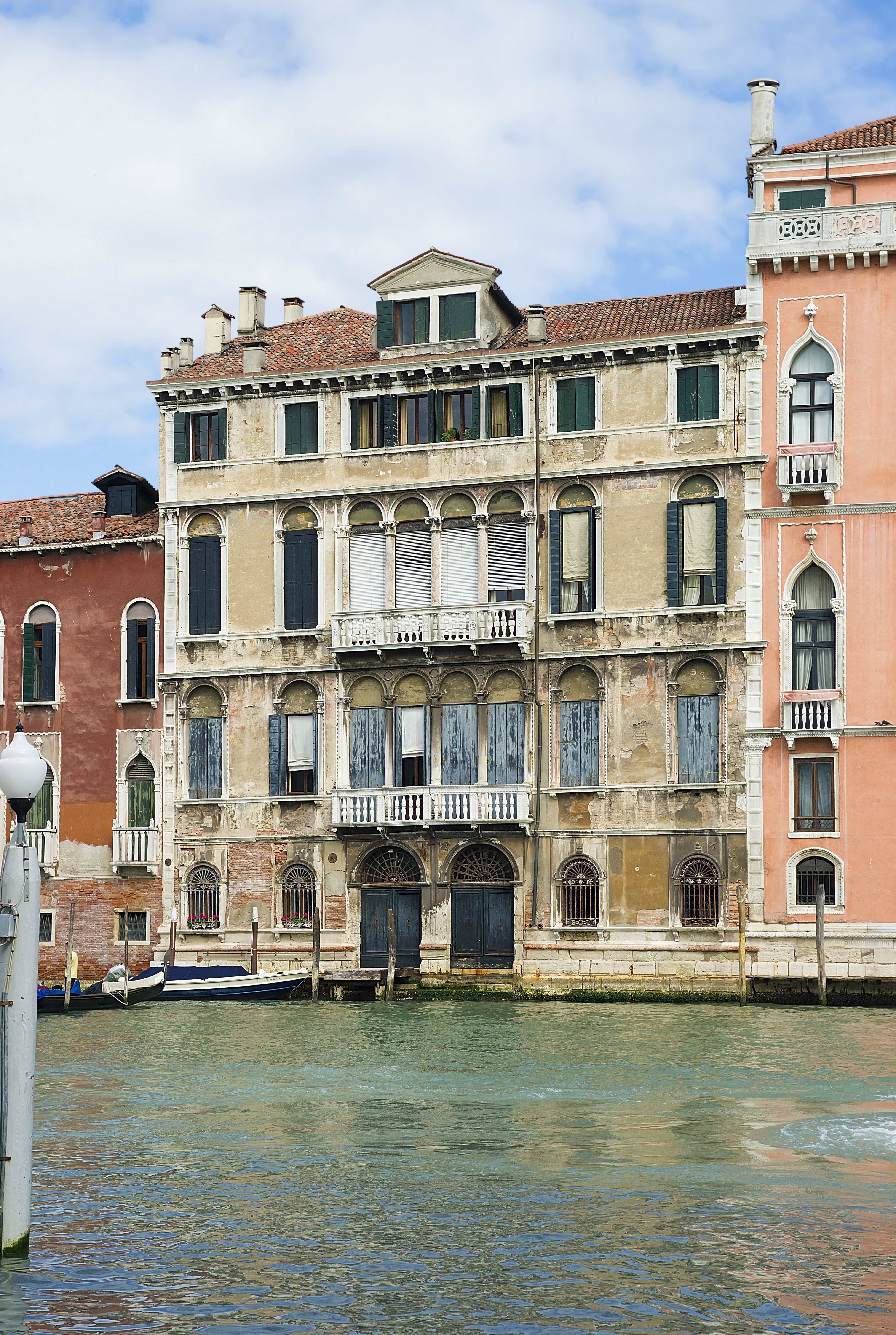
Palatul Tiepolo

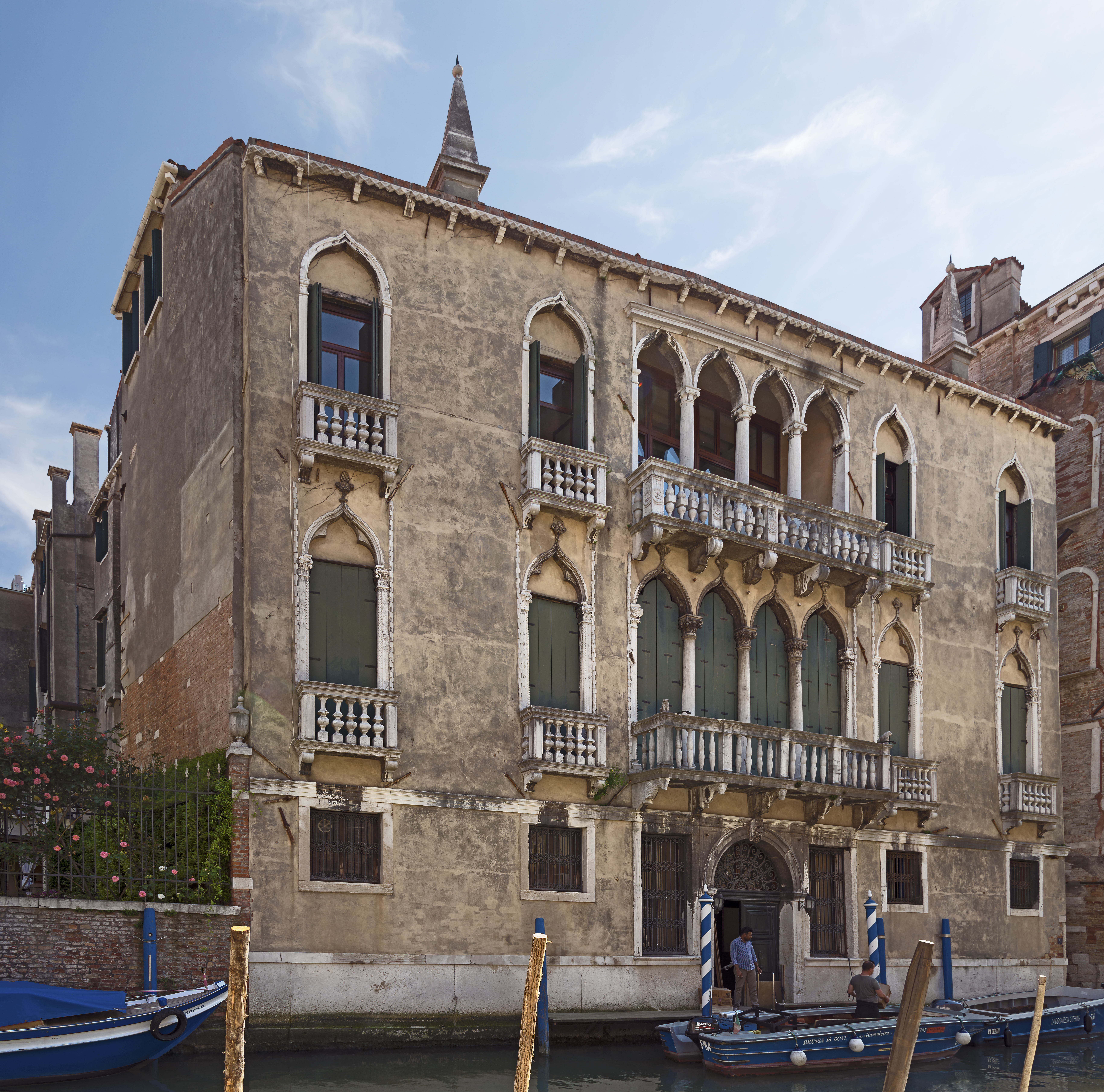
Palatul Zen a San Polo

| Numele palatului                   | Nume alternativ                       | Secol             | N.A.             | Stradă                                           |
| ---------------------------------- | ------------------------------------- | ----------------- | ---------------- | ------------------------------------------------ |
| Archivio di Stato                  |                                       |                   | 3002             | campo dei Frari                                  |
| Palatul Albrizzi                   | Palazzo Albrizzi                      | sec. al XVI-lea   | 1940             | campiello Albrizzi                               |
| Palatul Amalteo                    | Ca' Amalteo                           | sec. al XVI-lea   | 2646             | corte Amaltea                                    |
| Palatul Avogadro                   | Palazzo Chiurlotto                    |                   | 1113-1114        | fondamenta de la Pasina                          |
| Palatul Badoer                     |                                       |                   | 2468             | calle Vitalba                                    |
| Palatul Barbarigo                  | Hotel Marconi                         |                   | 729              | fondamenta del Vin                               |
| Palatul Barbarigo della Terrazza   |                                       | sec. al XVI-lea   | 2765             | ramo Pisani e Barbarigo                          |
| Palatul Barzizza                   | Ca'Barzizza                           | sec. al XIII-lea  | 1172-1173        | corte Barzizza                                   |
| Palatul Basadonna                  |                                       |                   | 1055             | rio terá S. Silvestro                            |
| Ca' Bernardo                       | Palazzo Bernardo San Polo             | sec. al XV-lea    | 2184-2195        | calle Bernardo                                   |
| Palatul Bernardo a San Silvestro   |                                       |                   | 1125             | campo S. Silvestro                               |
| Palatul Bernardo di Canal          | Palazzo Bernardo a San Polo           | sec. al XV-lea    | 1978             |                                                  |
| Palatul Bollani                    |                                       |                   | 1296             | calle dei Coralli o Bollani                      |
| Palatul Bonomo Albrizzi            | Palazzo Albrizzi a San Apollinare     | sec. al XVI-lea   | 1940             | campiello Albrizzi                               |
| Palatul Bosso                      |                                       |                   | 2802             | ponte S. Tomá                                    |
| Palatul Camerlenghi                | Palazzo dei Camerlenghi               | sec. al XVI-lea   | 1                | ruga dei Oresi                                   |
| Palatul Cappello Layard Carnelutti | Ca'Cappello                           | sec. al XVI-lea   | 2035             | ramo Dolfin                                      |
| Palatul Cassetti                   |                                       |                   | 2557,2574        | fondamenta dei Frari                             |
| Palatul Centani                    | Casa di Carlo Goldoni Palazzo Zantani |                   | 2794             | calle dei Nomboli                                |
| Palatul Civran Grimani             | Palazzo Civran                        | sec. al XVIII-lea | 2896             | calle del Campaniel                              |
| Palatul Corner                     |                                       |                   | 2758A            | rio terá dei Nomboli                             |
| Palatul Corner Mocenigo            | Palazzo Corner                        | sec. al XVI-lea   | 2128             | campo S. Polo                                    |
| Palatul Coccina Tiepolo Papadopoli | Palazzo Papadopoli                    | sec. al XVI-lea   | 1364             | calle Papadopoli                                 |
| Palatul Dandolo Paolucci           | Palazzo Dandolo                       | sec. al XVII-lea  | 2879             | calle del Tragheto Vechio                        |
| Palazzo dei Dieci Savi alle Decime | Palazzo X Savi                        | sec. al XVI-lea   | 19               | sotoportego Camerale                             |
| Palatul Diedo                      |                                       |                   | 1345             | ponte dei Meloni                                 |
| Palatul Dolfin                     |                                       |                   | 2809,2878        | calle del Tragheto                               |
| Palatul Donà a San Polo            | Ca' Donà                              |                   | 2177             | rio terá S. Antonio                              |
| Palatul Donà a Sant'Aponal         |                                       |                   | 1426             | calle del Tragheto de La Madoneta                |
| Palatul Donà della Madoneta        | ou Madonetta                          | sec. al XIII-lea  | 1429             | calle del Tragheto de La Madoneta                |
| Palatul Donà                       | Palazzo Donà delle Rose a San Stin    | sec. al XVI-lea   | 2515             | calle Donà o del Spezier                         |
| Fabbriche Nuove                    | ou Fabbriche Nove                     |                   | 119,170-186      | sotoportego del Banco Giro campo Cesare Battisti |
| Fabbriche Vecchie                  |                                       |                   | 129-131, 137-144 | sotoportego de l'Erbaria                         |
| Palatul Fornoni                    |                                       |                   | 2230             | corte del Scaleter                               |
| Palatul Giustinian Loredan         | Palazzo Cicogna Loredan a San Stin    | sec. al XVII-lea  | 2351             | sotoportego del Pozzolongo                       |
| Palatul Giustinian Querini Dubois  | Palazzo Querini Dubois                | sec. al XVI-lea   | 2004             | sotoportego de le Erbe                           |
| Palatul Giustinian Businello       | Palazzo Businello                     | sec. al XIII-lea  | 1207             | fondamenta Businelo                              |
| Palatul Giustinian Persico         |                                       |                   | 2788             | campiello Centanni                               |
| Palatul Grimani                    |                                       |                   | 1994,1995        | campiello del Librer                             |
| Ca' Grimani Marcello               | Ca' Grimani de l'albero d'Oro         |                   | 2033             | ramo Dolfin                                      |
| Palatul Jona                       | Palazzetto Iona                       |                   | 1810             | corte del Teatro Vechio                          |
| Palatul Lanfranchi                 |                                       |                   | 1175             | ramo Barzizza                                    |
| Ca' Lipoli                         |                                       |                   | 2933,2934        | fondamenta de la Dona Onesta                     |
| Palatul Madonna                    |                                       |                   | 2902             | fondamenta del Forner                            |
| Palatul Maffetti Tiepolo           |                                       |                   | 1957             | campo S. Polo                                    |
| Palatul Marcello dei Leoni         |                                       |                   | 2810             | fondamenta del Tragheto                          |
| Palatul Miani                      |                                       |                   | 1845             | ramo Miani                                       |
| Palatul Molin                      | a San Stin                            | sec. XIII-XIX     | 2513             | calle Donà o del Spezier                         |
| Palatul Molin Cappello             | Palazzo Cappello                      |                   | 1279,1280        | rio terá S. Aponal                               |
| Palatul Moro Lin                   | Palazzo Morolin Michiel Olivo         | sec. al XV-lea    | 2672             | calle Moro Lin                                   |
| Palatul Morosini Brandolin         | Palazzo Brandolin Morosini            | sec. al XV-lea    | 1789             | riva de la Riva de I'Ogio                        |
| Palatul Morosini                   | a San Tomà                            | sec. al XVII-lea  | 2812             | fondamenta del Tragheto                          |
| Palatul Muti Baglioni              |                                       | sec. al XVII-lea  | 1866             | calle Muti o Baglioni                            |
| Palatul Patriani                   |                                       |                   | 1449             | sotoportego Petriana                             |
| Pescheria                          | Loggia della Pescheria Nuova          |                   | 337-340          | campo de la Pescaria                             |
| Palatul Pisani ai Nomboli          |                                       |                   | 2709             | rio terá dei Nomboli                             |
| Palatul Pisani Moretta             |                                       | sec. al XV-lea    | 2766             | ramo Pisani e Barbarigo                          |
| Palatul della Pretura              | Tribunal d'instance                   |                   | 1772             | calle del Campaniel                              |
| Palatul Priuli Pesaro              | Palazzo Priuli a San Cassiano         |                   | 1560             | calle dei Boteri                                 |
| Ca' Priuli a San Polo              |                                       |                   | 2025             | salizada S. Polo                                 |
| Ca' Rampani                        |                                       |                   | 1517-1518C       | calle drio Rampani o Rizzo                       |
| Palatul Raspi                      |                                       |                   | 1551             | ramo Raspi                                       |
| Palatul Ravà                       | Casa Ravà                             | sec. al XX-lea    | 1099             | fondamenta del Vin                               |
| Palatul Salviati                   |                                       |                   | 1500             | fondamenta dei Banco Salviati                    |
| Palatul Sansoni                    |                                       |                   | 898              | campiello dei Sansoni                            |
| Palatul Sanudo Turloni             | Palazzo Sanudo                        | sec. al XV-lea    | 2162             | calle Pezzana                                    |
| Palatul Soranzo Campo San Polo     | Palazzo Soranzo                       | sec. XIV-XV       | 2169-2170        | Campo San Polo                                   |
| Palatul Soranzo a San Stin         |                                       | sec. al XIV-lea   | 2542             | fondamenta Contarini o del Botter                |
| Palatul Soranzo Pisani             |                                       |                   | 2778             | corte Tiepolo                                    |
| Ca' Tiepolo Passi                  | Palazzo Tiepolo                       | sec. al XVI-lea   | 2781             | corte Tiepolo                                    |
| Ca' Tiepoletto Passi               | Palazzo Tiepolo detto Tiepoletto      |                   | 2774             | corte Tiepolo                                    |
| Palatul Valier                     |                                       |                   | 1022             | rio terá S. Silvestro                            |
| Palazzo Vendrame                   |                                       |                   | 1121             | campiello Pasina S. Silvestro                    |
| Palatul Zane Collalto              |                                       | sec. al XVII-lea  | 2360             | calle Colalto                                    |
| Palatul Zen ai Frari               |                                       | sec. al XV-lea    | 2580             | campiello Zen                                    |

### Santa Croce

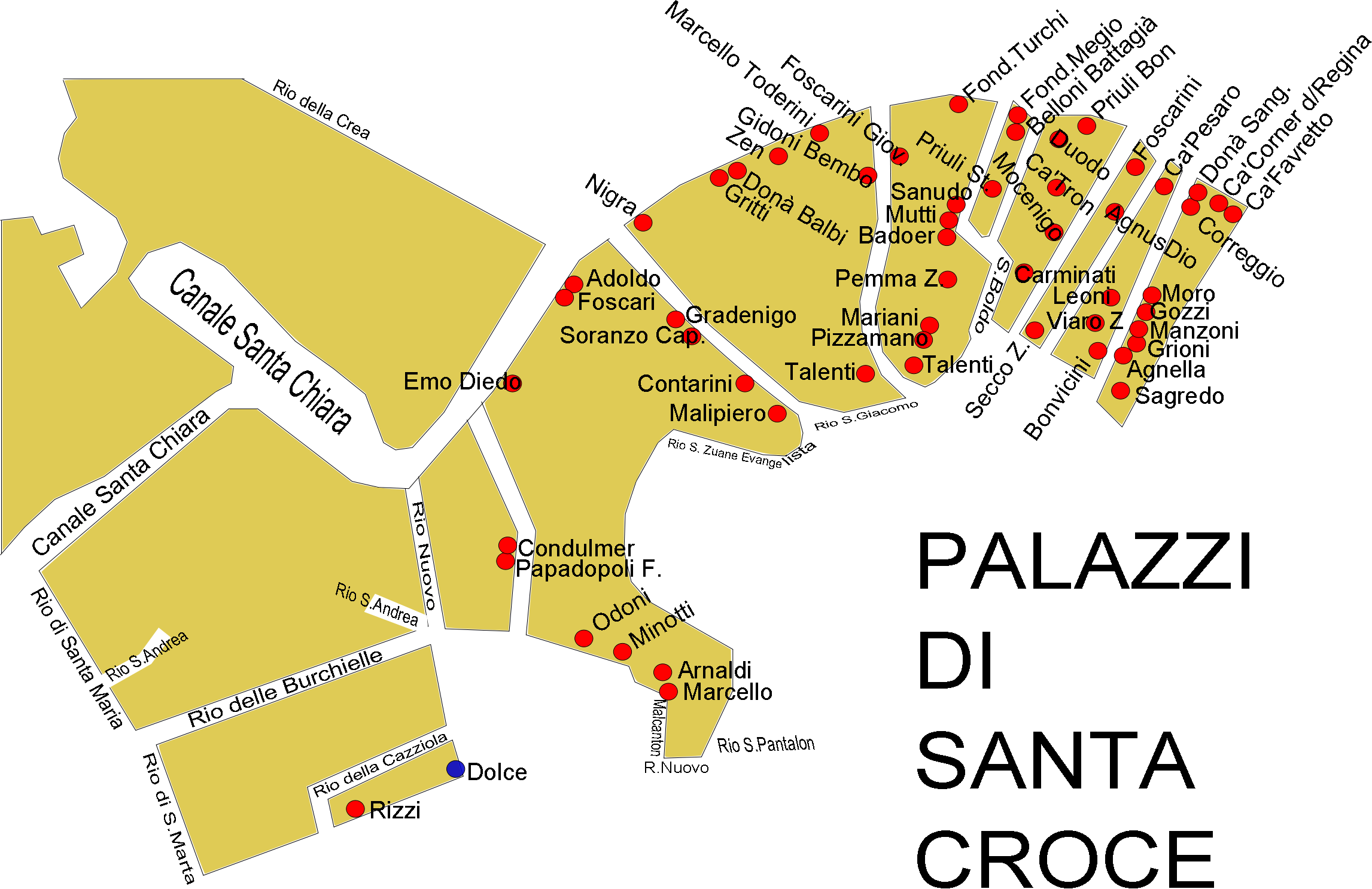

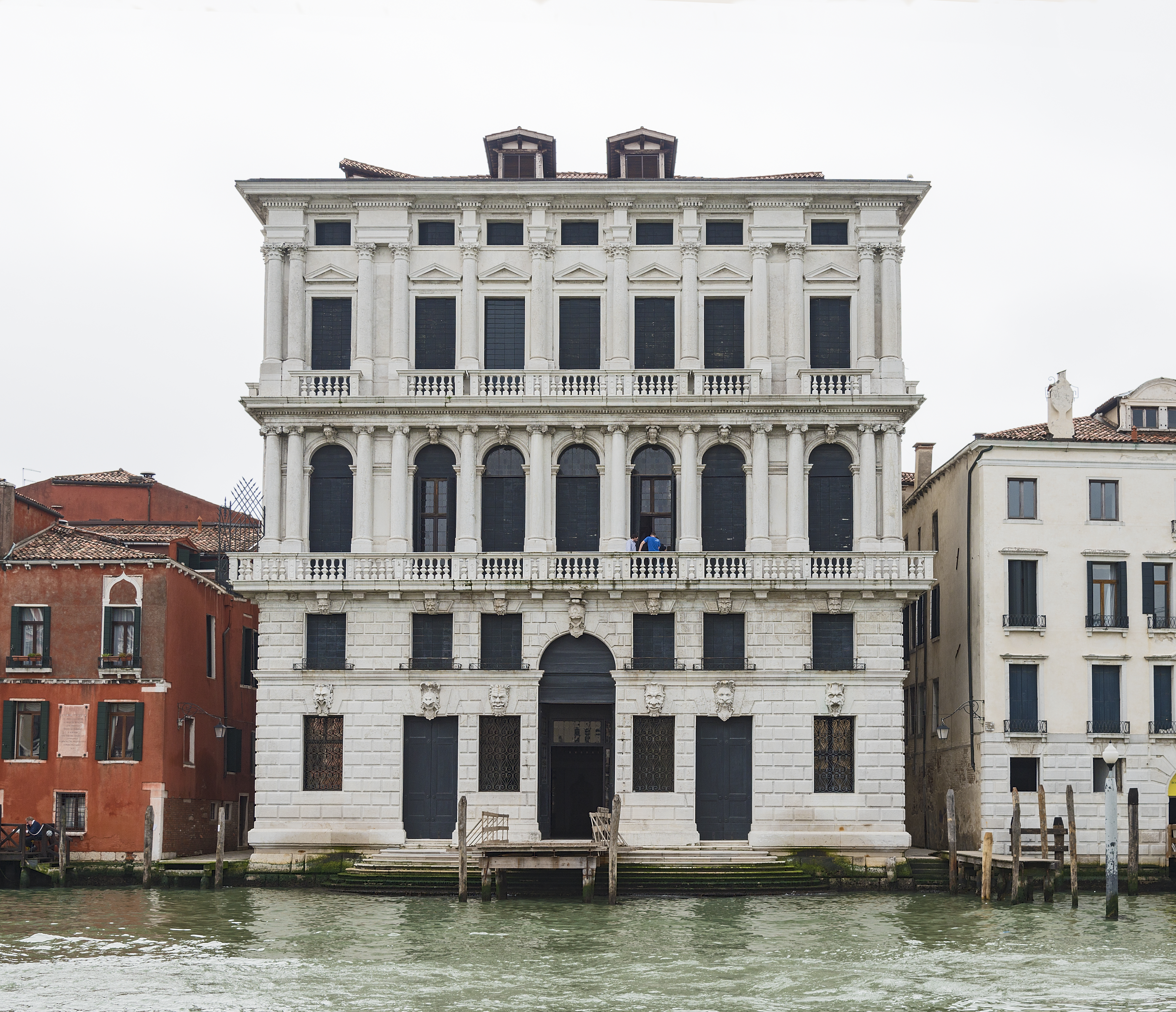
Ca' Corner della Regina

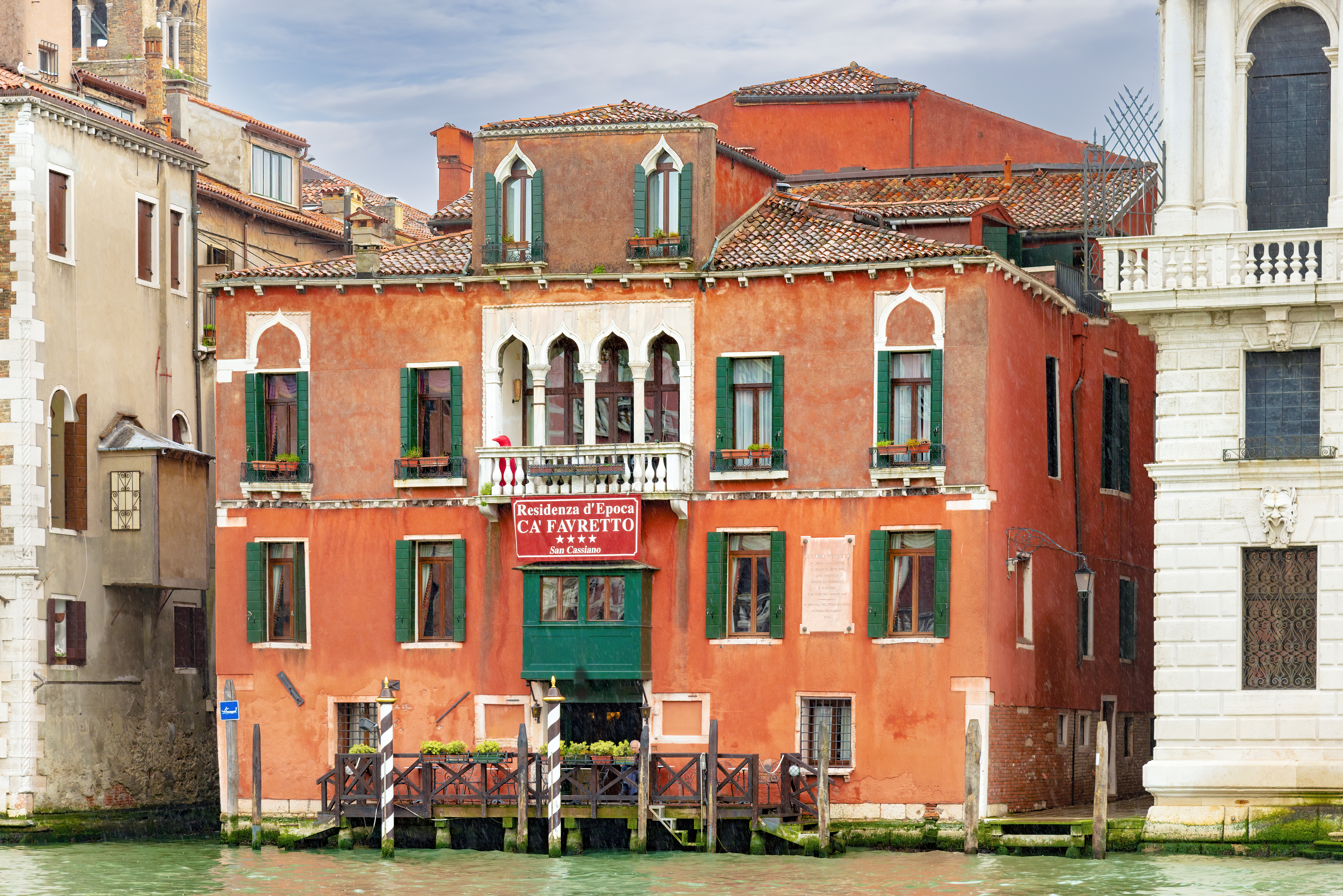
Ca'Favretto

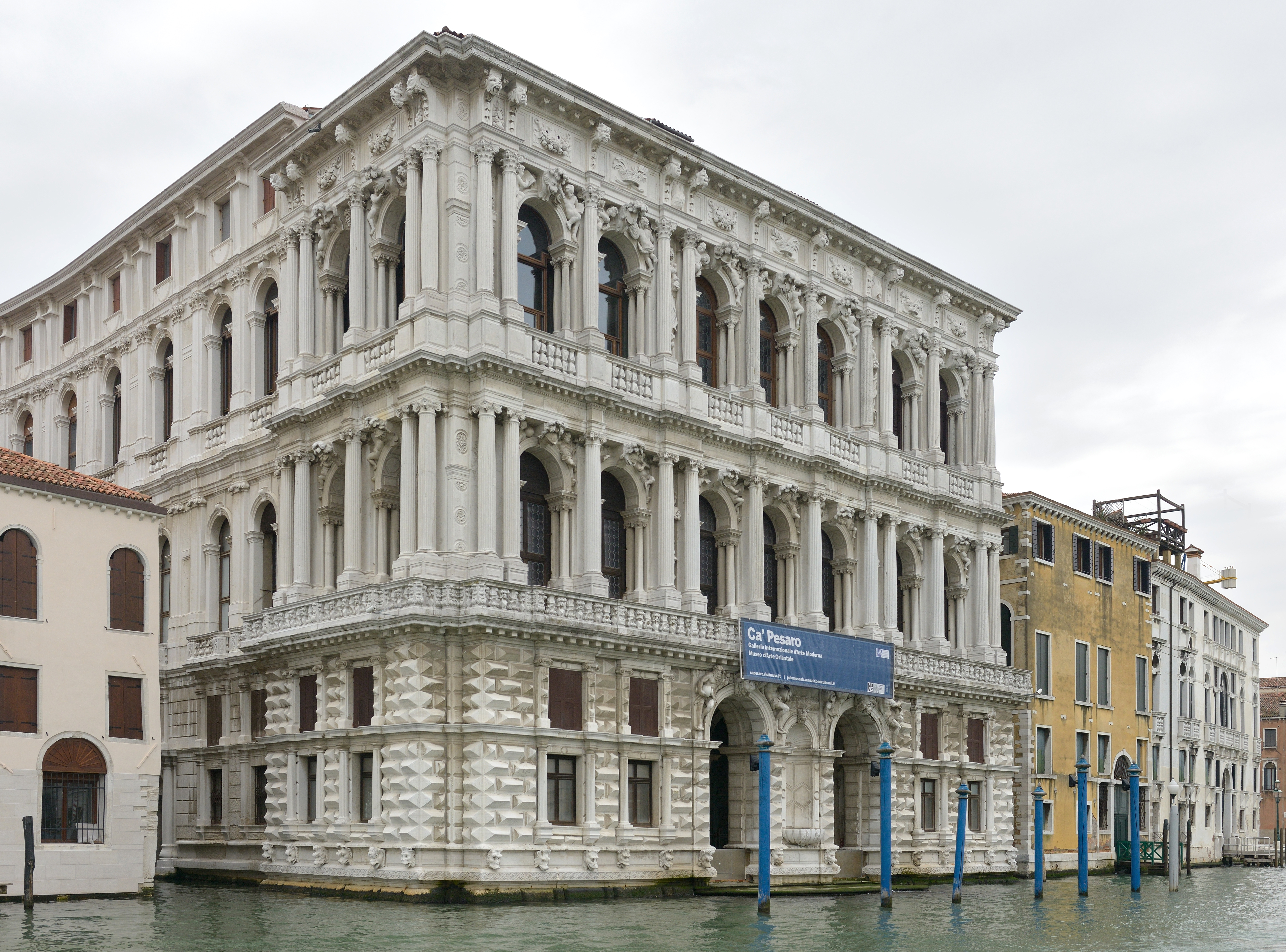
Ca' Pesaro

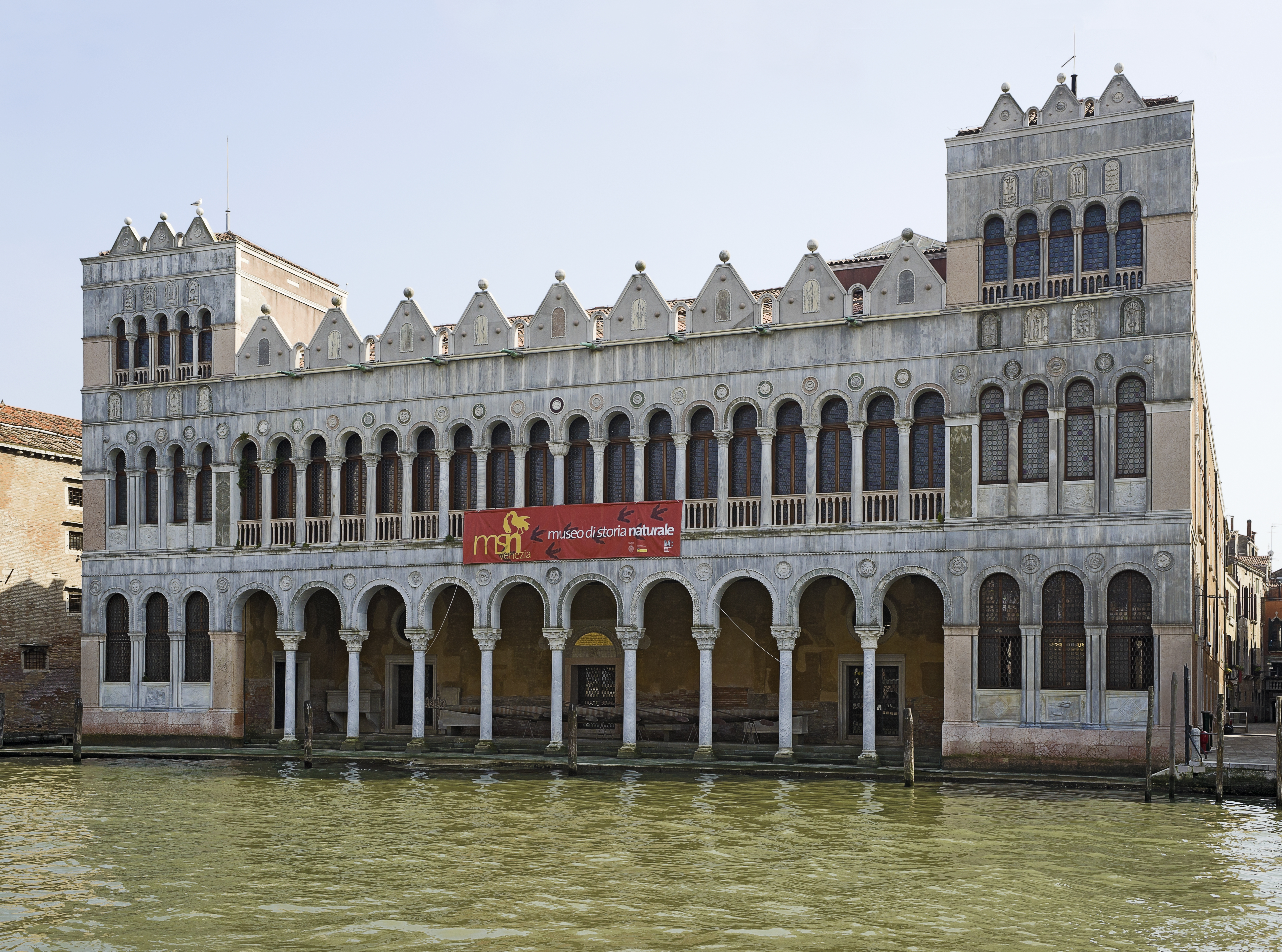
Fondaco dei Turchi

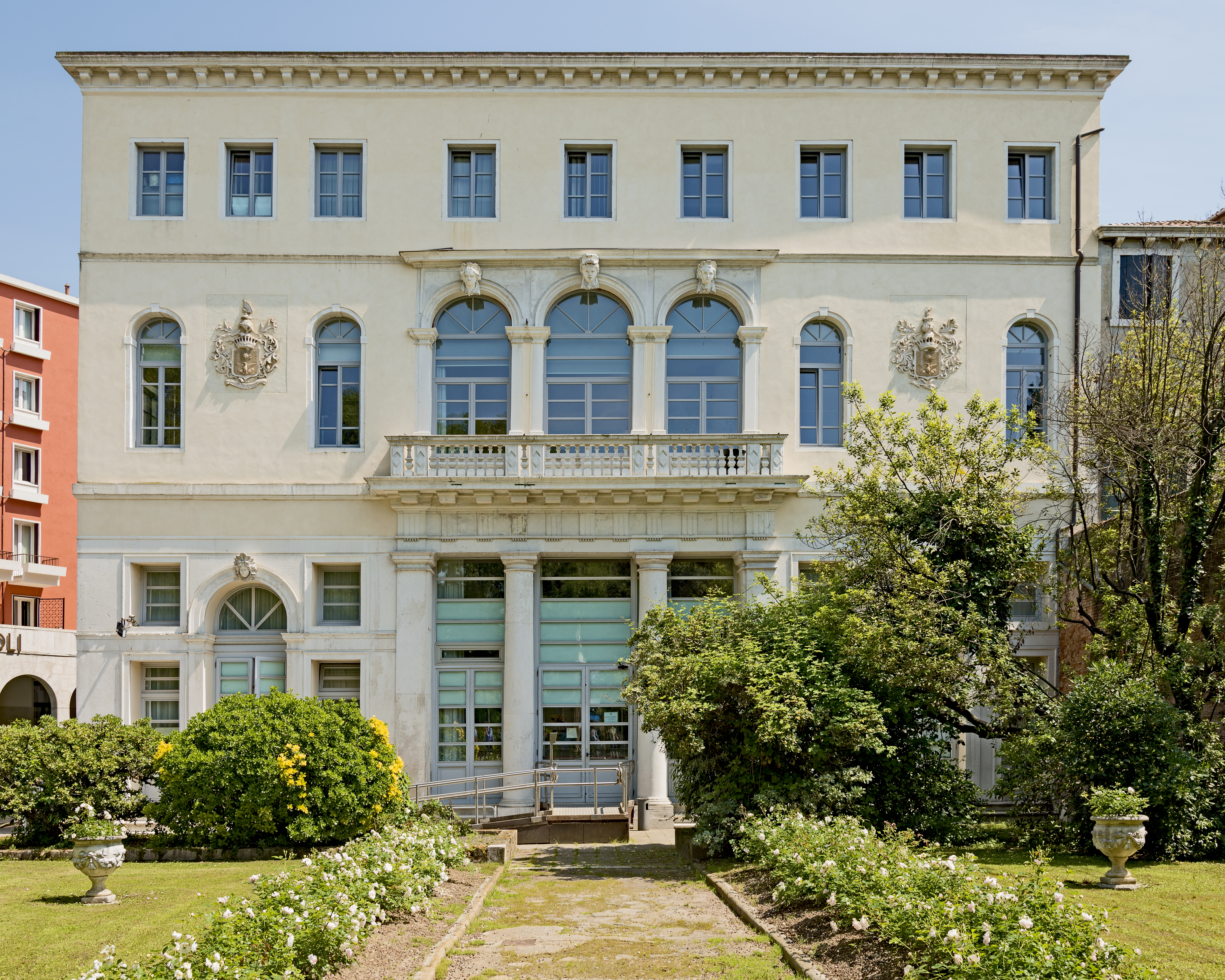
Palatul Foresti Papadopoli

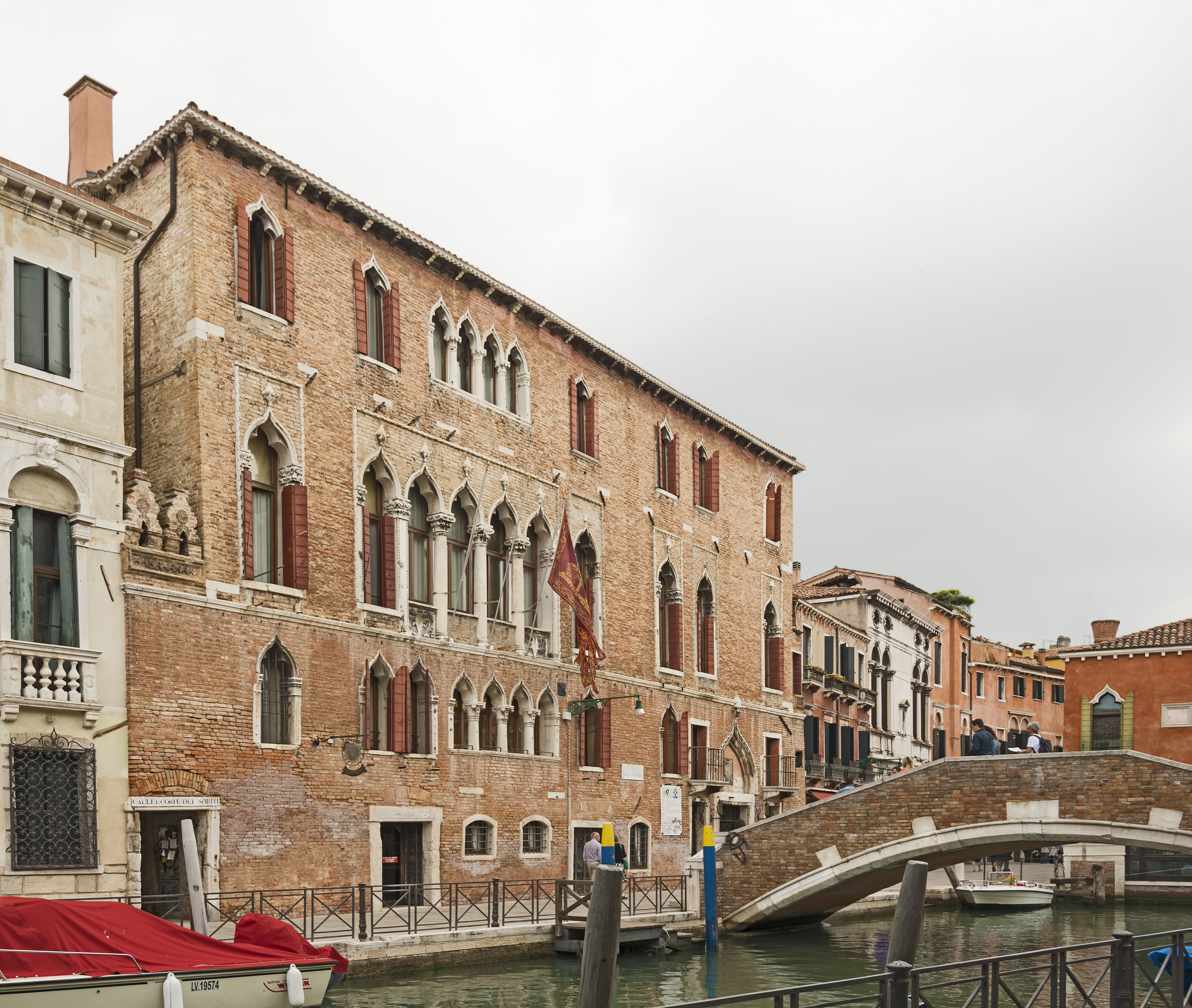
Palatul Marcello

| Numele palatului                             | Nume alternativ                            | Secol                     | N.A.       | Stradă                          |
| -------------------------------------------- | ------------------------------------------ | ------------------------- | ---------- | ------------------------------- |
| Palatul Adoldo                               | Casa Adoldo                                |                           | 711-712    | fondamenta S. Simeon Picolo     |
| Palatul Agnella                              |                                            |                           | 2275       | fondamenta de l'Agnello         |
| Palatul Agnusdio                             | Palazzo Agnusdio o dei Quattro Evangelisti | sec. al XIV-lea           | 2060       | ponte del Forner                |
| Palazzo Arnaldi                              |                                            |                           | 34-35      | ramo Arnaldi                    |
| Palatul Badoer                               |                                            |                           | 1662       | calle Larga                     |
| Palatul Belloni Battagià                     | Palazzo Belloni Battaglia                  | sec. al XVII-lea          | 1783       | calle del Megio                 |
| Palatul Bonvicini                            |                                            | sec. XVI-XVII             | 2161A      | calle de Ca' Bonvicini          |
| Palatul Bragadin Soranzo Cappello            |                                            | sec. al XVI-lea           | 770        | fondamenta Cappello o Gradenigo |
| Palatul Businello                            | Palazzo Grioni                             | sec. al XVI-lea           | 2271       | ramo de l'Agnella               |
| Palatul Carminati                            |                                            | sec. al XVI-lea           | 1882       | salizada Carminati              |
| Palatul Coccina Giunti Foscarini Giovannelli | Palazzo Foscarini                          | sec. al XVI-lea           | 2070       | calle Ca' Pesaro                |
| Palatul Condulmer                            |                                            |                           | 251        | fondamenta Condulmer            |
| Palatul Contarini                            | Case Contarini                             |                           | 802-803    | fondamenta rio Marin            |
| Ca'Corner della Regina                       | Ca' Corner della Regina                    | sec. al XVIII-lea         | 2214       | calle Corner                    |
| Palatul Correggio                            |                                            |                           | 2207       | calle Correggio                 |
| Palatul Dolce                                |                                            |                           | 297        | fondamenta Rizzi                |
| Palatul Donà Sangiantoffetti                 | Palazzo Donà                               |                           | 2211       | corte Correggio                 |
| Palatul Donà Balbi                           |                                            |                           | 1299       | riva de Biasio                  |
| Palatul Duodo Balbi Valier                   | Palazzo Duodo                              | sec. al XV-lea            | 1958       | corte Dandolo                   |
| Palatul Emo Diedo                            | Palazzo Diedo                              | sec. al XVII-lea          | 561        | fondamenta de S. Simeon Picolo  |
| Ca'Favretto                                  | Palazzo Bragadin Favretto                  |                           | 2232       | calle de la Rosa                |
| Fontego del Megio                            | Depositi del Megio                         |                           | 1780       | fondamenta sul Canalazzo        |
| Fontego dei Turchi                           | Palazzo Corner                             | sec. al XIII-lea          | 1730       | salizada del Fontego dei Turchi |
| Palatul Foresti Papadopoli                   | Palazzo Papadopoli Foresti                 | sec. al XVI-lea           | 250        | fondamenta Condulmer            |
| Palatul Foscari Contarini                    | Palazzetti Foscari                         | sec. al XVI-lea           | 713-714    | fondamenta S. Simeon Picolo     |
| Palatul Gidoni Bembo                         |                                            |                           | 1317       | fondamenta S. Zan Degolà        |
| Palatul Foscarini Giovanelli                 | Palazzo Giovanelli                         |                           | 1681       | corte Giovannelli               |
| Palatul Gozzi                                |                                            |                           | 2268-2269  | ramo de la Regina               |
| Palatul Gradenigo                            | a San Simeon Grande                        | sec. al XVIII-lea         | 768        | fondamenta Cappello o Gradenigo |
| Palatul Gritti a Santa Croce                 |                                            | sec. al XV-lea            | 1303       | riva de Biasio                  |
| Palatul Leoni                                | Casa Leoni                                 |                           | 2180       | calle de la Chiesa              |
| Palatul Malipiero (Santa Croce)              |                                            |                           | 837        | fondamenta rio Marin            |
| Palatul Manzoni                              |                                            |                           | 2267       | ramo de la Regina               |
| Palatul Marcello                             | ai Tolentini                               | sec. al XV-lea            | 134        | fondamenta Minotto              |
| Palatul Marcello Toderini                    | Palazzetto Marcello                        |                           | 1289       | riva de Biasio                  |
| Palatul Mariani                              |                                            |                           | 1585-1586  | campo S. Giacomo da l'Orio      |
| Palatul Minotto                              | ai Tolentini                               | sec. al XVII-lea          | 143        | fondamenta Minotto              |
| Palatul Mocenigo                             |                                            | sec. al XVII-lea          | 1992       | salizada S. Stae                |
| Palatul Moro                                 |                                            |                           | 2265       | calle de la Regina              |
| Palatul Mutti delle Contrade                 |                                            |                           | 1666       | calle Larga                     |
| Palatul Nigra                                | Casa Nigra                                 |                           | 930        | campo S. Simeon Grando          |
| Palatul Odoni                                | Palazzetto Oddoni                          | sec. al XV-lea            | 151-152    | fondamenta Minotto              |
| Palatul Pemma Zambelli                       | Palazzo Pemma                              |                           | 1624       | campo S. Giacomo da l'Orio      |
| Palatul Pizzamano                            |                                            |                           | 1582-1583  | calle del Tentor                |
| Palatul Priuli Stazio                        | Palazzo Priuli                             |                           | 1777       | calle del Megio                 |
| Palatul Priuli Bon                           |                                            |                           | 1979       | campo S. Stae                   |
| Ca' Pesaro                                   | Palazzo Pesaro                             | sec. al XVIII-lea         | 2076       | fondamenta Ca' Pesaro           |
| Palatul Rizzi                                |                                            |                           | 316        | fondamenta Rizzi                |
| Palatul Sagredo                              |                                            |                           | 2288-2289  | calle del Teatro                |
| Palatul Sanudo                               | Casa Sanudo                                |                           | 1757       | fondamenta del Megio            |
| Palatul Secco Zorzi                          |                                            |                           | 2005       | calle del Modena                |
| Palatul Talenti                              |                                            |                           | 1546       | calle de le Oche                |
| Palatul Talenti delle Oche                   |                                            |                           | 1033       | calle de le Oche                |
| Ca'Tron                                      | Palazzo Tron a San Staè                    | sec. al XVI-lea           | 1947       | calle dei Albanesi              |
| Palatul Viaro Zane                           | Casa Viaro Zane                            | sec. al XIV-lea           | 2123       | campo S. Maria Mater Domini     |
| Palatul Zen                                  |                                            |                           | 1290       | riva de Biasio                  |
| Palatul Zustinian Contarini                  |                                            | sec. al XVI-lea (distrus) | pe la 1958 |                                 |

## Murano
- Palatul Giustinian (Murano)
- Palatul Trevisan (Murano) (sec. al XVI-lea)